# 永熙陵
永熙陵是宋太宗赵炅的陵墓，位于河南省巩义市西村镇，永昌陵西北，是宋陵西村陵区的三座皇陵之一。至道三年（997年）三月宋太宗驾崩，并于同年十月入葬永熙陵。

## 历史

宋太宗赵炅画像

赵炅原名赵匡义，是赵弘殷的第三子，北宋开国皇帝宋太祖赵匡胤的胞弟，赵匡胤登基后为避讳受赐名赵光义。开宝九年（976年）十月赵匡胤驾崩后，赵光义继位，并改名赵炅，是为宋太宗。
宋太宗在位21年，至道三年（997年）三月驾崩于万岁殿，享年57岁，其子赵恒即位，是为宋真宗。太宗遗制曰“山陵制度，务遵俭约”。四月五日，真宗命越王赵元份为山陵使、翰林学士承旨宋白为礼仪使、工部侍郎郭贽为卤簿使、侍御史知杂事牛冕为仪仗使、权知开封府毕士安为桥道使、邕州观察使刘知信为修奉山陵都护、入内副都知卫绍钦为都监，开始山陵的建造和礼仪的筹备。四月二十六日，宰相吕端上陵名“永熙陵”。同年十月六日，太宗的灵柩出殡。十八日，入葬永熙陵地宫。

## 布局
永熙陵的布局与宋陵中的其他帝陵大致相同，由上宫、下宫、皇后陵和陪葬墓组成:58。

### 上宫
永熙陵的上宫保存较好，主要建筑的基址均有遗存。其最南端的鹊台位置稍高，由乳台向北直至北神门的地面倾斜度较小。宫城平面呈方形，边长约240米，与永昌陵规模相同。宫城正中为陵台，呈方形覆斗状，陵台下为地宫。据《宋史·礼志》记载，永熙陵地宫“深百尺，方广八十尺”，陵台“方二百五十尺”。目前现存的陵台底部边长51-53米，顶部边长10-11米，高出地面16.4米:58。
陵台四周距陵台约82-85米处为神墙，四面神墙正中均设神门，神门两侧设有门阙，基址皆由夯土筑成。目前四神门两侧共八座门阙的夯土基址均有地面遗存，现存基址为长方形或椭圆形的土包，底部长14-23米不等，宽6-12米不等，高2.8-3.9米不等。每座神门两侧门阙基址间距为10-16米。神墙四角设角阙，角阙距神门的门阙约80米，基址平面呈曲尺拐角状。目前四座角阙的基址亦均有地面遗存，高约为4-4.6米:58。

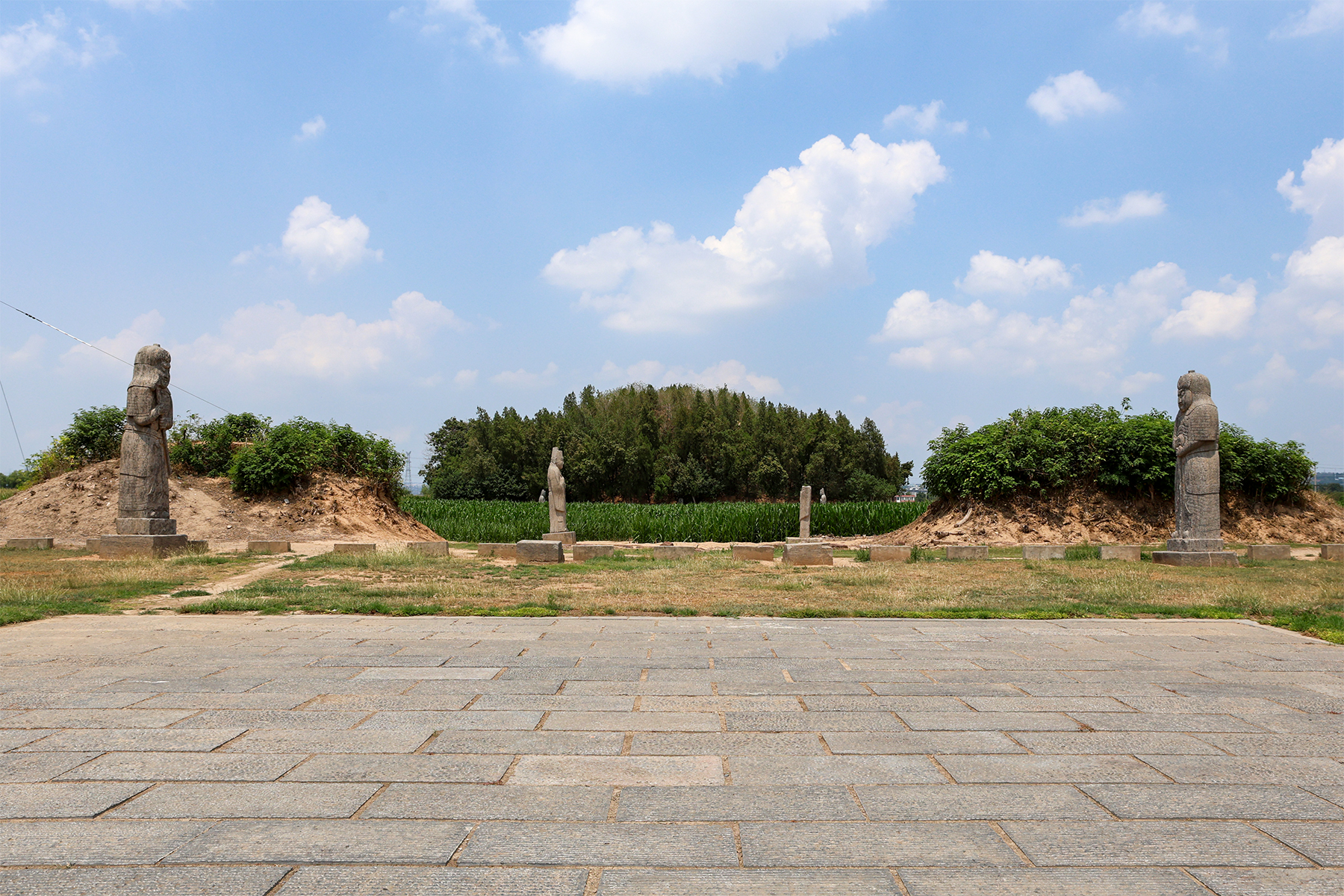
南神门两侧阙台基址
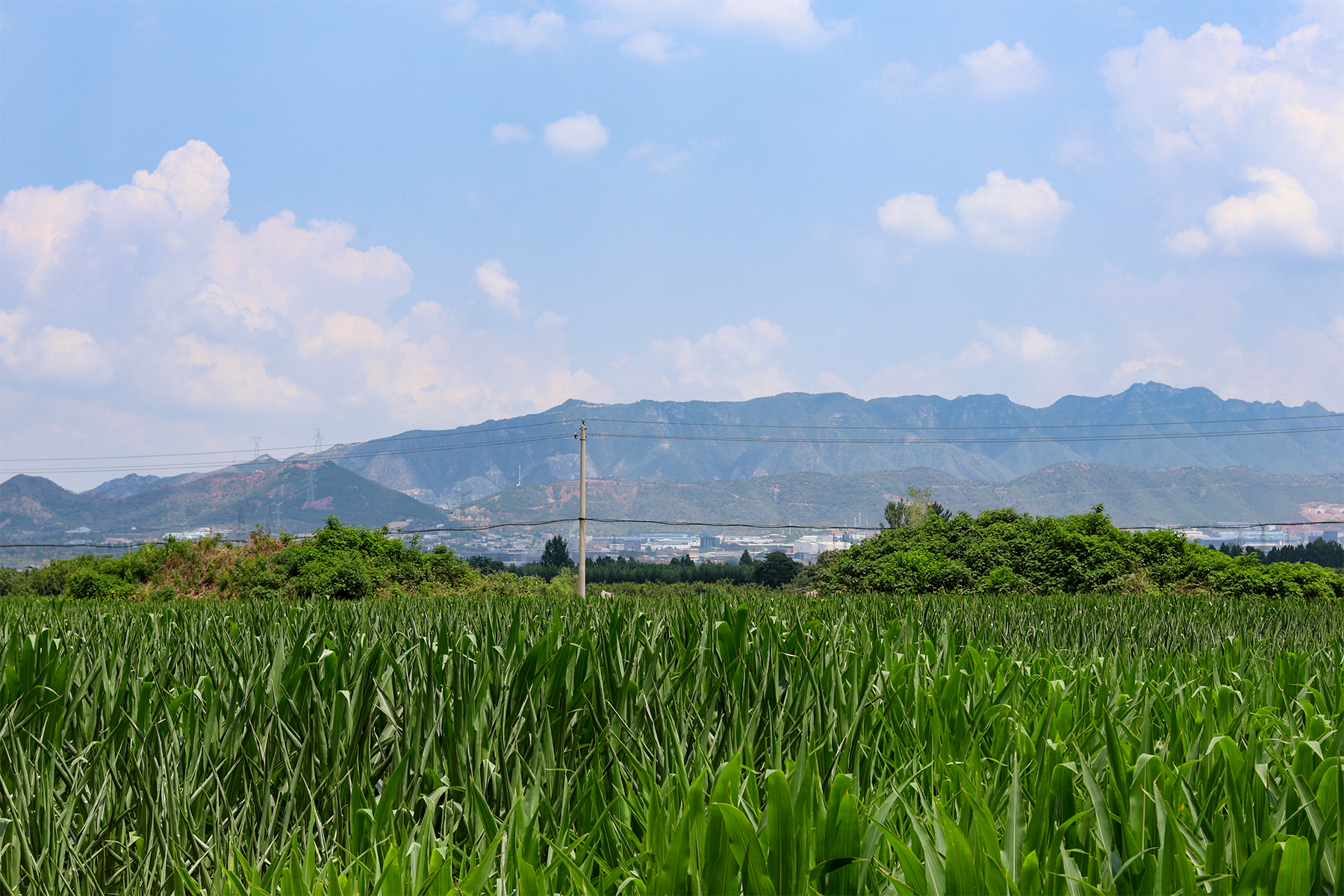
东神门两侧阙台基址
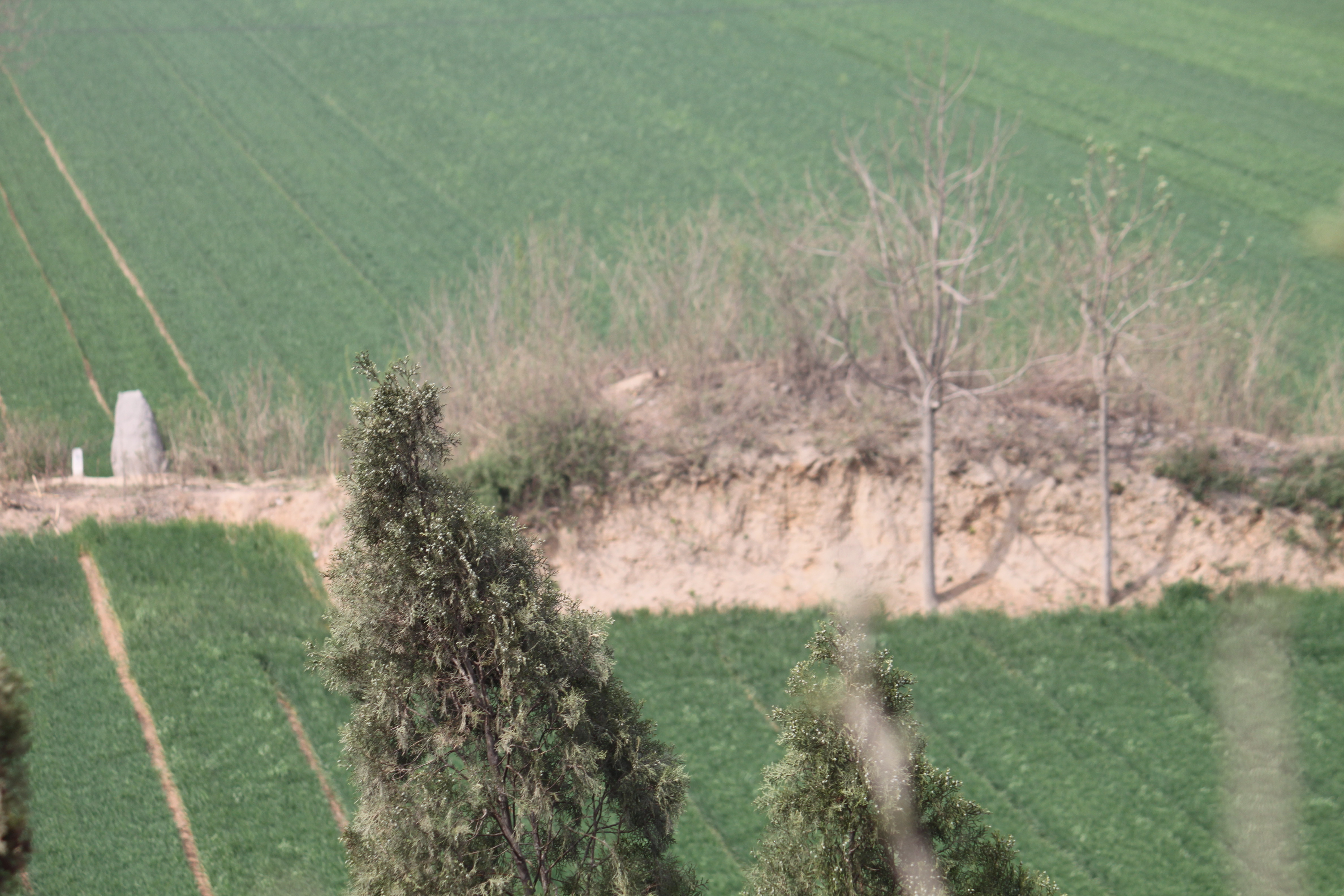
北神门东侧阙台基址
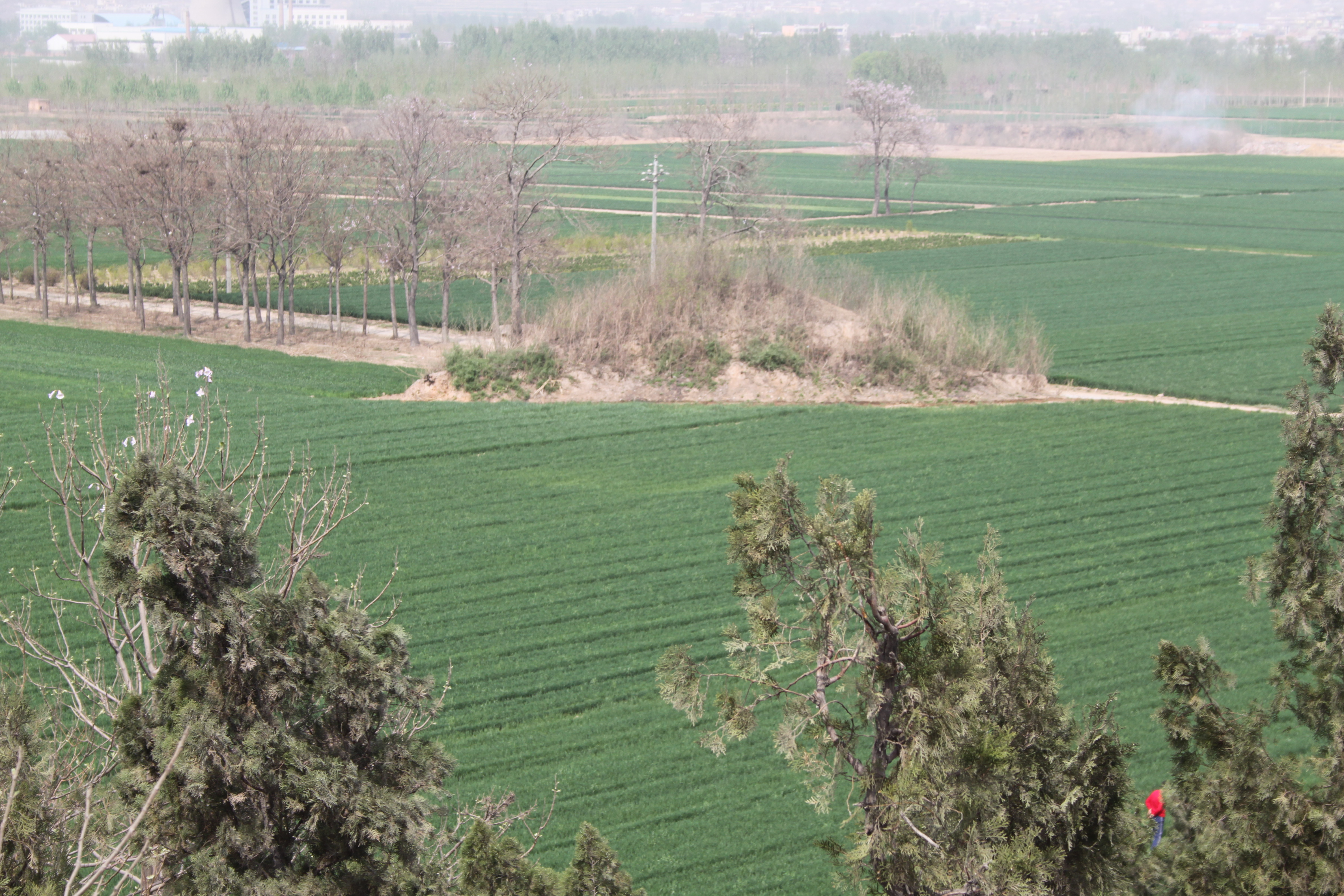
东北角阙基址

宫城以南142米处为一对乳台，两侧乳台间距45米，现均存夯土基址。其中东乳台基址底部长9.5米，宽6米，高3.8米，西乳台基址长宽均为8米，高4米。乳台以南140米处为一对鹊台，两侧鹊台间距亦为45米，现存的夯土基址被滹沱村的民房包围，东鹊台底部边长7-8米，高3.4米，西鹊台底部长12米，宽7米，高4.7米:58。

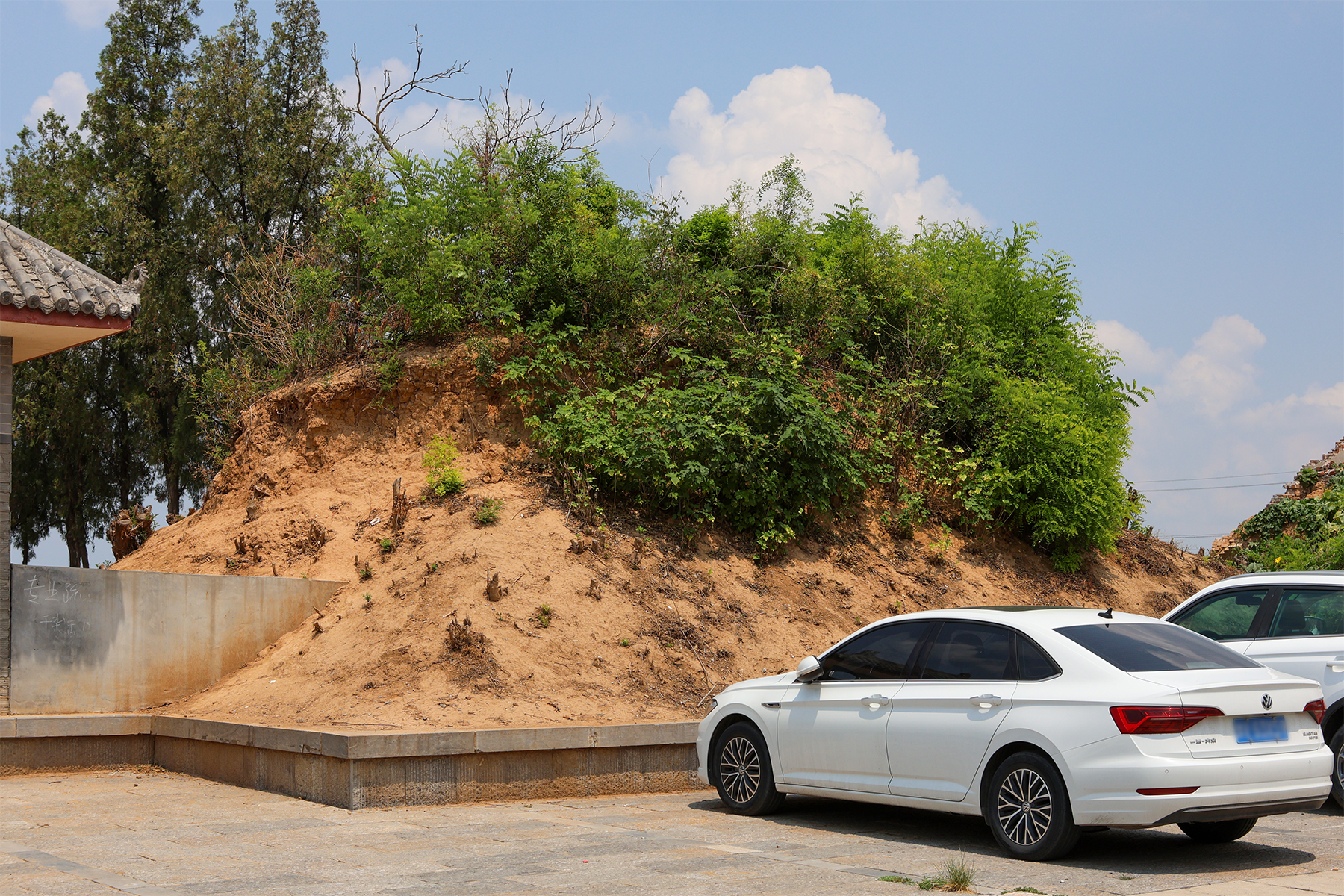
东乳台基址
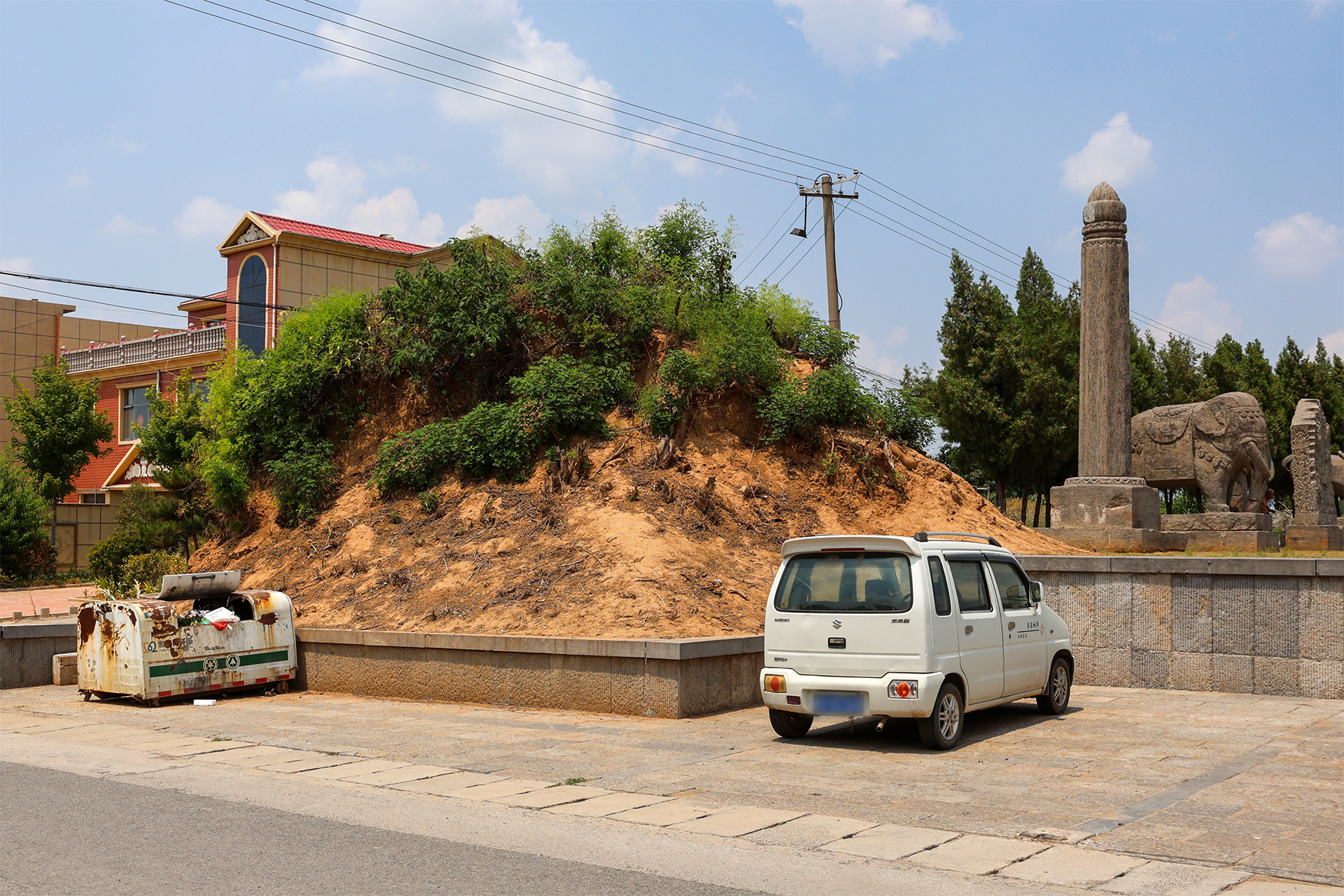
西乳台基址

#### 石像
乳台以北为神道，两侧是两列东西对称布置的石像生。永熙陵上宫的60件石像现均存，绝大多数保存完好，除四座神门外各置一对石狮外，其余石像均位于神道两侧。两列石像生之间的距离为44.5米，而每列石像生中，每两件石像之间的间距为4.4-5.8米，间距较永昌陵有所缩短:58。和早期的永安陵石刻相比，永熙陵的石像形体高大，造型风格粗壮稳固，同时也更为注重细节刻画，在连坐和底座四周刻有缠枝牡丹纹路。永熙陵的人物石像头大颈短，面部丰腴，身材浑实，身上的袍服衣纹线条流畅。文官和武官的进贤冠上装饰有花纹，武官的进贤冠两侧有凤翅纹，与文官相区分，但反映官品的梁数并不明显。动物石像躯体庞大，刻工精细，尤以石羊著称:456-457。
永熙陵神道两侧的石像从南向北依次为：
- 望柱两件：东西列各一件望柱，形制与永昌陵大致相同，柱身均有八个棱面，但柱身向上的收刹较少，且柱顶宝珠较大。东望柱高588厘米，西望柱高596厘米[5]:58。

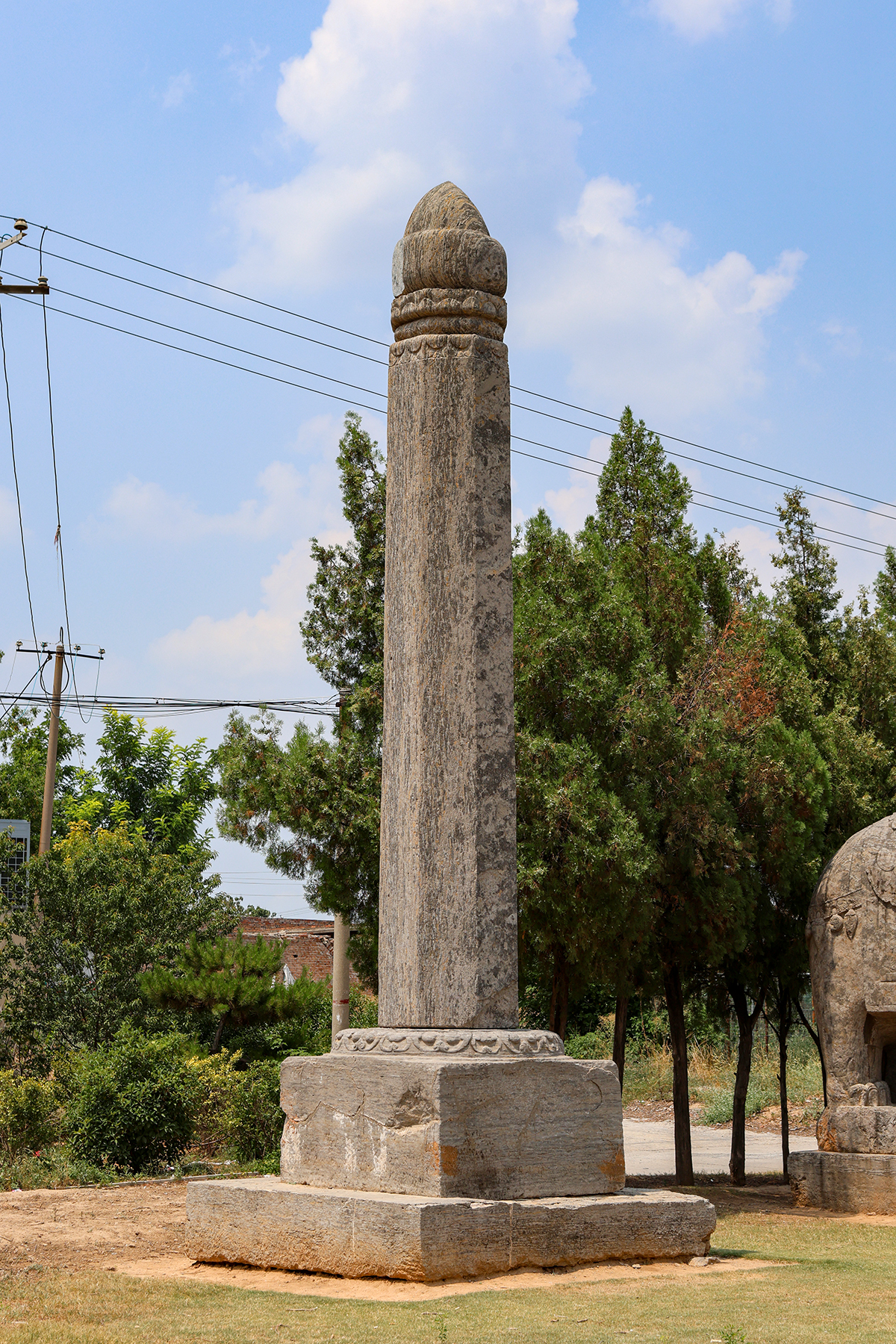
石望柱（西列）
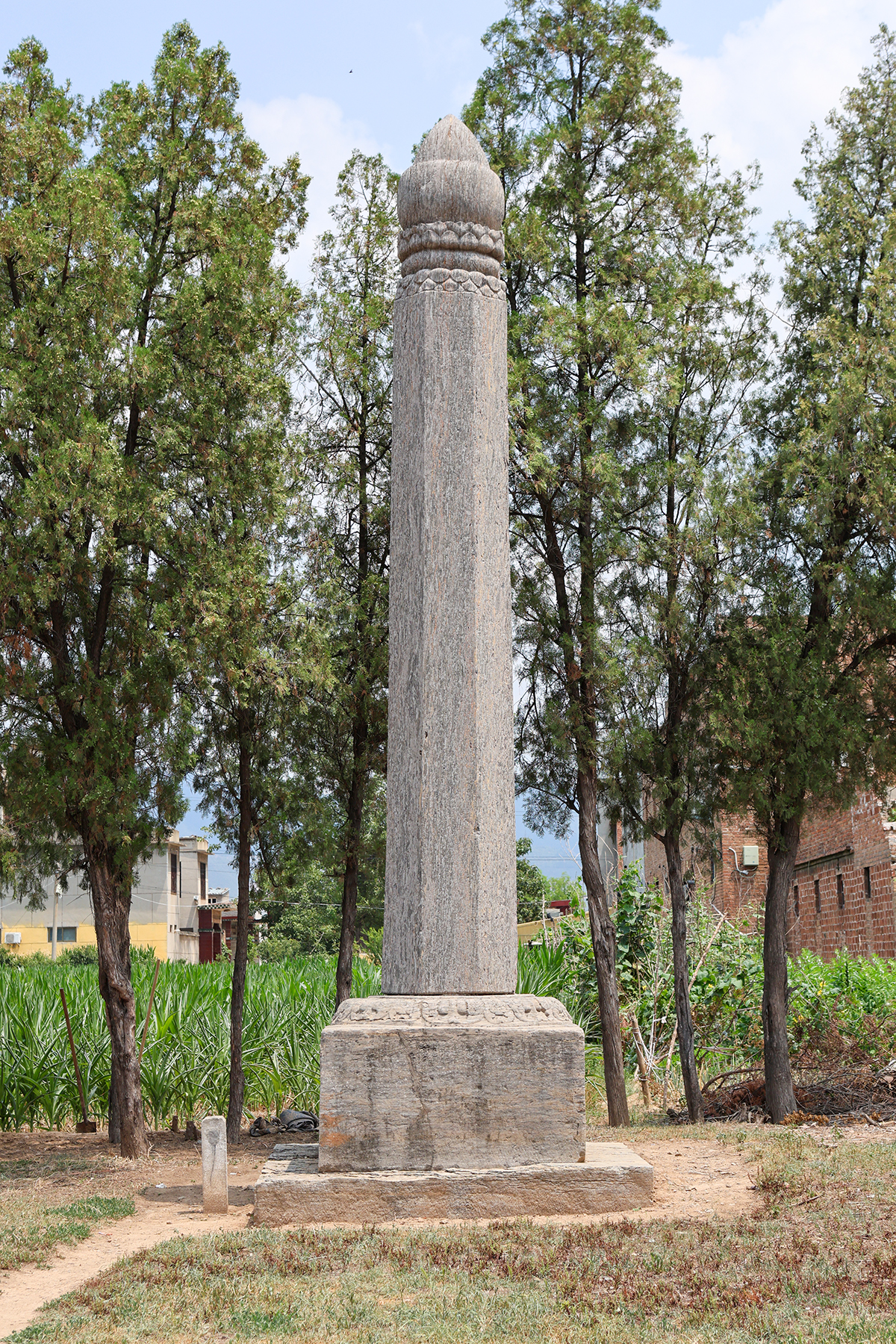
石望柱（东列）

- 象与驯象人两组：东西列各一组，每组包括一件石象和一件驯象人。石象鼻尖向内卷，象身着鞅鞦，上面系有缨穗和铃铛。象被两侧鞯褥上各雕有一对做追赶嬉戏状的小兽。两象尺寸略有不同，东象长362厘米，高266厘米；西象长260厘米，高282厘米。驯象人均位于象北侧，卷曲长发，头上束有巾带，两耳有耳环。东侧驯象人高280厘米，身宽95厘米，明显大于西侧的高256厘米，身宽84厘米[5]:58-60。

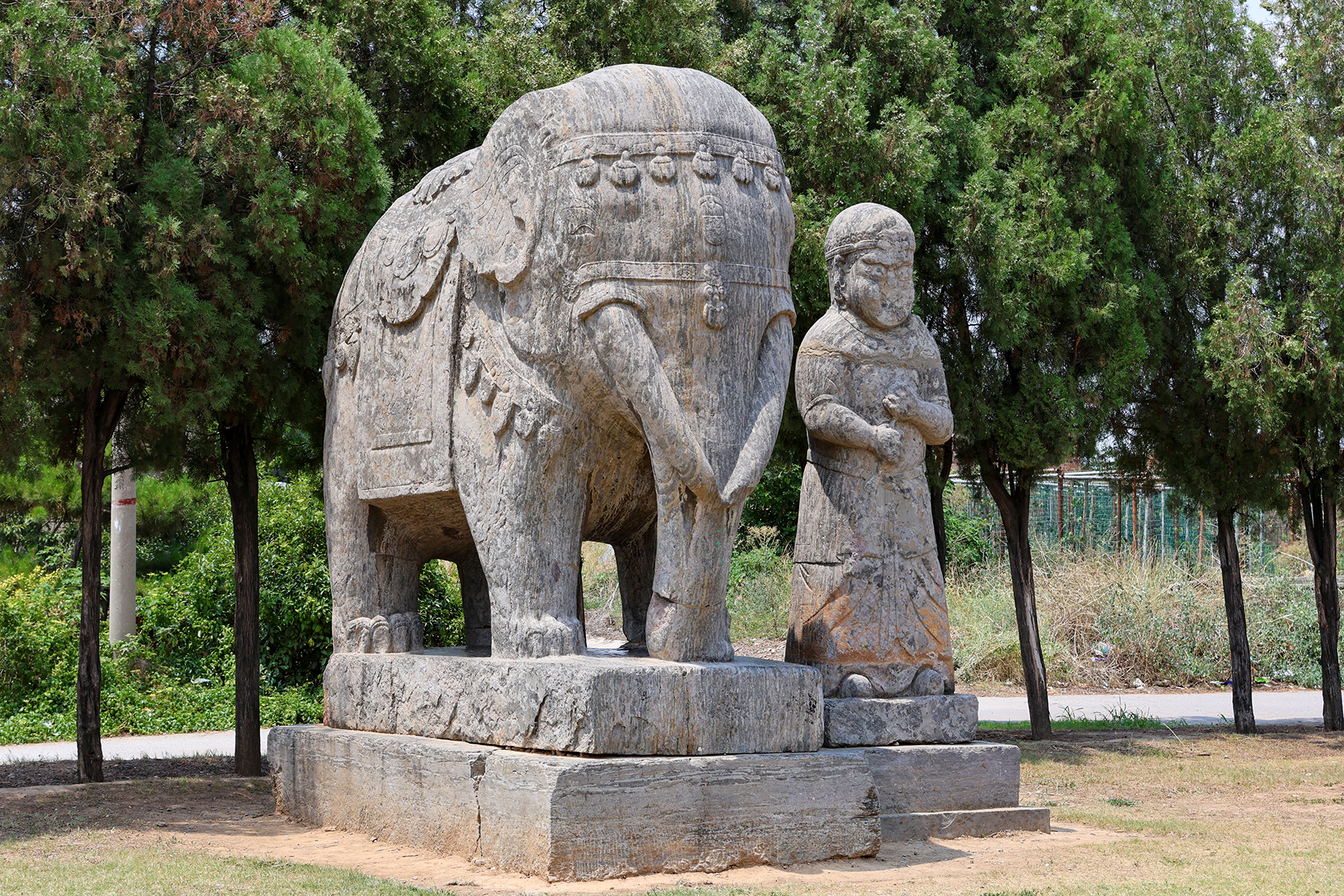
石象与驯象人石像（西列）
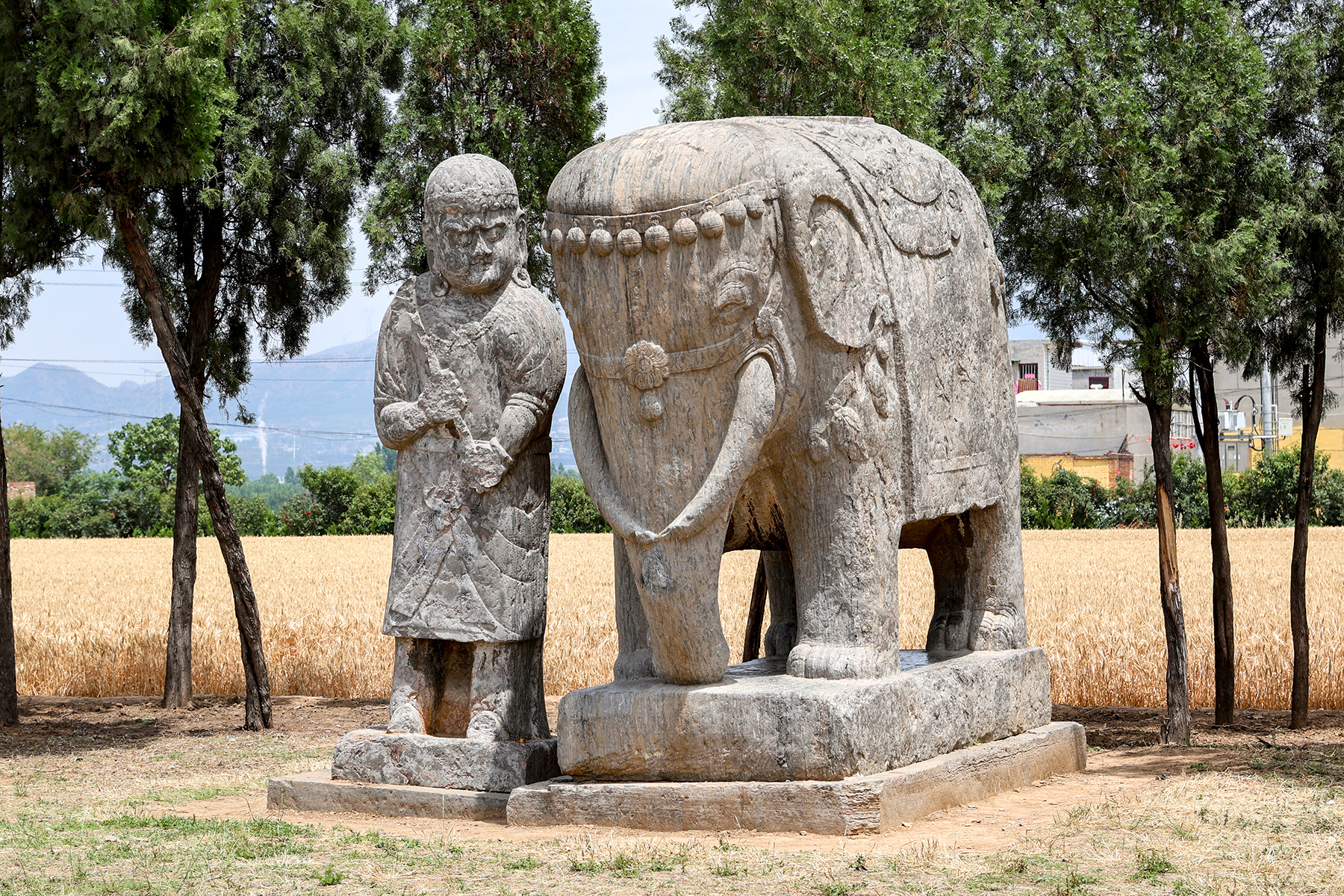
石象与驯象人石像（东列）

- 瑞禽石屏两件：东西列各有一件瑞禽石屏，石屏雕刻有层叠的宝山纹，瑞禽在石屏正面，为马头禽身，回首张望，展翅欲飞。东西两侧的石屏造型和尺寸均有所不同，东侧为弧顶，宽188厘米，高300厘米；西侧则为尖顶，宽190厘米，高312厘米[5]:60。

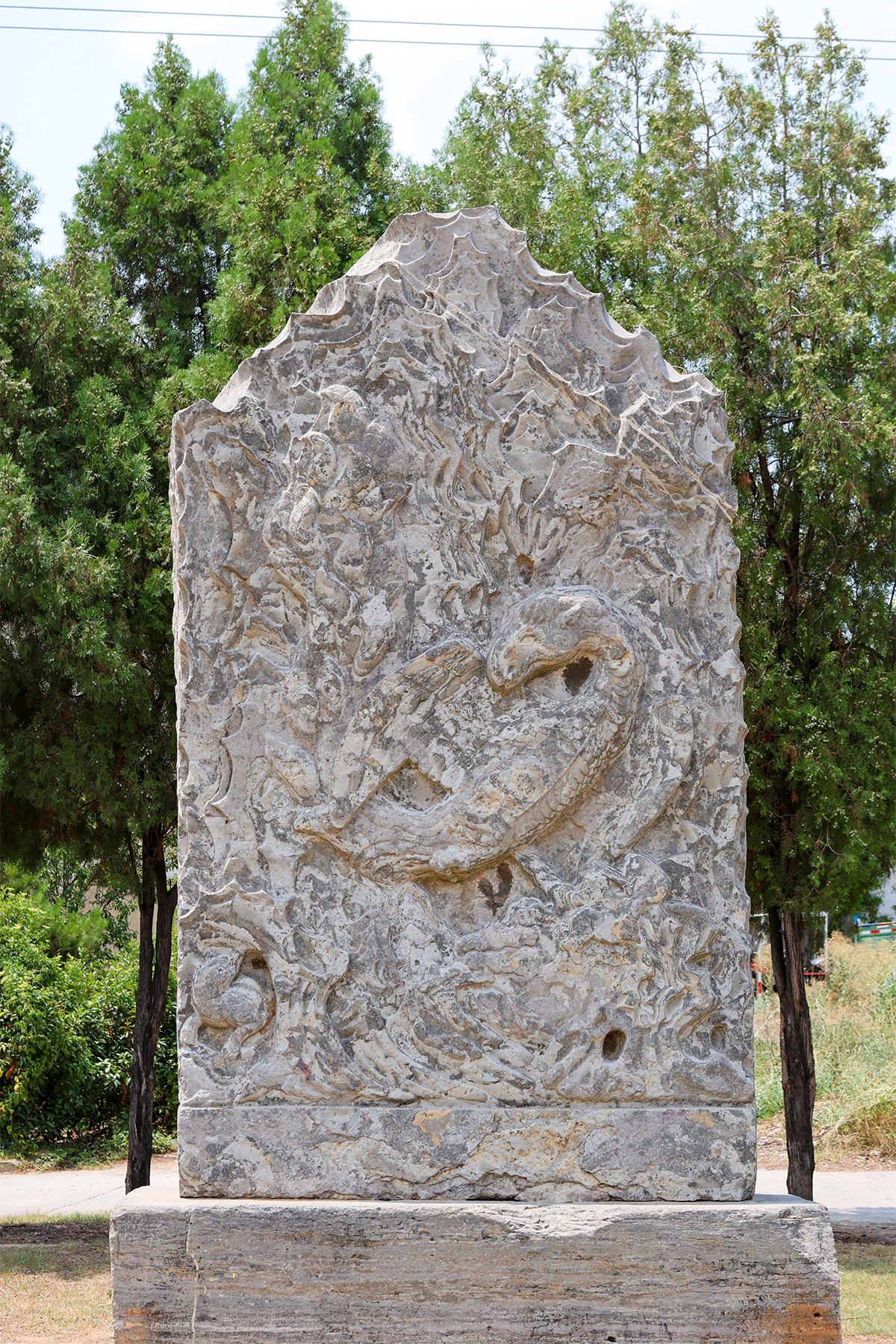
瑞禽石屏（西列）
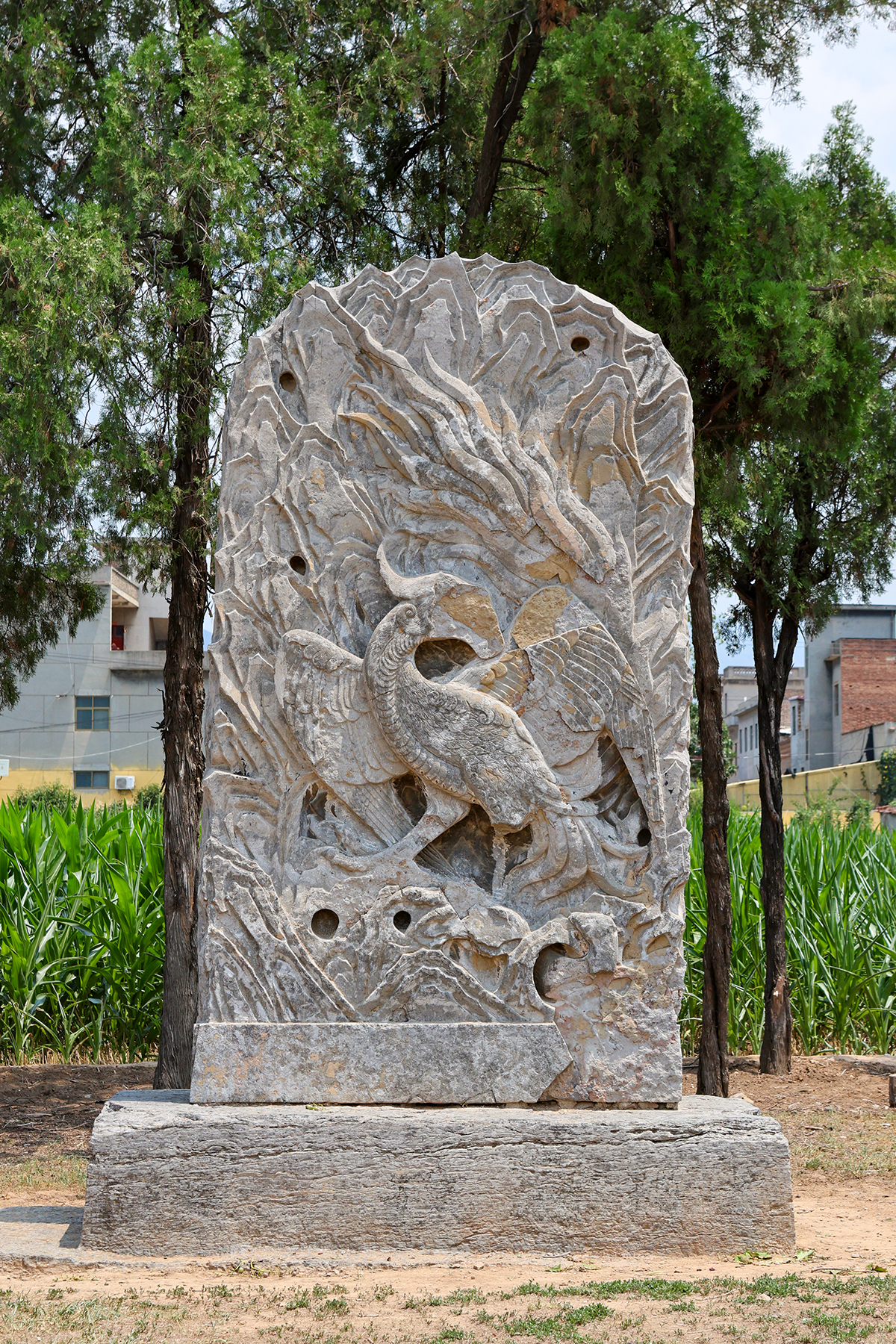
瑞禽石屏（东列）

- 甪端两件：东西列各有一件石甪端，均为昂首行走姿态，尾部盘曲。东西两侧的甪端形态和尺寸略有不同，东侧的合口批鬣，身长304厘米，高240厘米；西侧的则为张口卷鬣，体型也稍大，身长342厘米，高252厘米[5]:60。

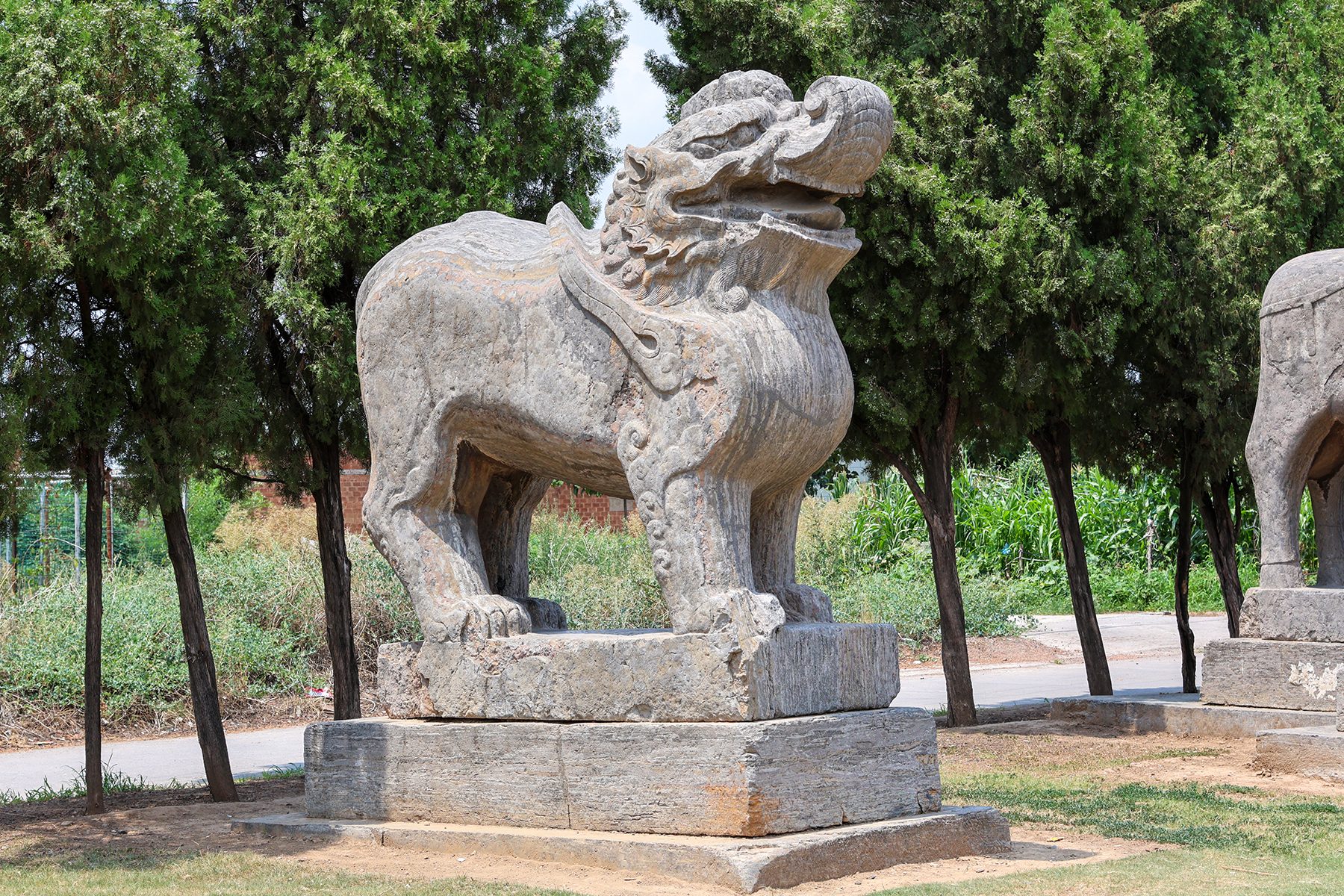
石甪端（西列）
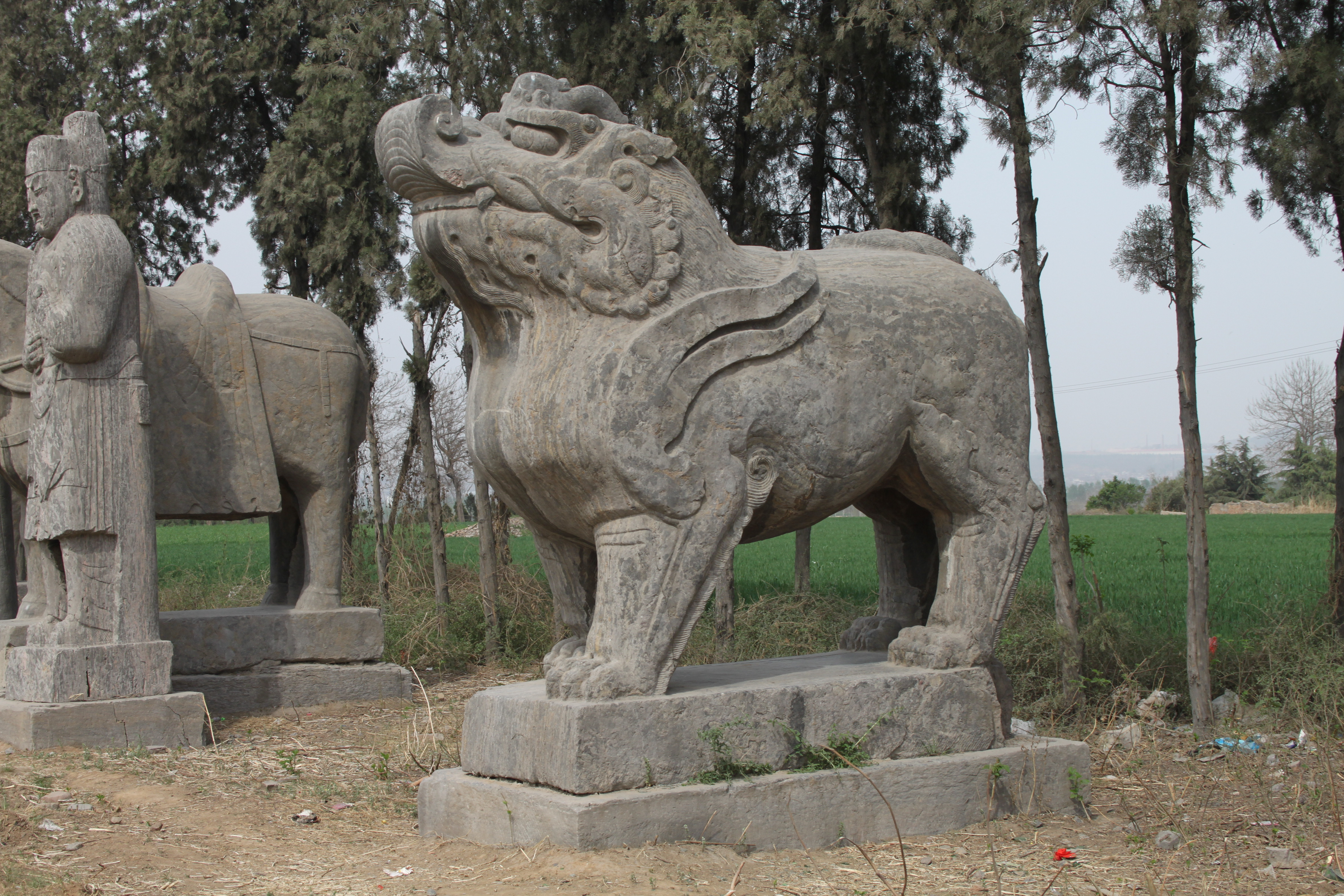
石甪端（东列）

- 马与控马官四组：每组包括一件石马和两件控马官石像，东西各两组，共有四件马和八件控马官。马身长298-342厘米，高243-260厘米，头上有络头及衔镳，颈部系有铃铛，马身则披有鞍鞯。控马官头戴幞头，腰上束有革带，脚上着草鞋，分列于马的两侧，其中东列马左前侧的控马官肩上负有缰绳，右前侧的手持马鞭。西列马左前侧的控马官抱拳于胸前，右前侧的亦手持马鞭。控马官的表情和神态也有所不同[5]:60。

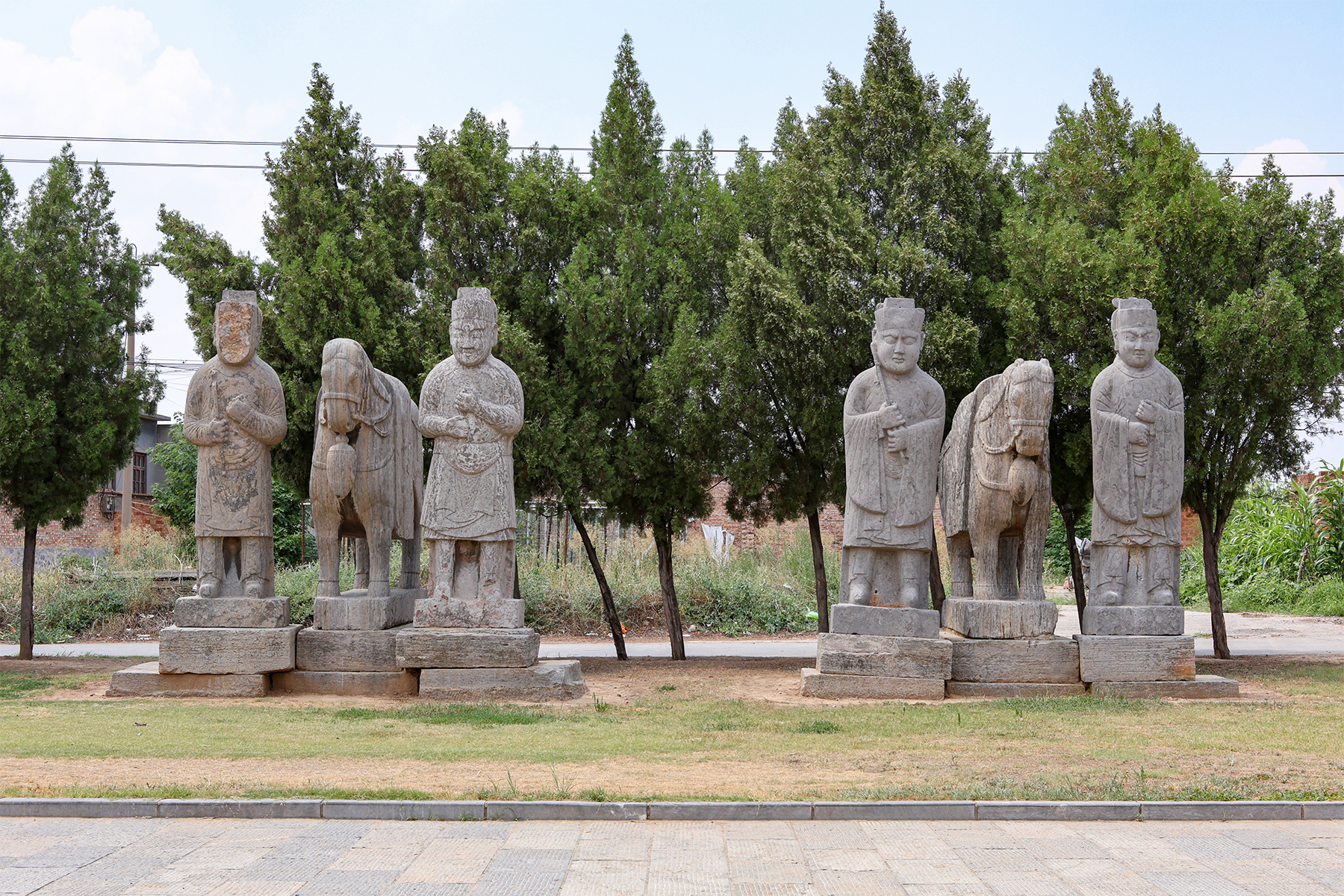
石马与控马官石像（西列）
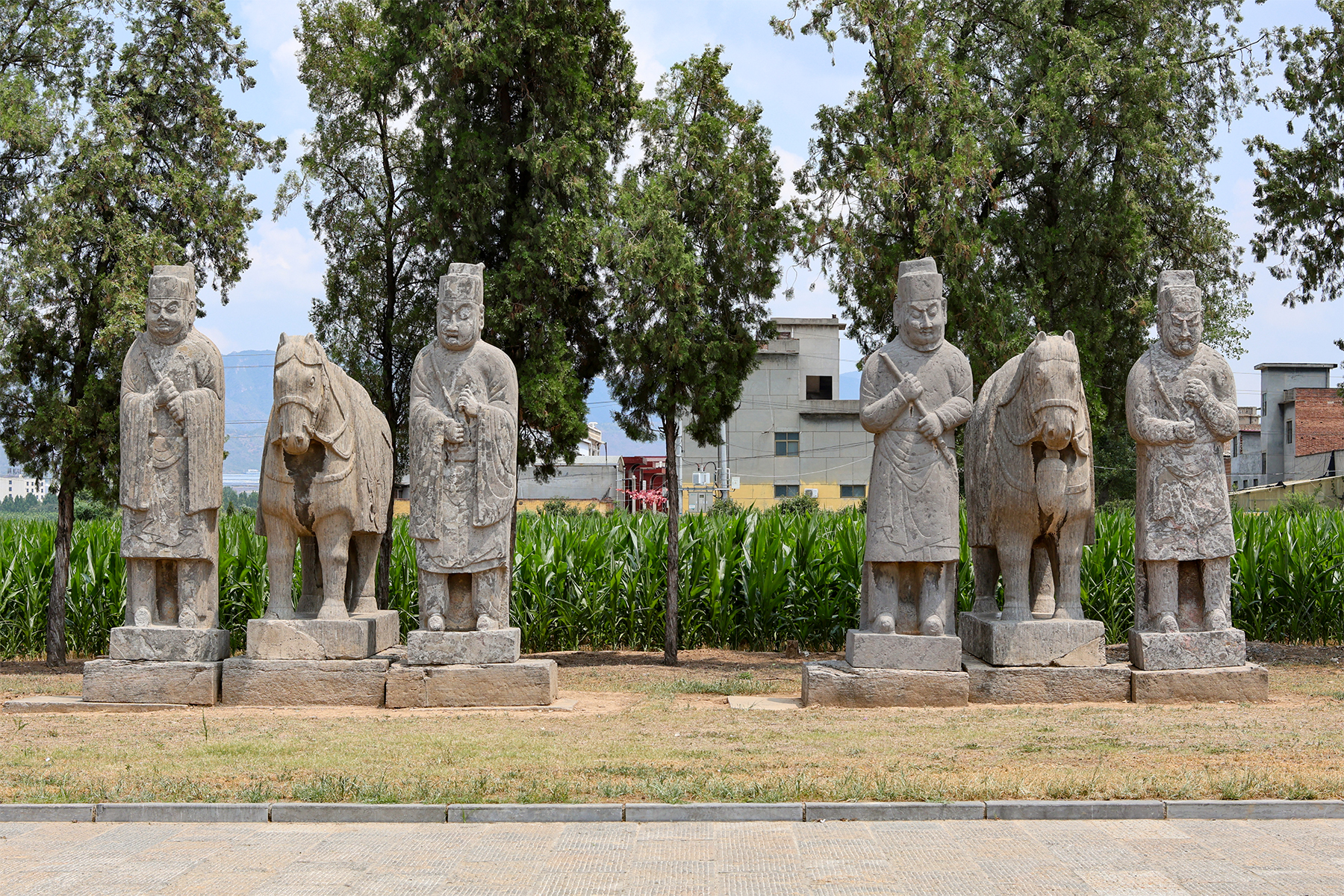
石马与控马官石像（东列）

- 虎四件：东西列各有两件石虎，均为蹲坐姿，身长144-158厘米，高185-220厘米。其中西列南虎做张口状，其余三件石虎皆为合口[5]:60。

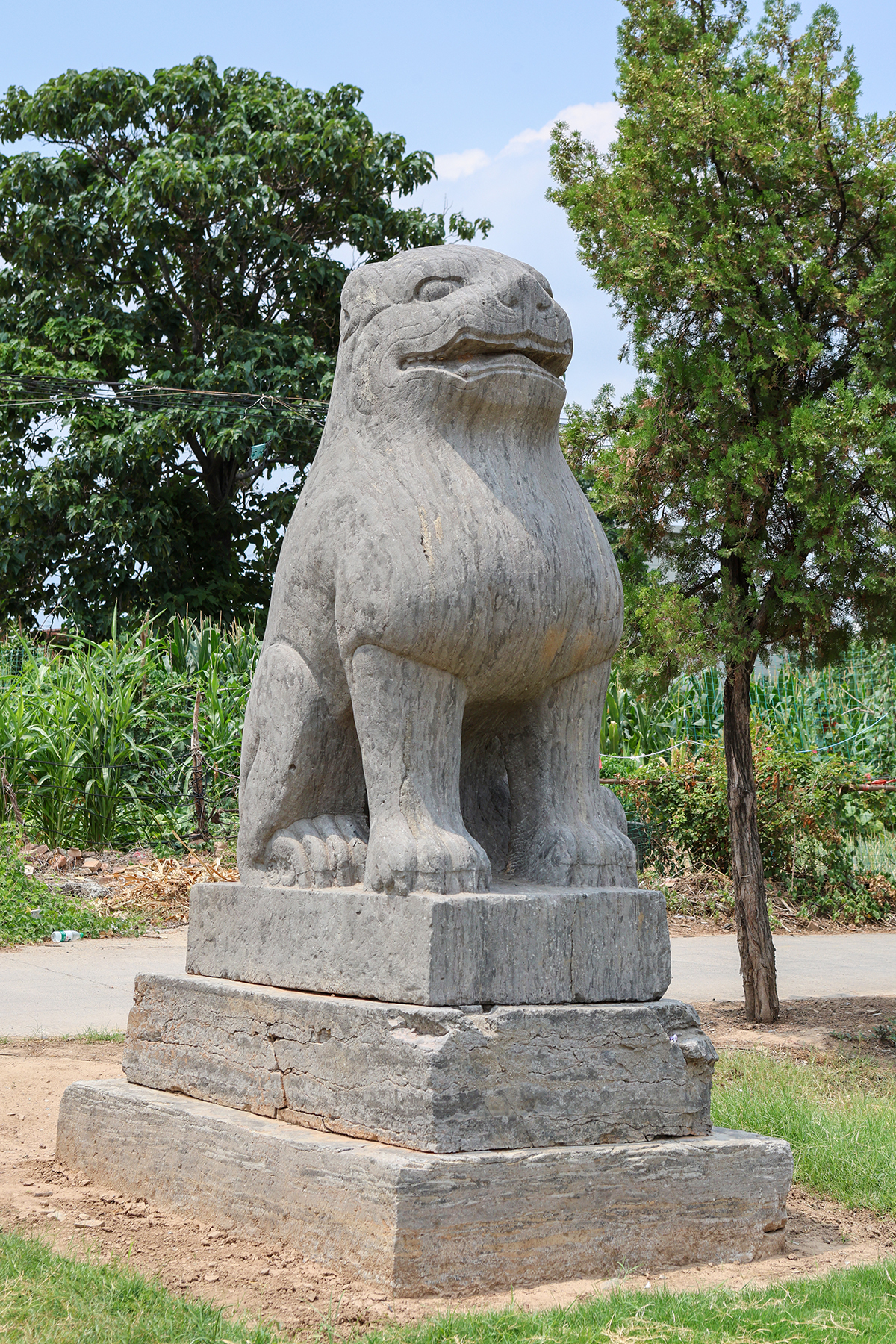
石虎（西列南一）
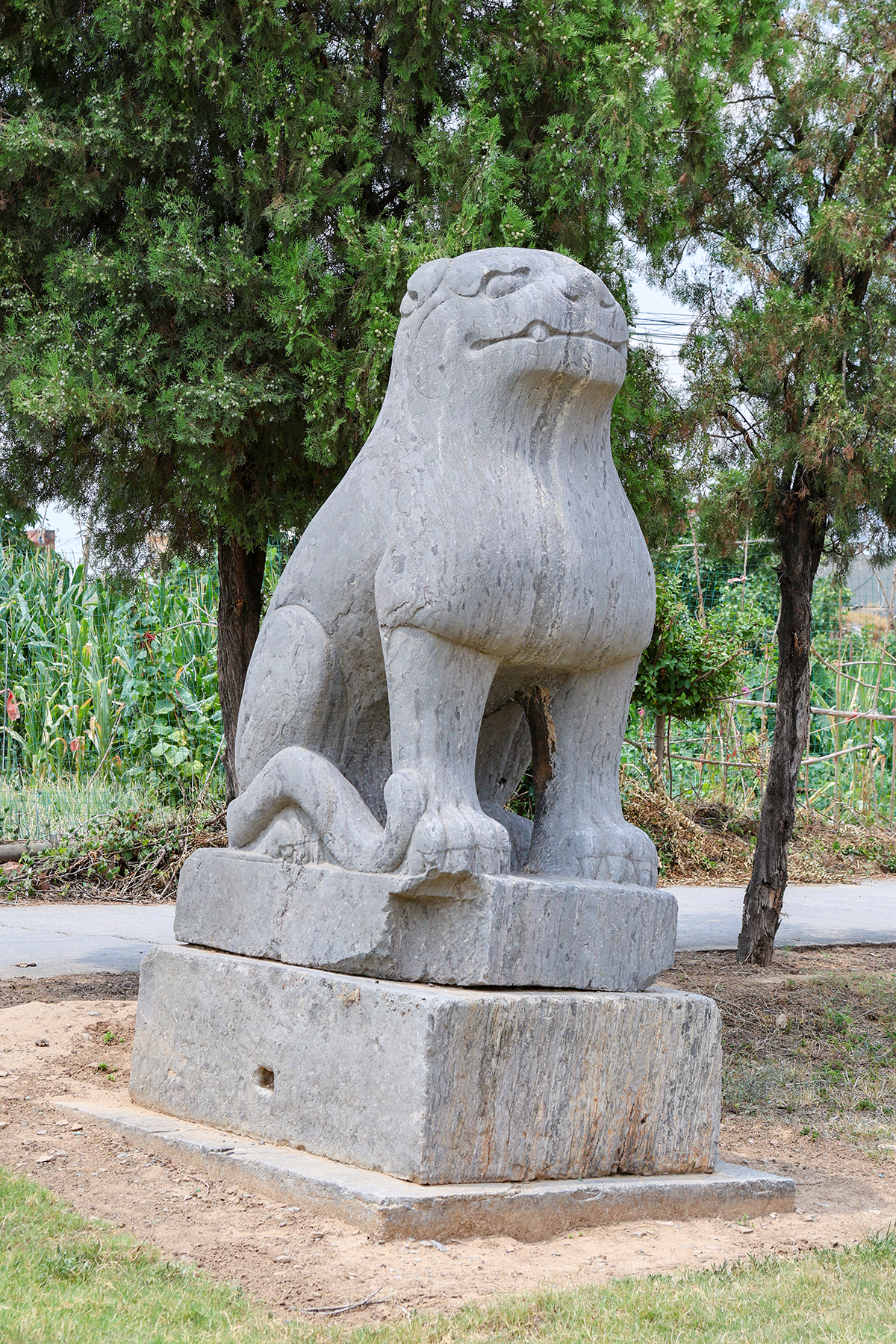
石虎（西列南二）
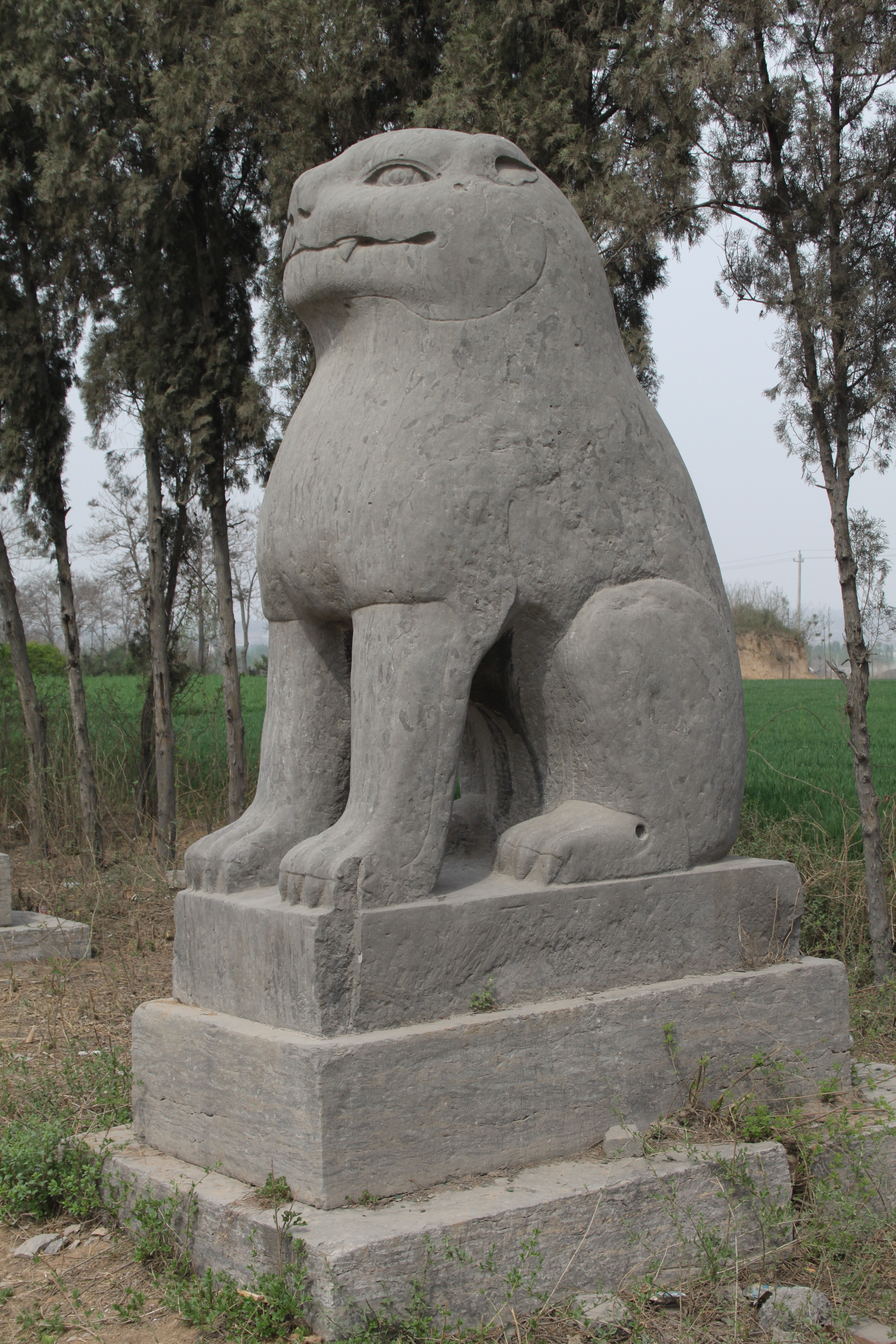
石虎（东列南一）
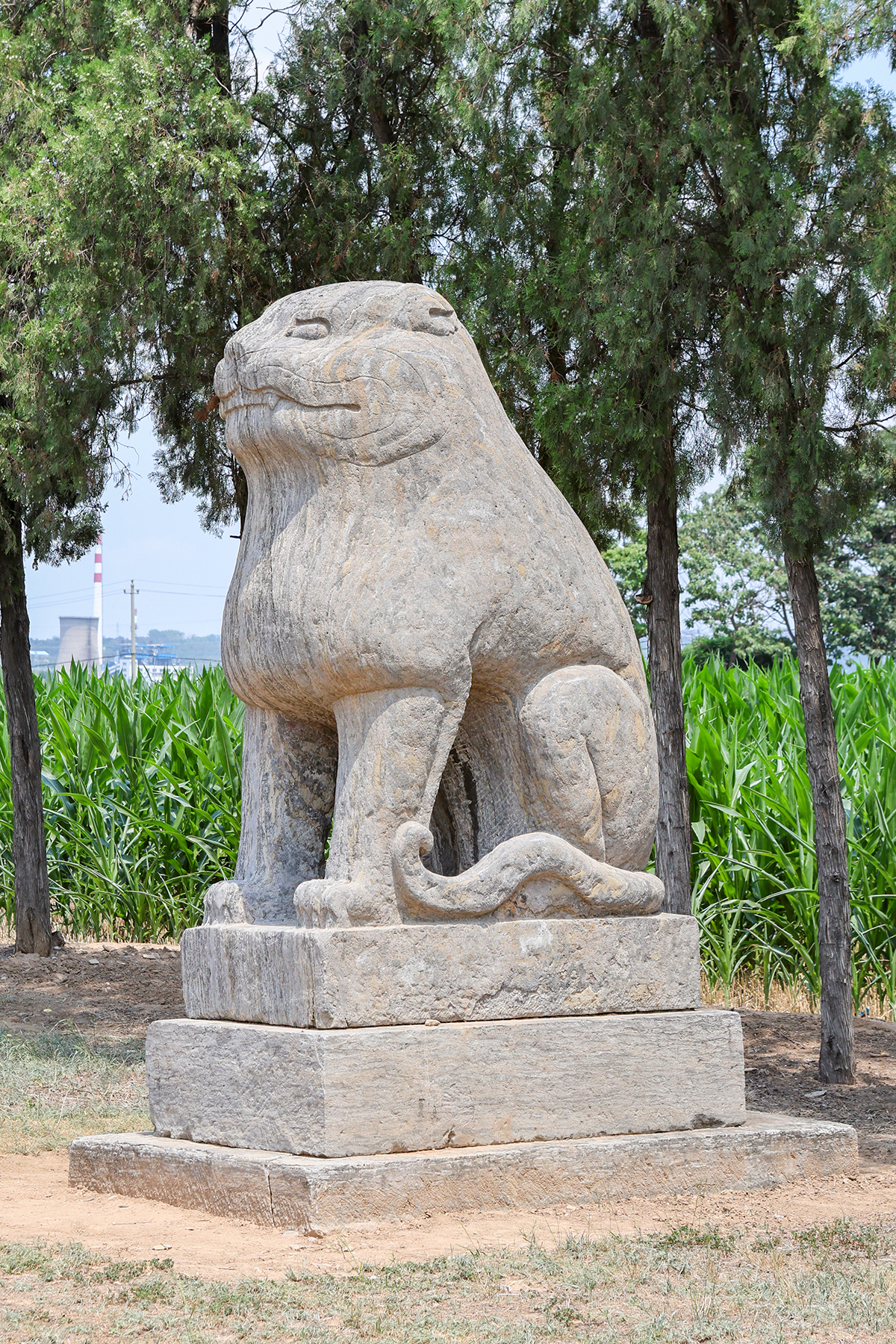
石虎（东列南二）

- 羊四件：东西列各有两件石羊。永熙陵的石羊为宋陵的石羊中获评价最高的，当地人有一句顺口溜：“东陵狮子西陵象，滹沱陵上好石羊”，指的就是永裕陵的石狮、永泰陵的石象和永熙陵的石羊为宋陵石像中的佳品。羊身长216-280厘米，高204-232厘米，均为昂首跪姿，头两侧为一对盘角，颌下有长胡，表情温顺，体态浑圆[5]:60-66。

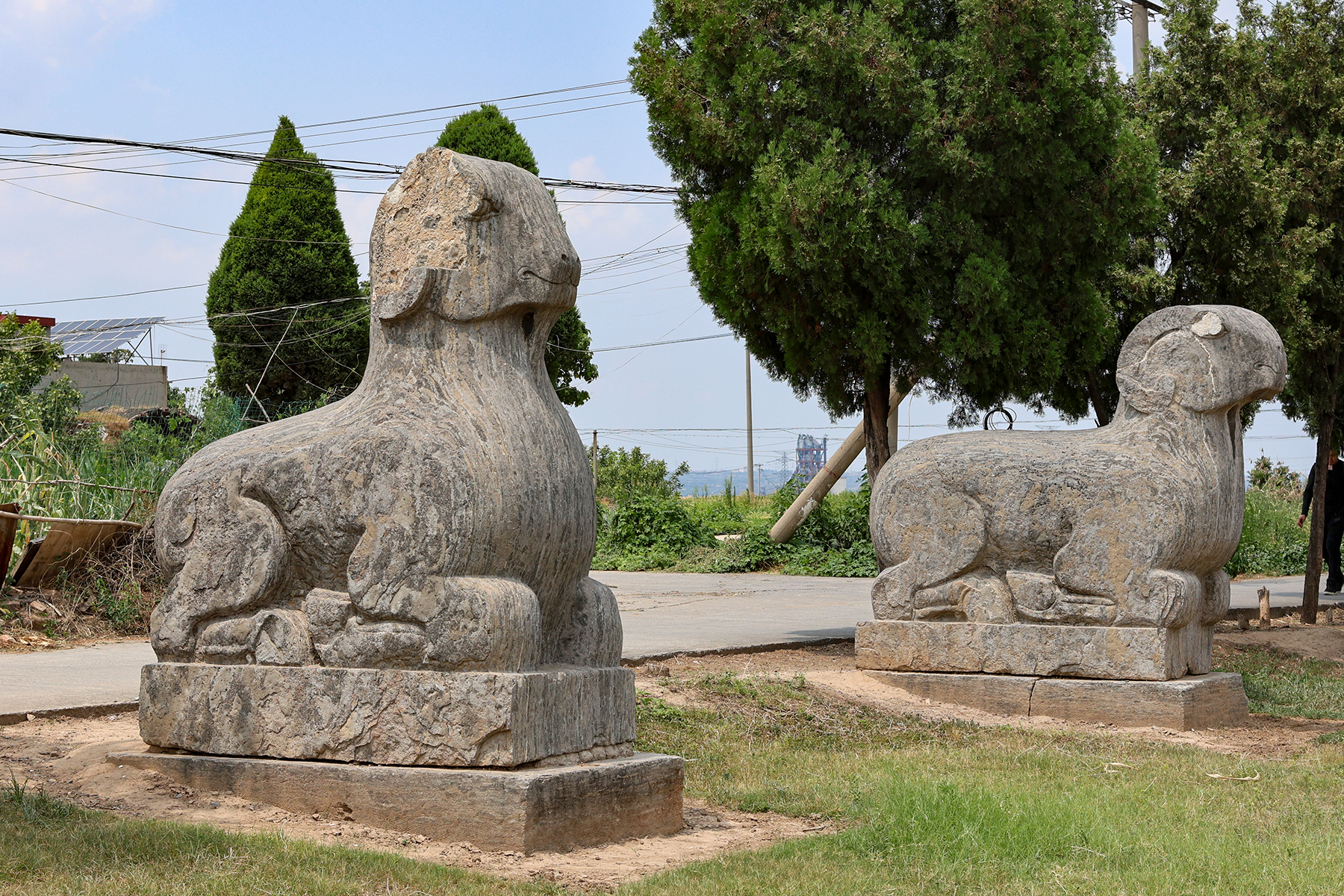
石羊（西列）
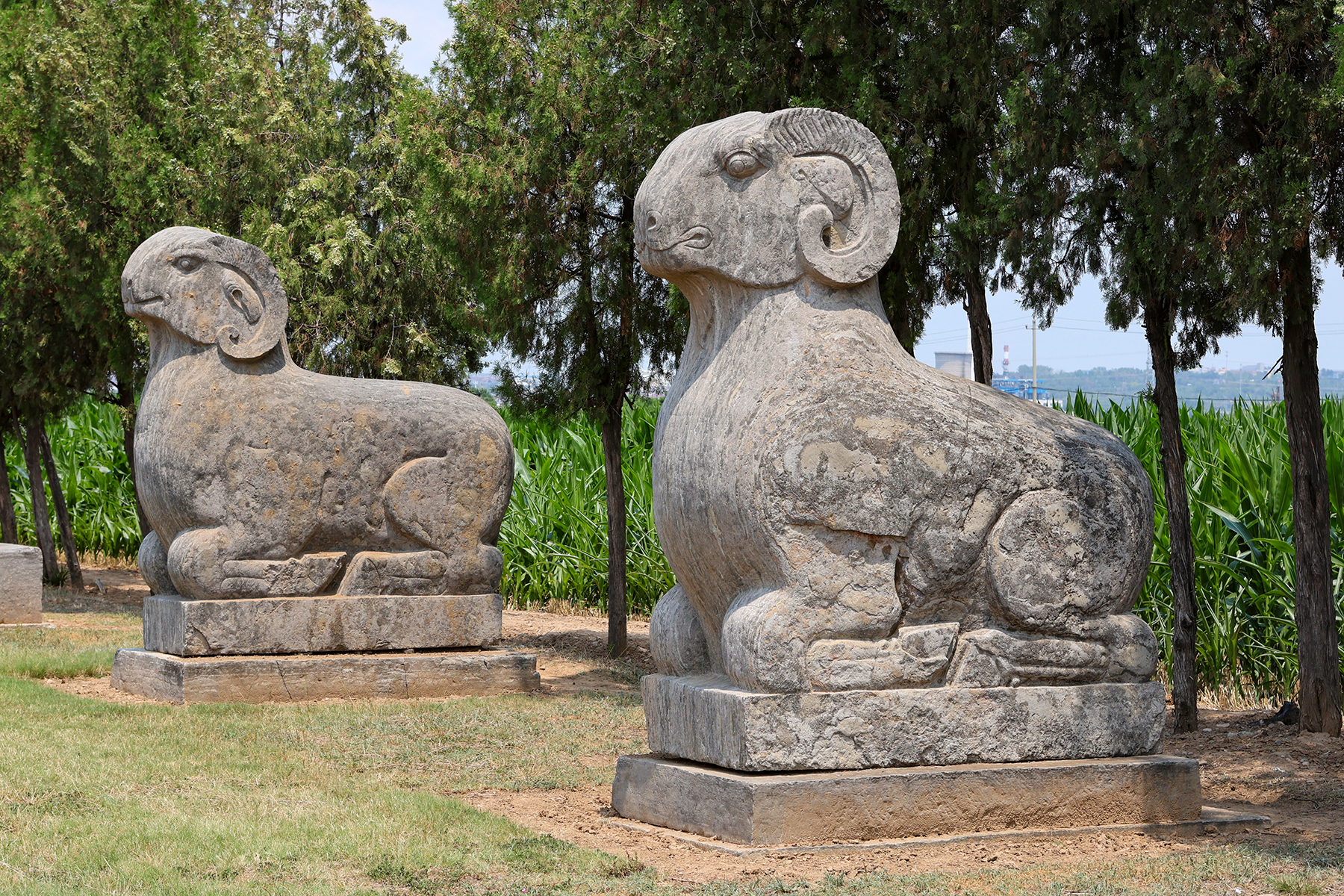
石羊（东列）

- 客使六件：东西列各有三件客使石像，均为外族的装扮，形貌服饰各异。东列靠南的客使身宽92厘米，高326厘米，浓眉高鼻，头戴兽顶冠，身着窄袖长袍，手托莲花盘，内盛一件方形宝物；中间的客使身宽94厘米，高314厘米，弯眉细目，头戴包花结巾，身穿窄袖袍，外有披风，手捧犀牛角；靠北的客使身宽95厘米，高292厘米，高鼻短髯，头戴花冠，双耳戴有耳环，身穿窄袖袍，手托莲花盘，内盛一件方盒。西列靠南的客使身宽96厘米，高310厘米，短卷发，深目高鼻，头裹头巾，双耳戴耳环，身穿长袍，手捧圆盘，盘内盛珍珠；中间的客使身宽86厘米，高324厘米，头戴花冠，身穿窄袖袍，双手捧雕花方盒；靠北的客使身宽96厘米，高322厘米，头戴尖顶折檐帽，身穿窄袖长袍，脚上着尖头靴，手捧长颈圆腹瓶[5]:66-74。

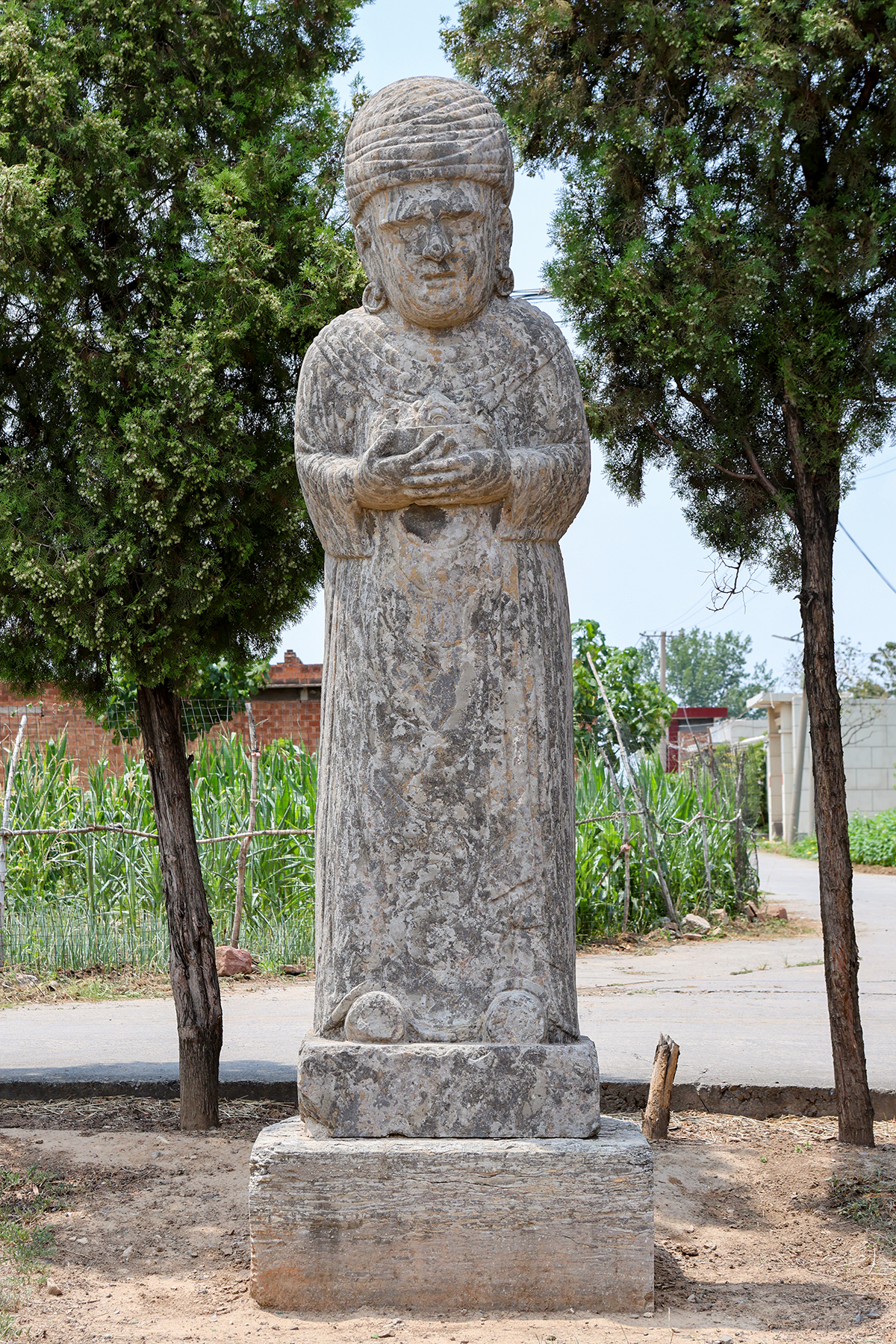
客使石像（西列南一）
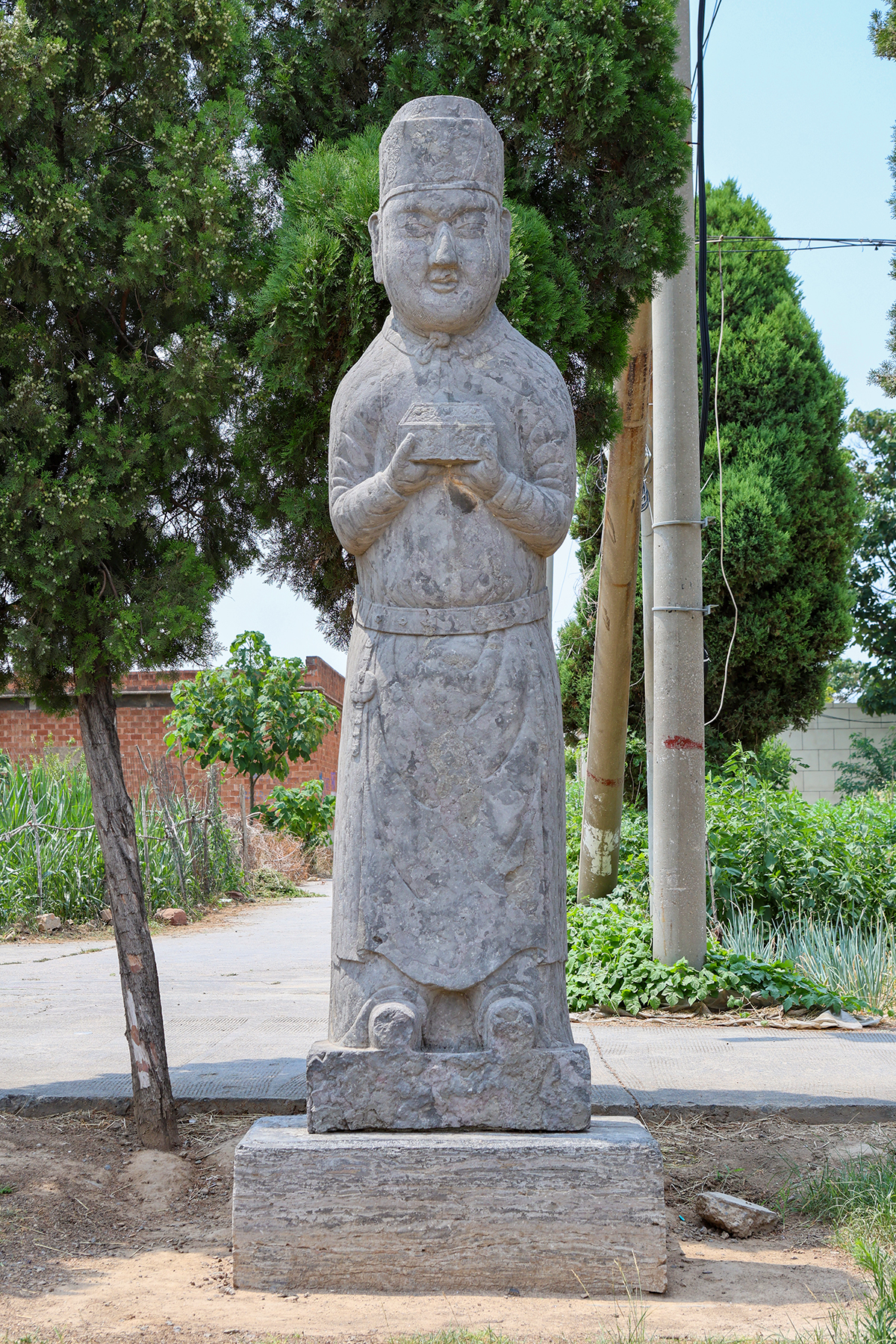
客使石像（西列南二）
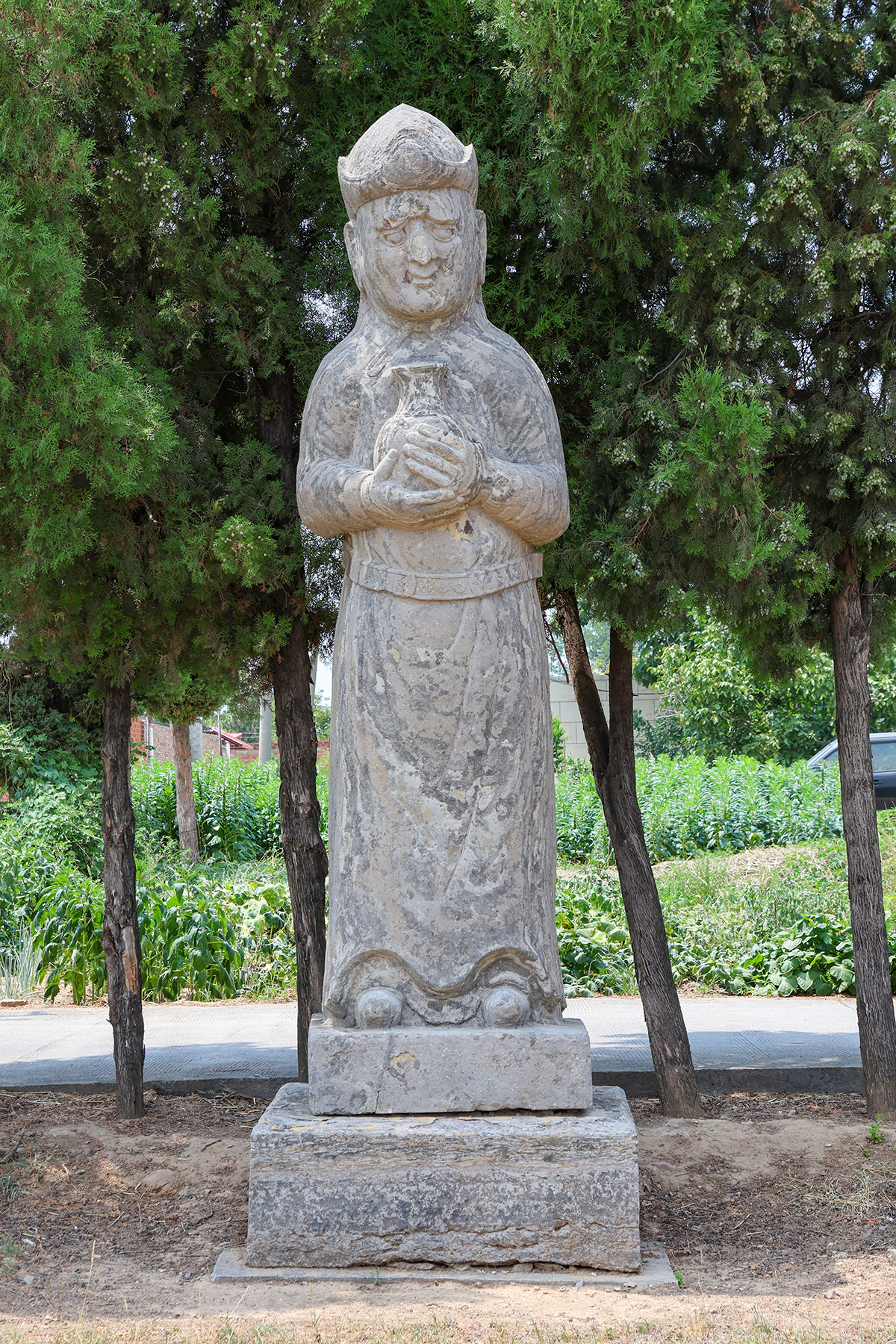
客使石像（西列南三）
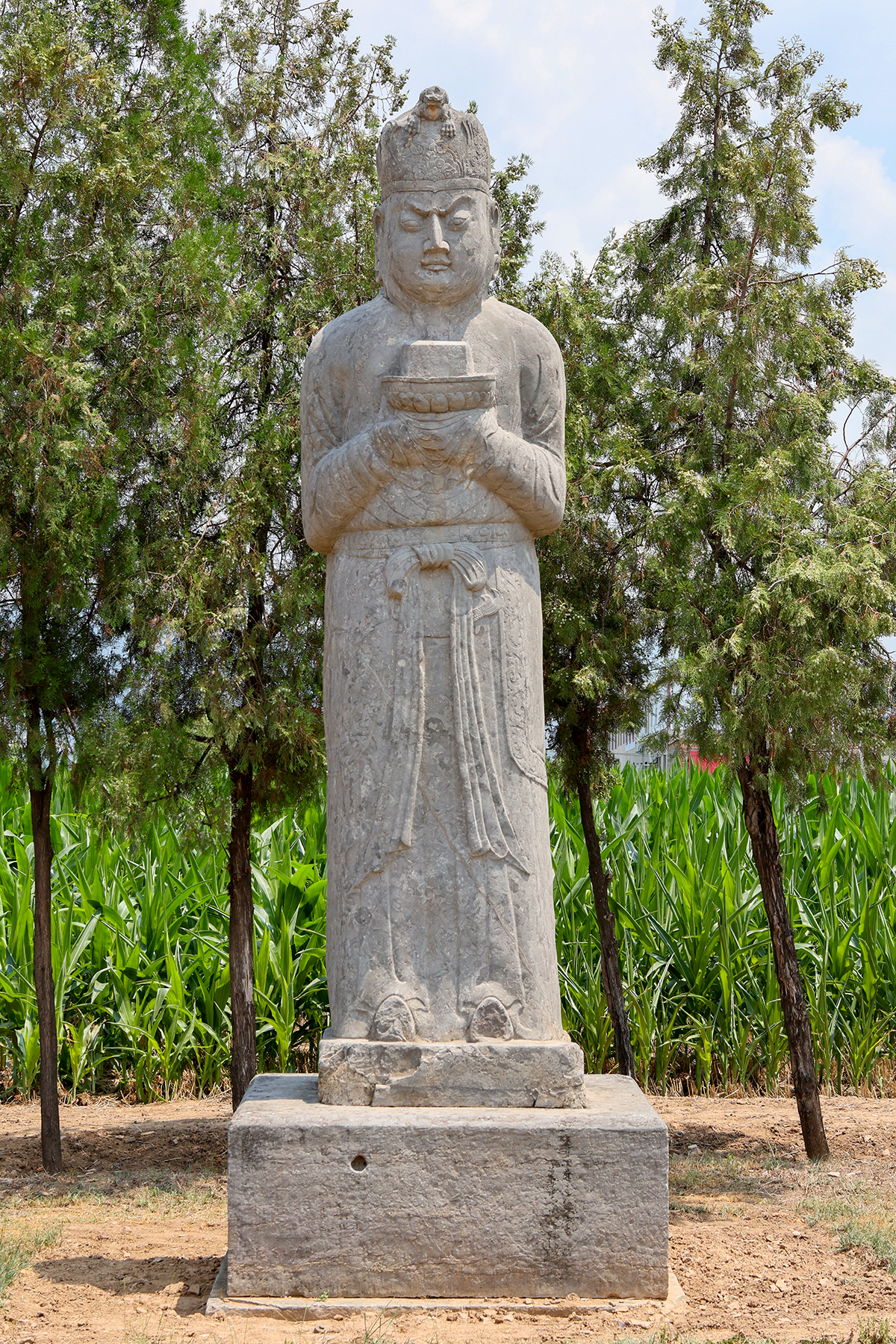
客使石像（东列南一）
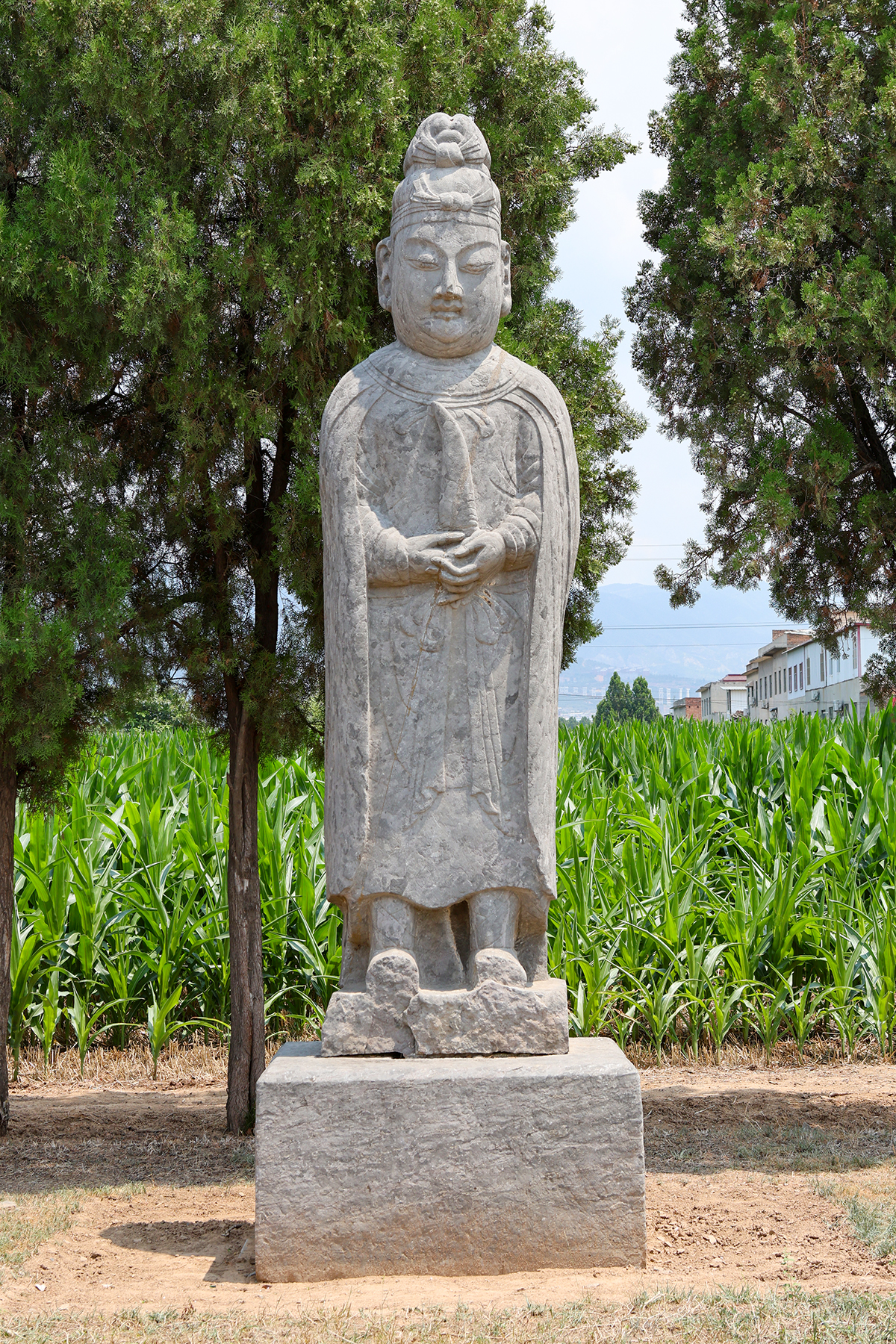
客使石像（东列南二）
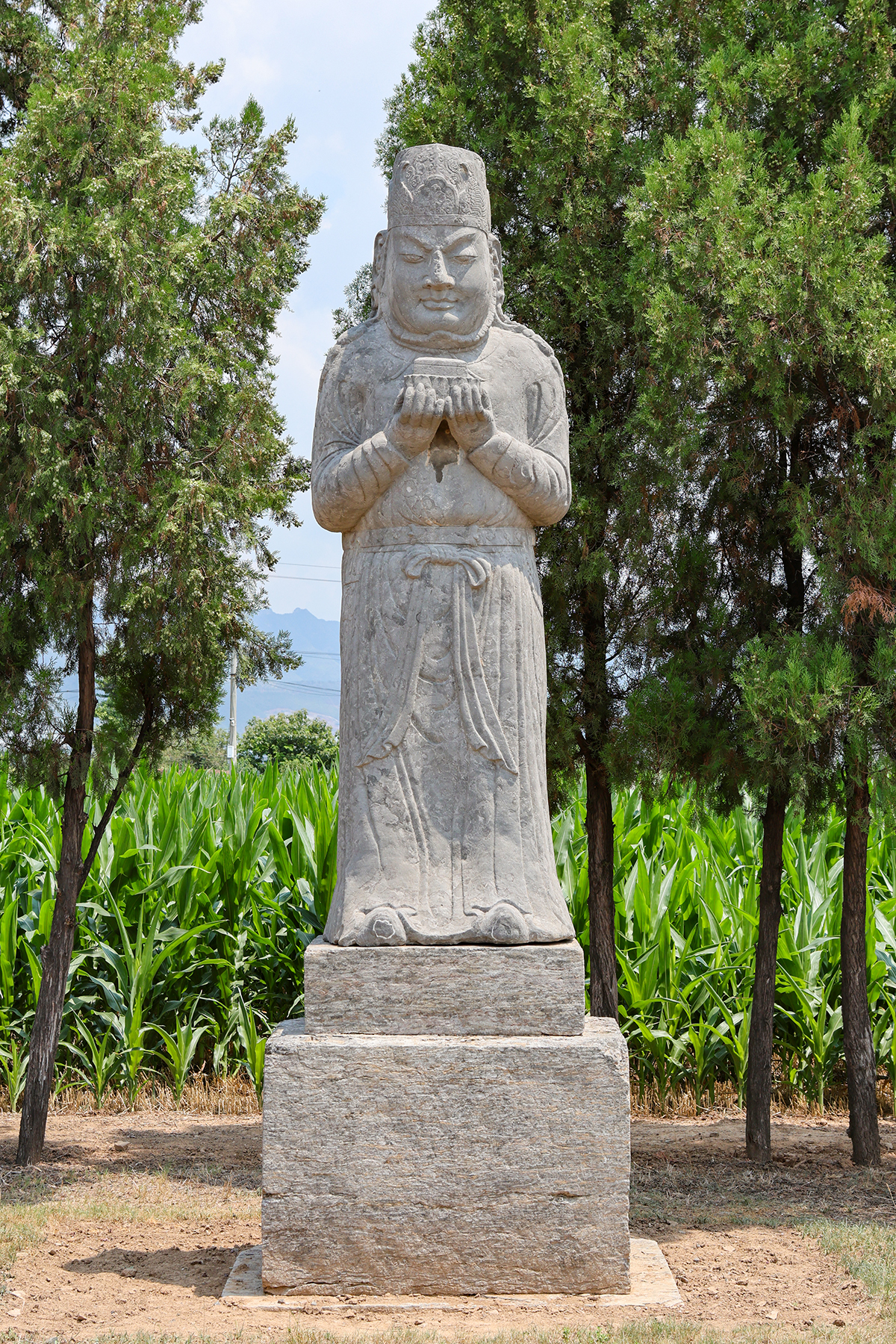
客使石像（东列南三）

- 武官四件：东西列各有两件武官石像，身宽108-120厘米，高374-400厘米，头戴进贤冠，于颌下结带，冠两侧有凤翅纹，身着宽袖长袍，腰上束革带，双手拄剑，剑鞘上有饰花和缠带[5]:74。

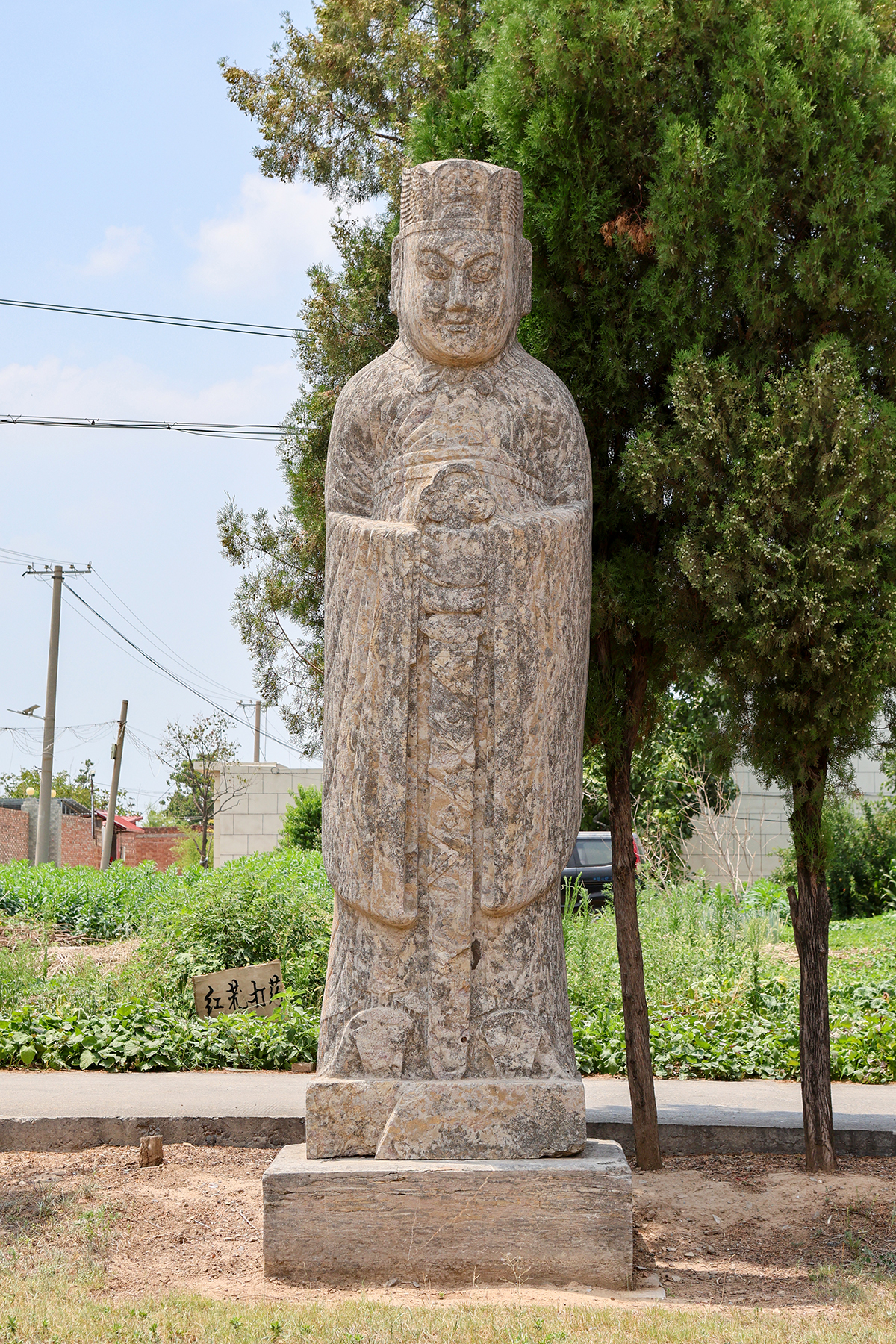
武官石像（西列南一）
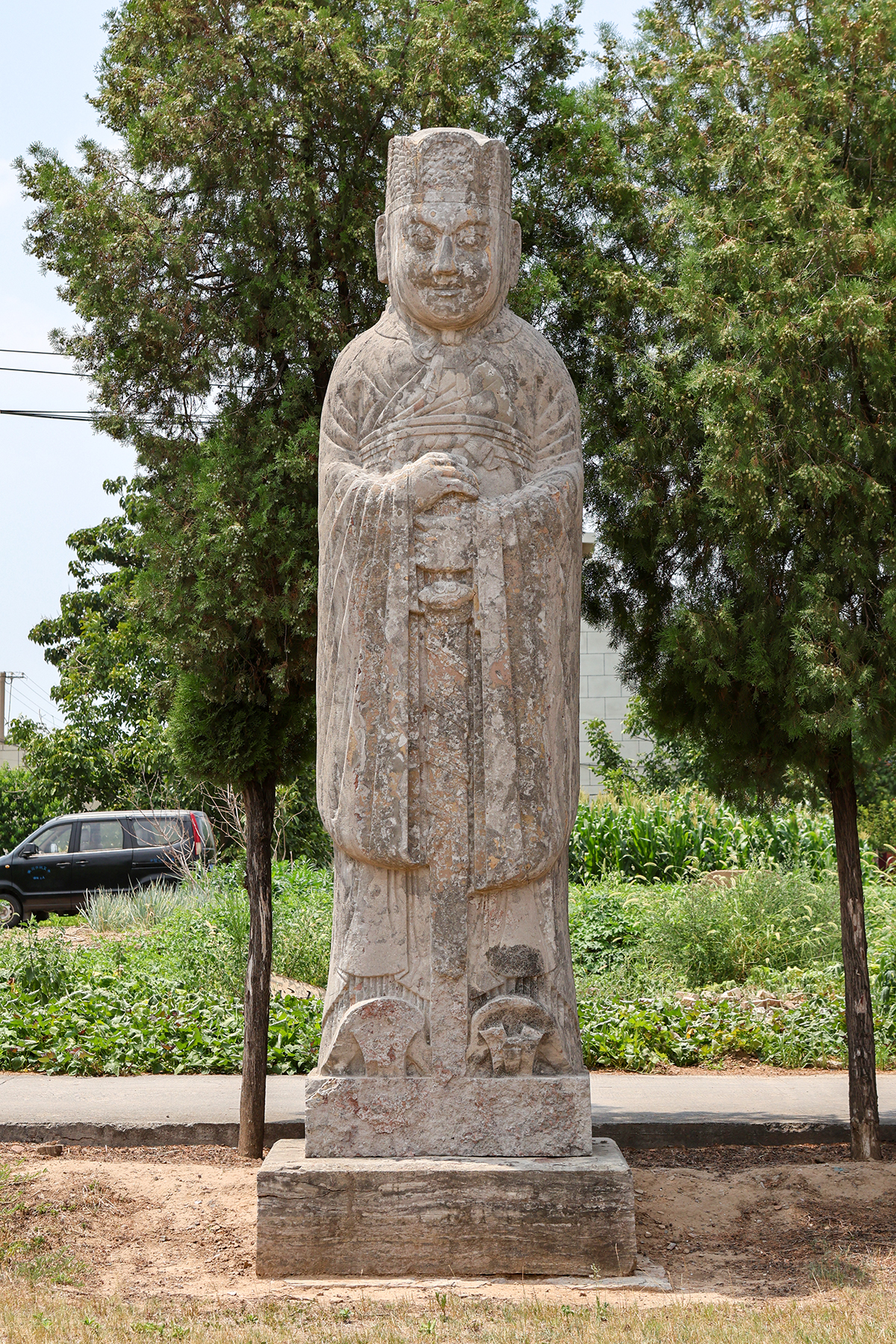
武官石像（西列南二）
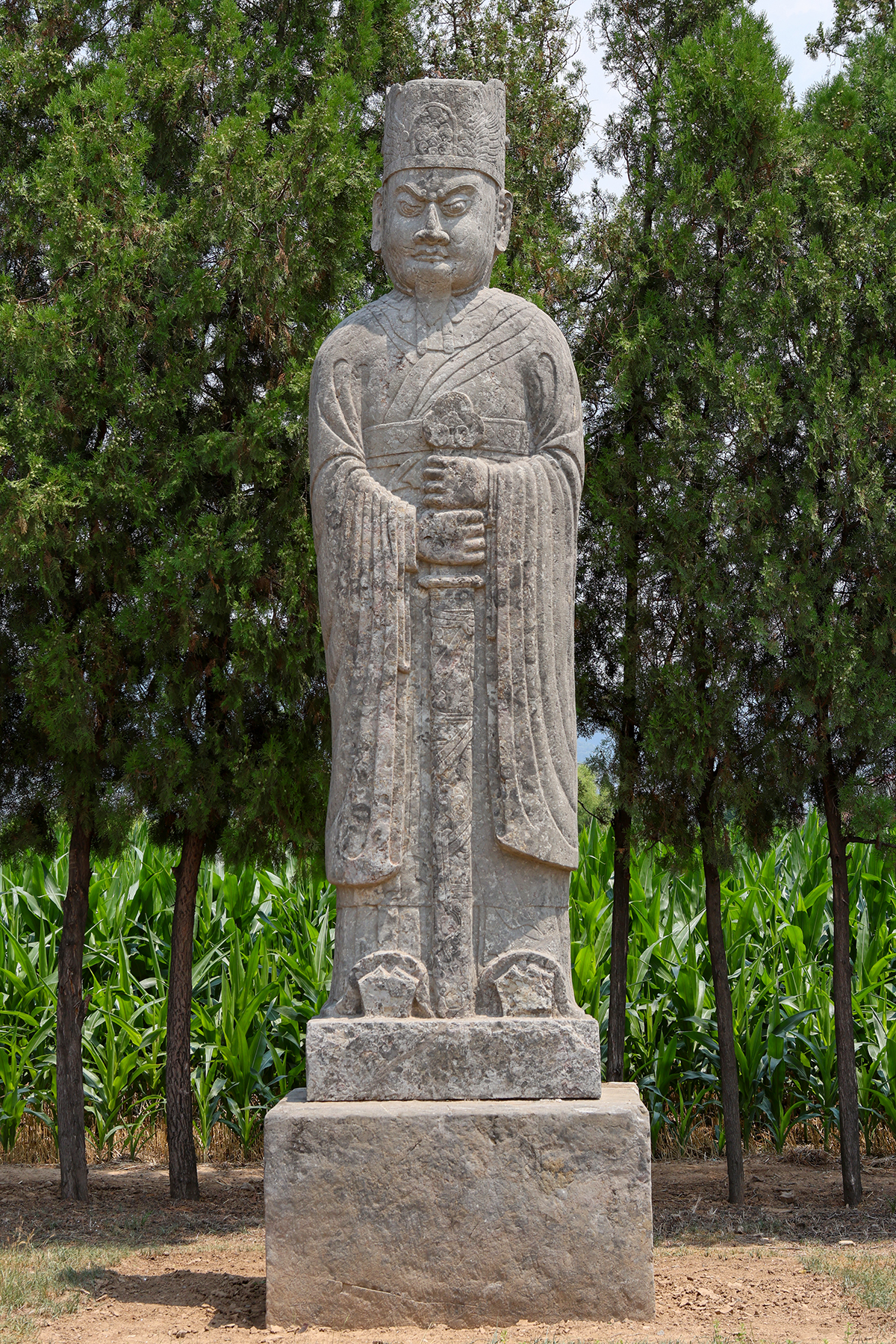
武官石像（东列南一）
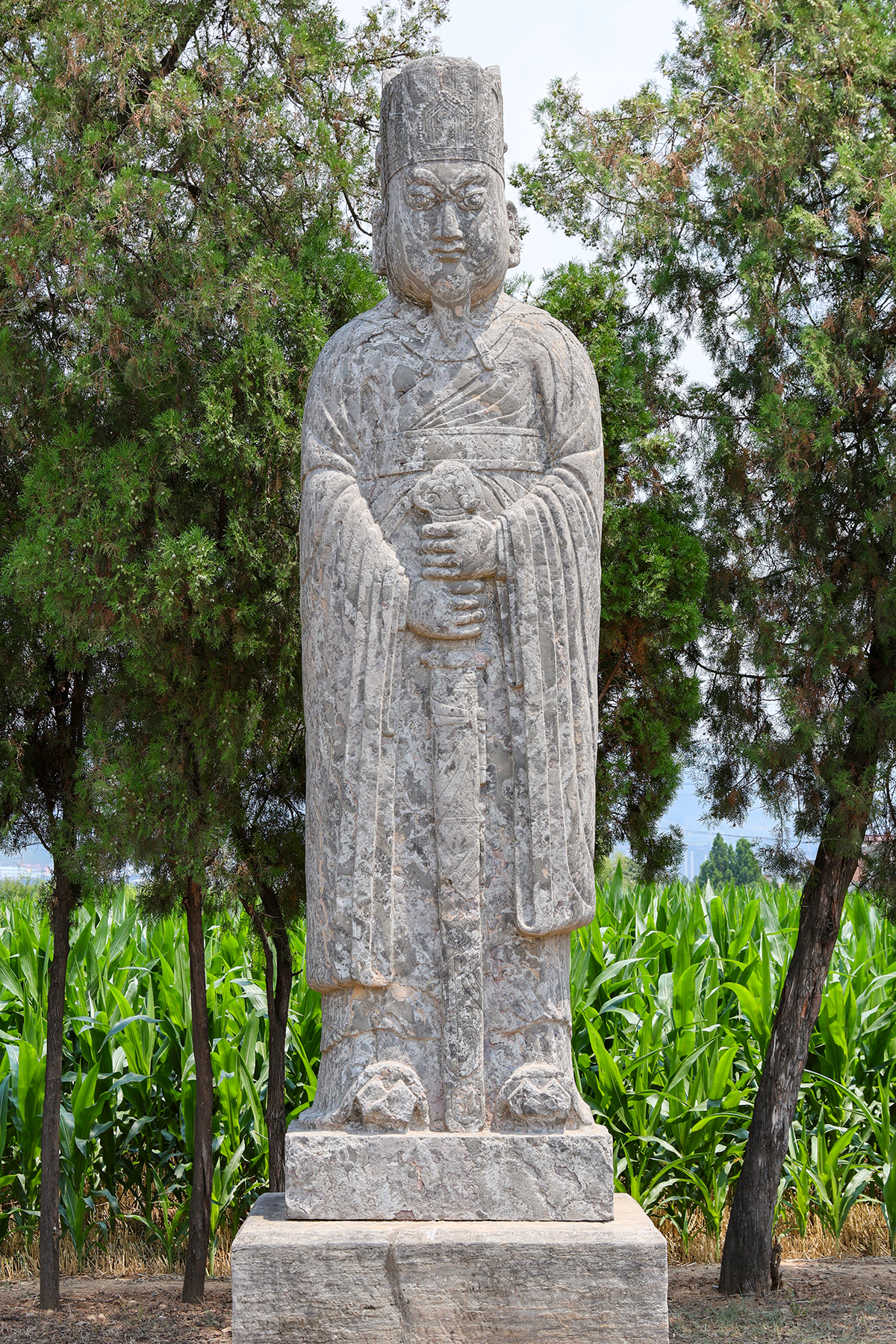
武官石像（东列南二）

- 文官四件：东西列各有两件文官石像，身宽110-116厘米，高390-402厘米，头戴进贤冠，冠前饰有额花，身着朝服，双手于胸前持笏[5]:75。

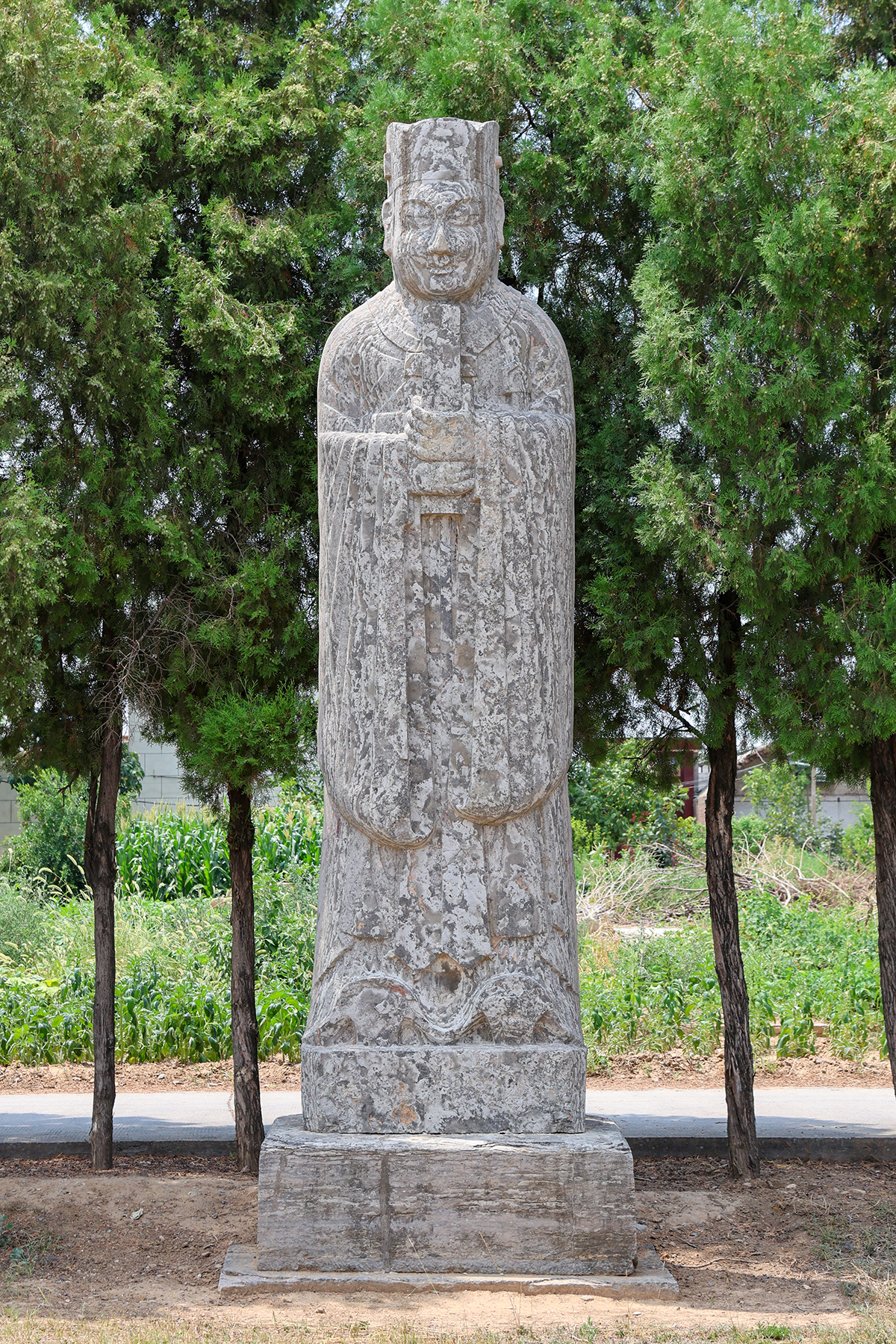
文官石像（西列南一）
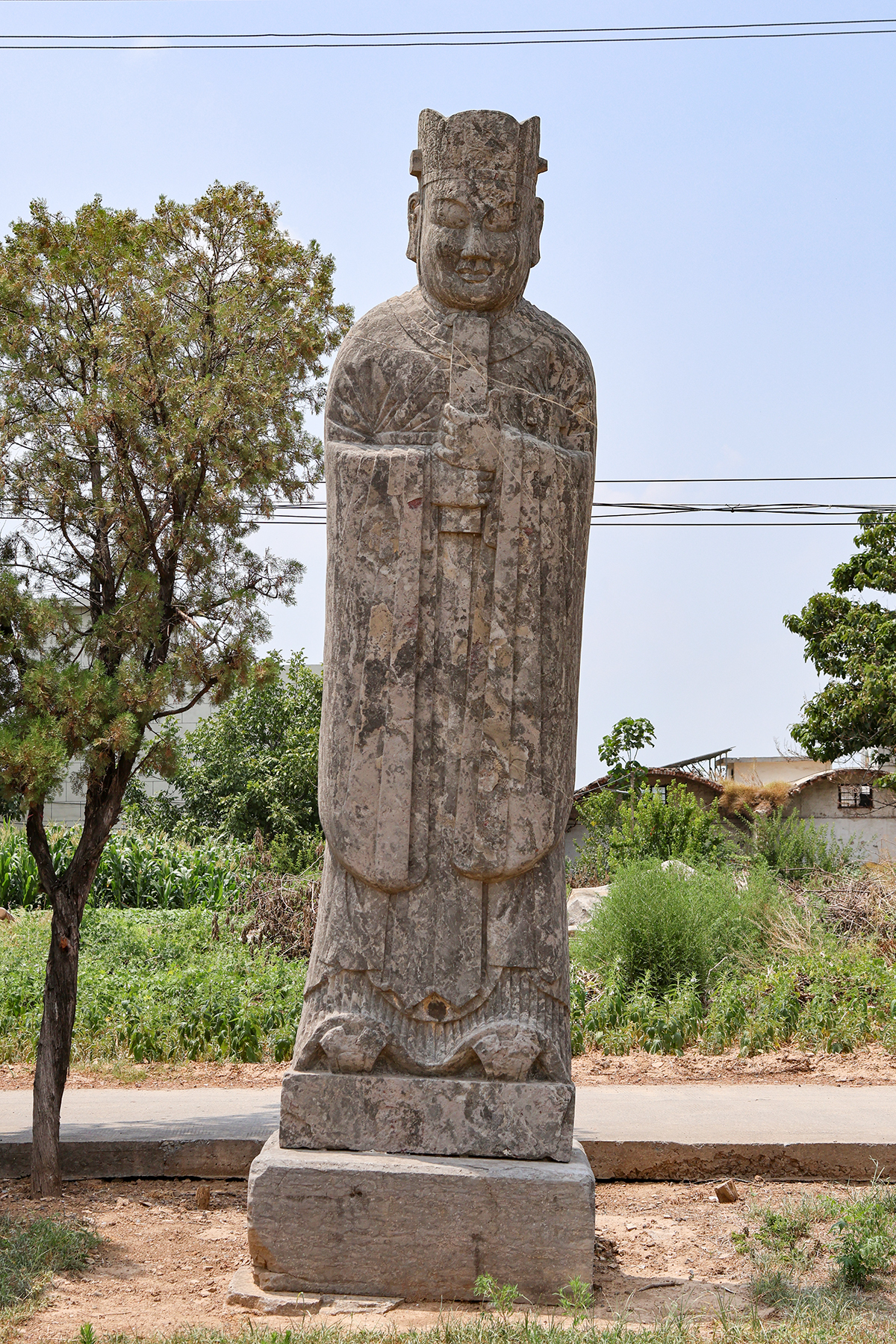
文官石像（西列南二）
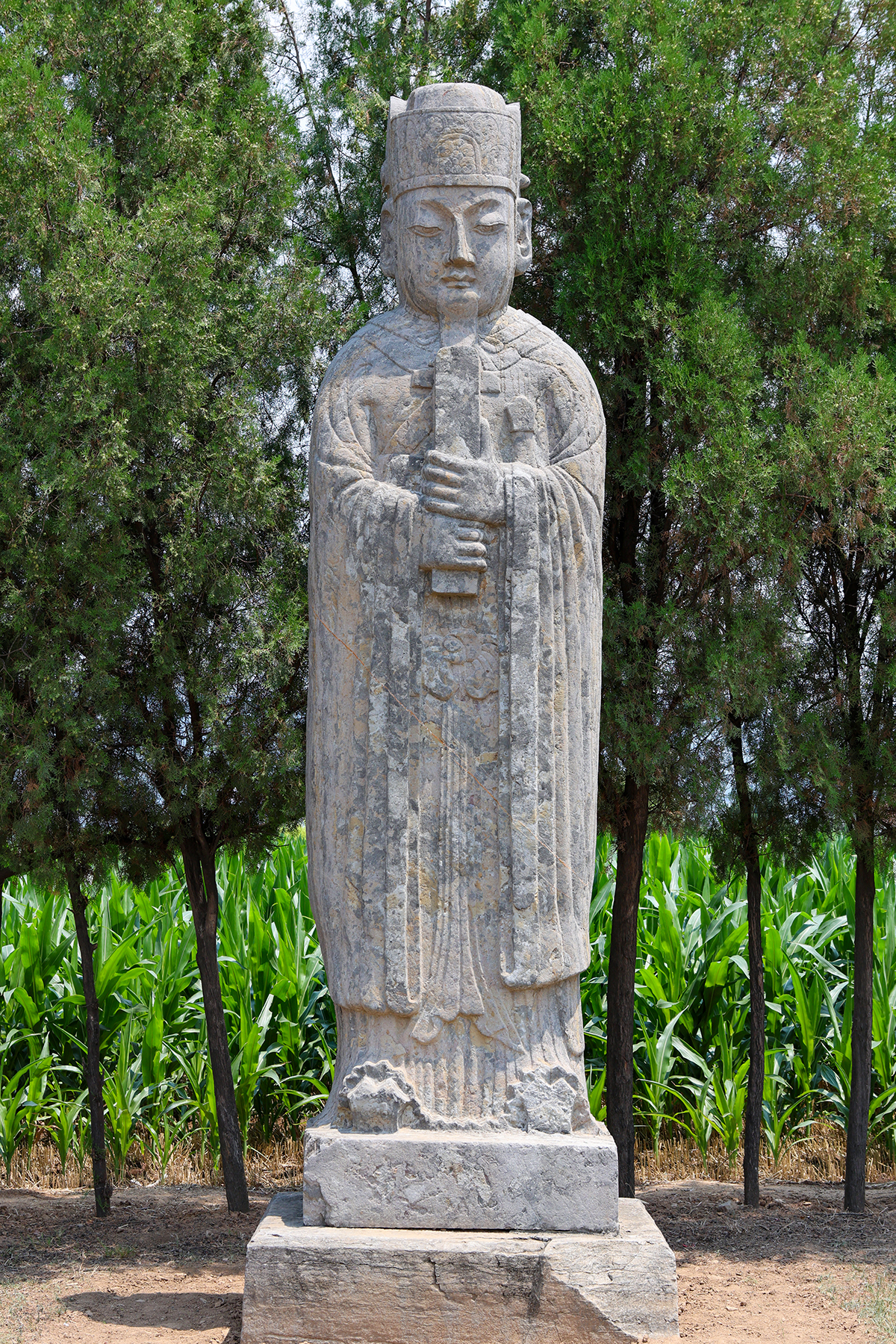
文官石像（东列南一）
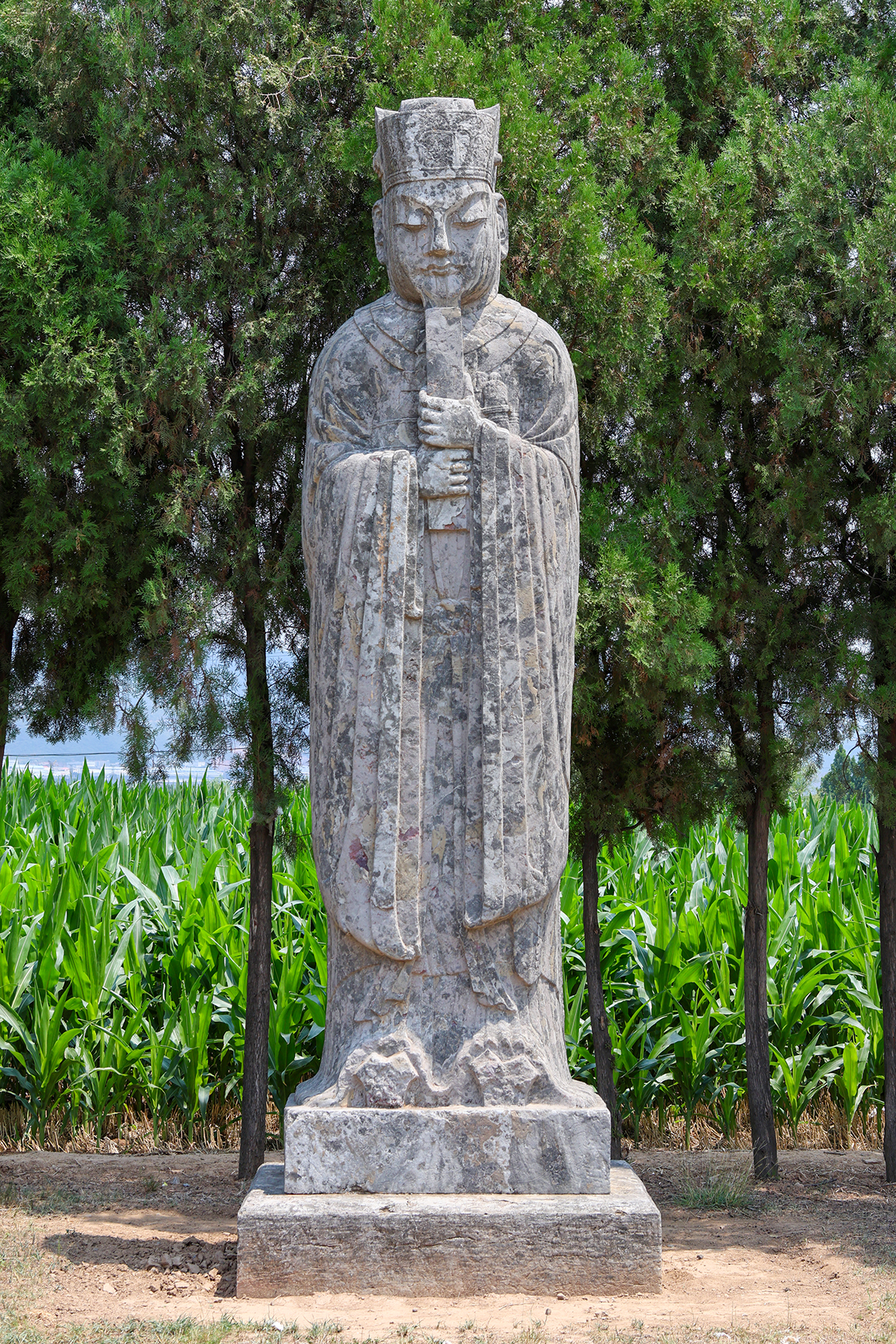
文官石像（东列南二）

- 南门狮两件：南门外有一对东西相距24米的石狮，均呈行走姿态，昂首卷尾，颈间配革带，背部搭有锁链，胸前系有缨穗和铃铛。东狮张口卷鬣，身长290厘米，高224厘米；西狮合口批鬣，身长300厘米，高210厘米[5]:84。

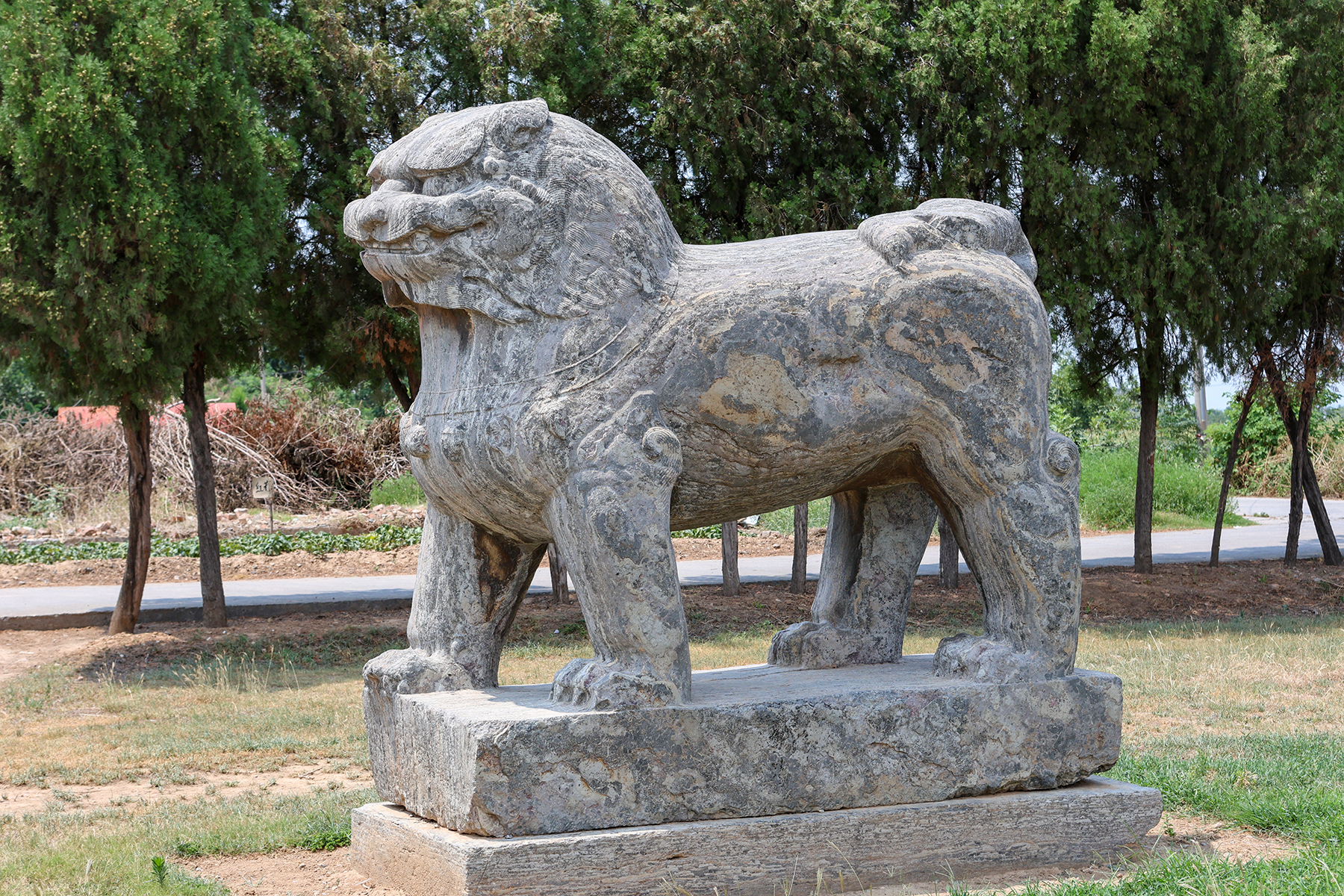
南神门石狮（西）
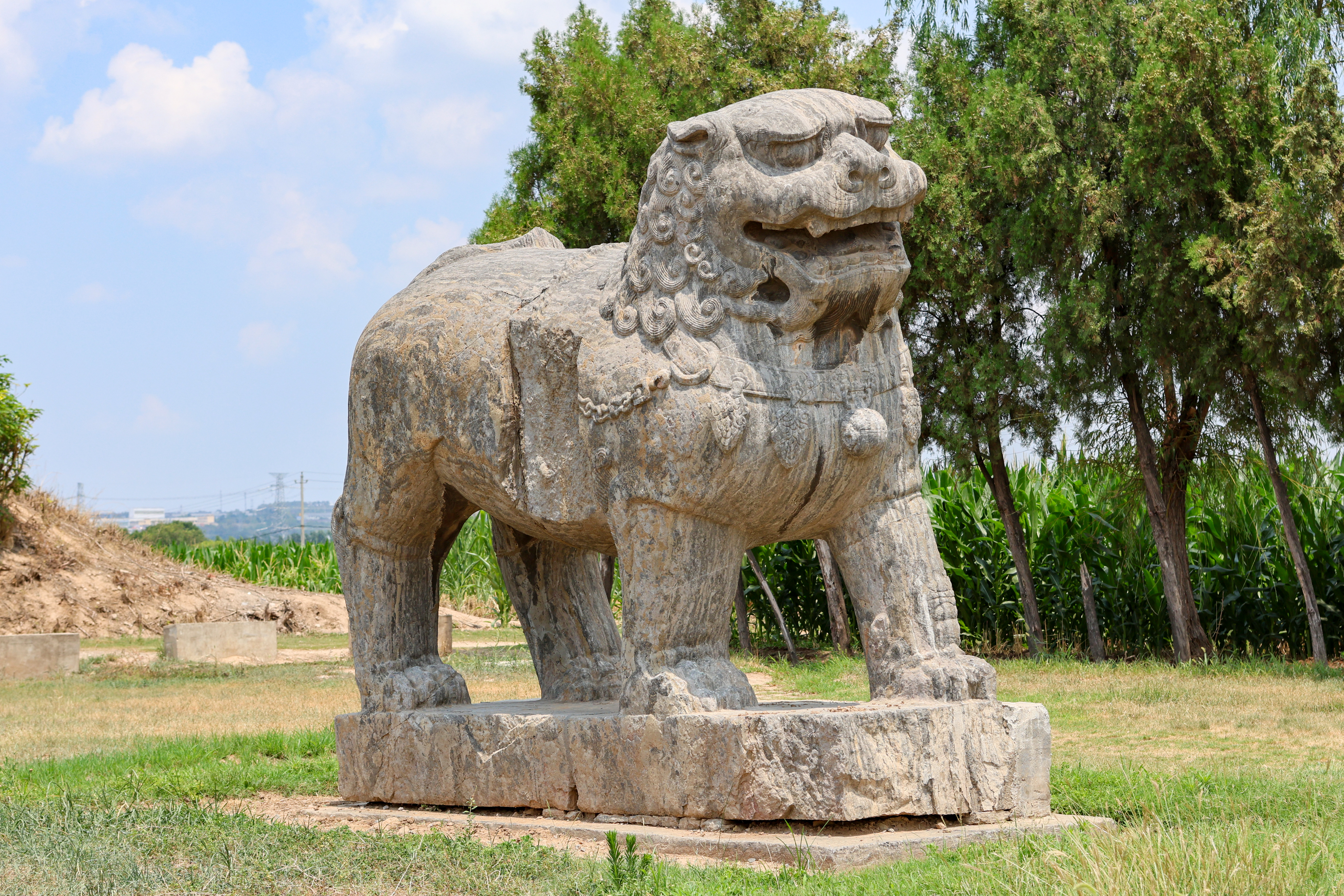
南神门石狮（东）

- 武士两件：南神门外东西两侧各一件武士石像，也叫“镇殿将军”，浓眉环目，身披铠甲，东西相距24.5米。西侧武士双手持钺，身宽128厘米，高424厘米，东侧武士双手拄钺，身宽132厘米，高416厘米[5]:75-80。
- 上马石两件：上马石位于南神门外近门处，东西间距5.5米。上马石北面有两级台阶，四个侧面均刻有花纹[5]:80-81。

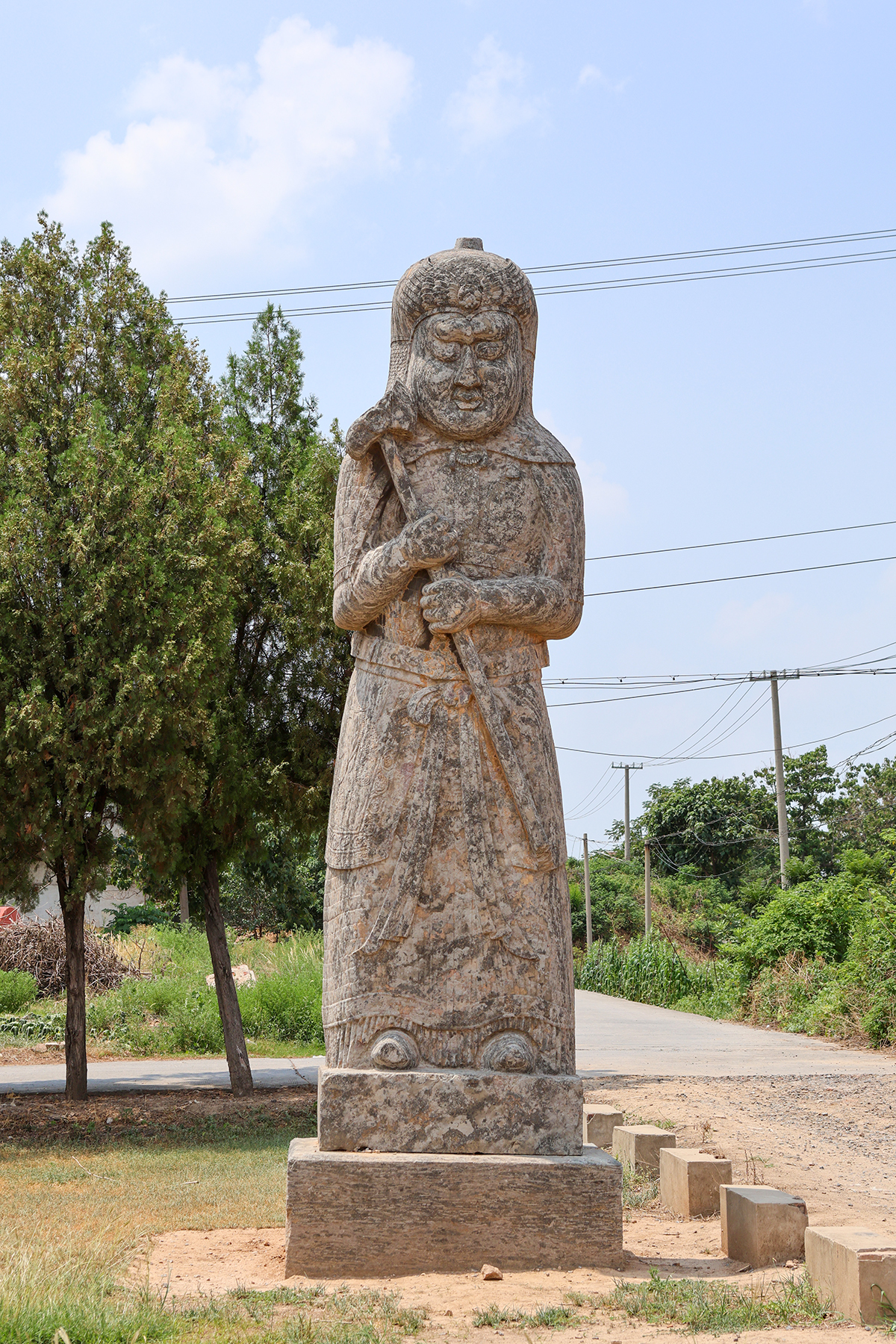
武士石像（西）
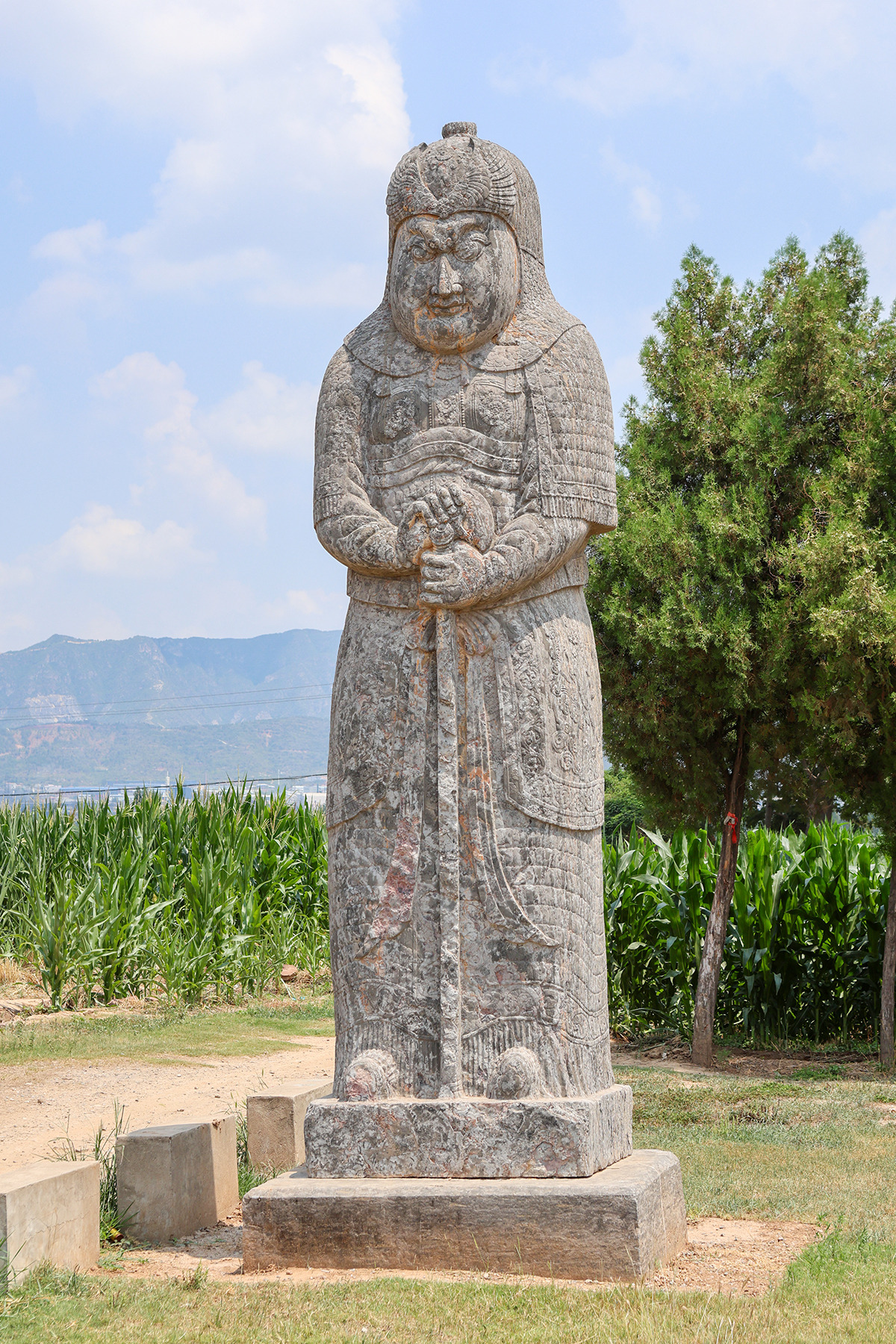
武士石像（东）
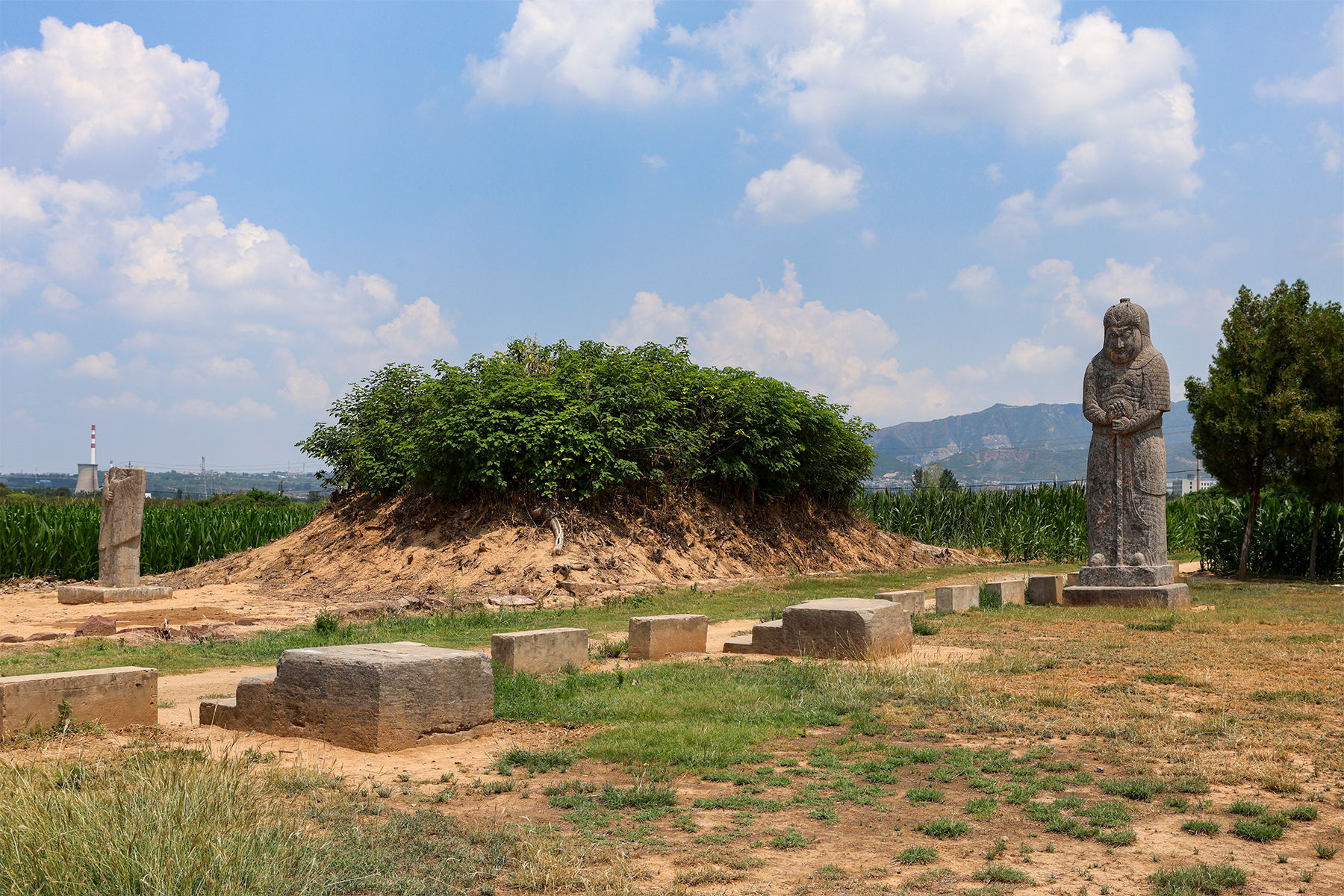
上马石，其后侧左至右依次为南神门东侧的宫人石像、门阙基台和武士石像

- 宫人四件：南神门内和陵台前各有一对宫人石像。南神门内的一对宫人东西间距5米，陵台前的一对东西间距26.3米。其中南神门东侧的宫人石像上半部残缺，其他三件均大致完好。宫人身宽92-100厘米，高316-324厘米，均头戴幞头，身着圆领宽袖长袍，腰上束革带[5]:80。

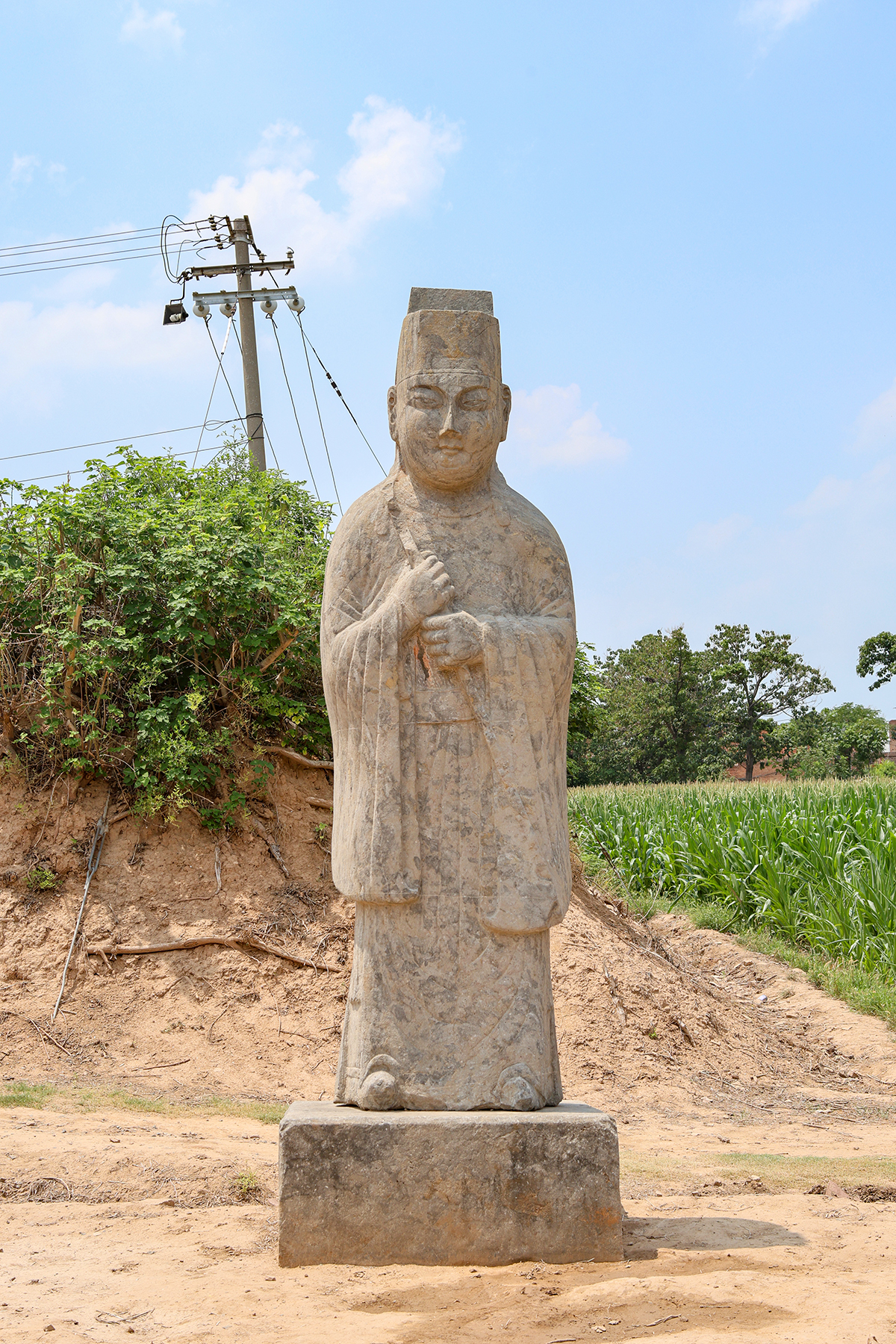
南神门宫人石像（西）
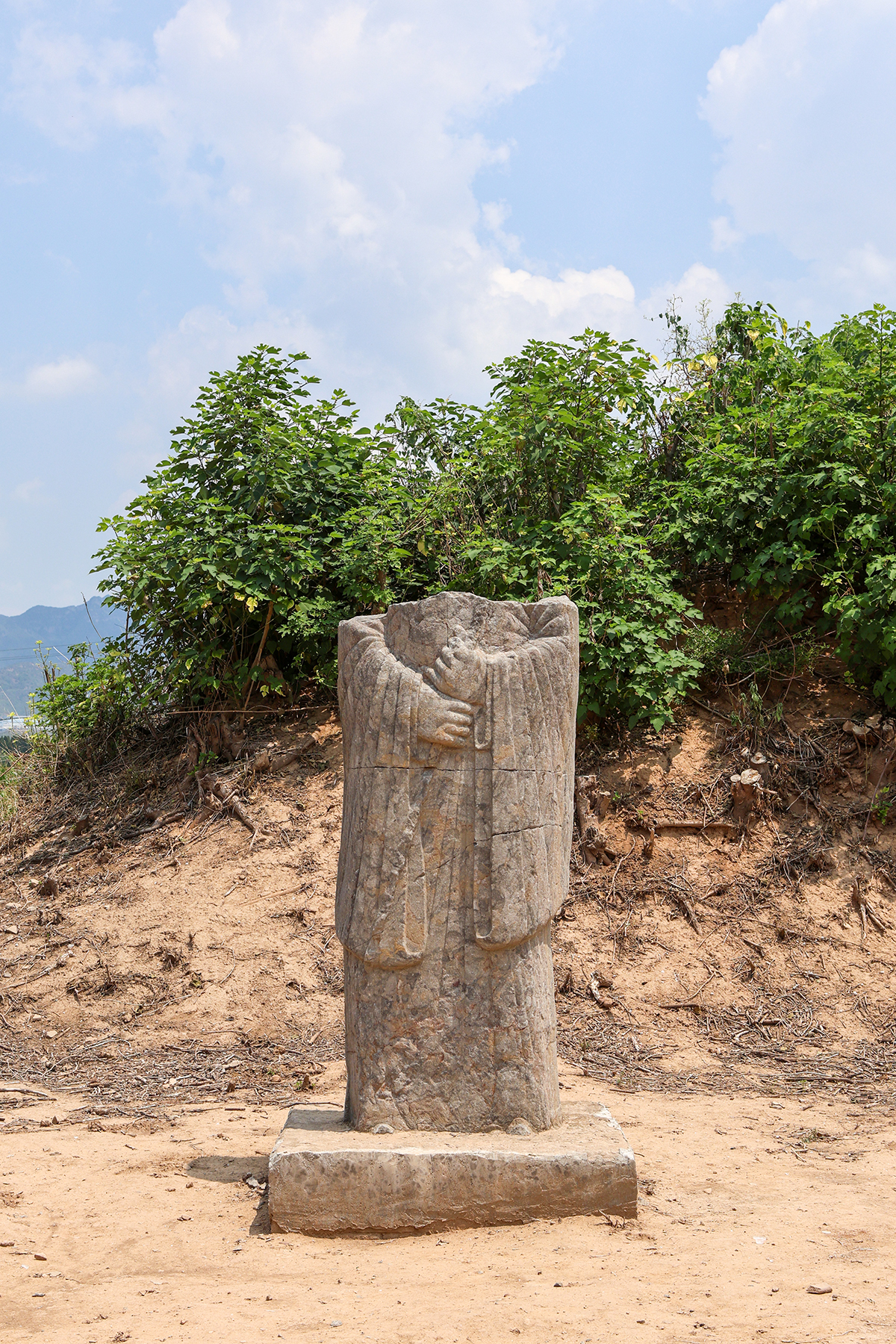
南神门宫人石像（东）
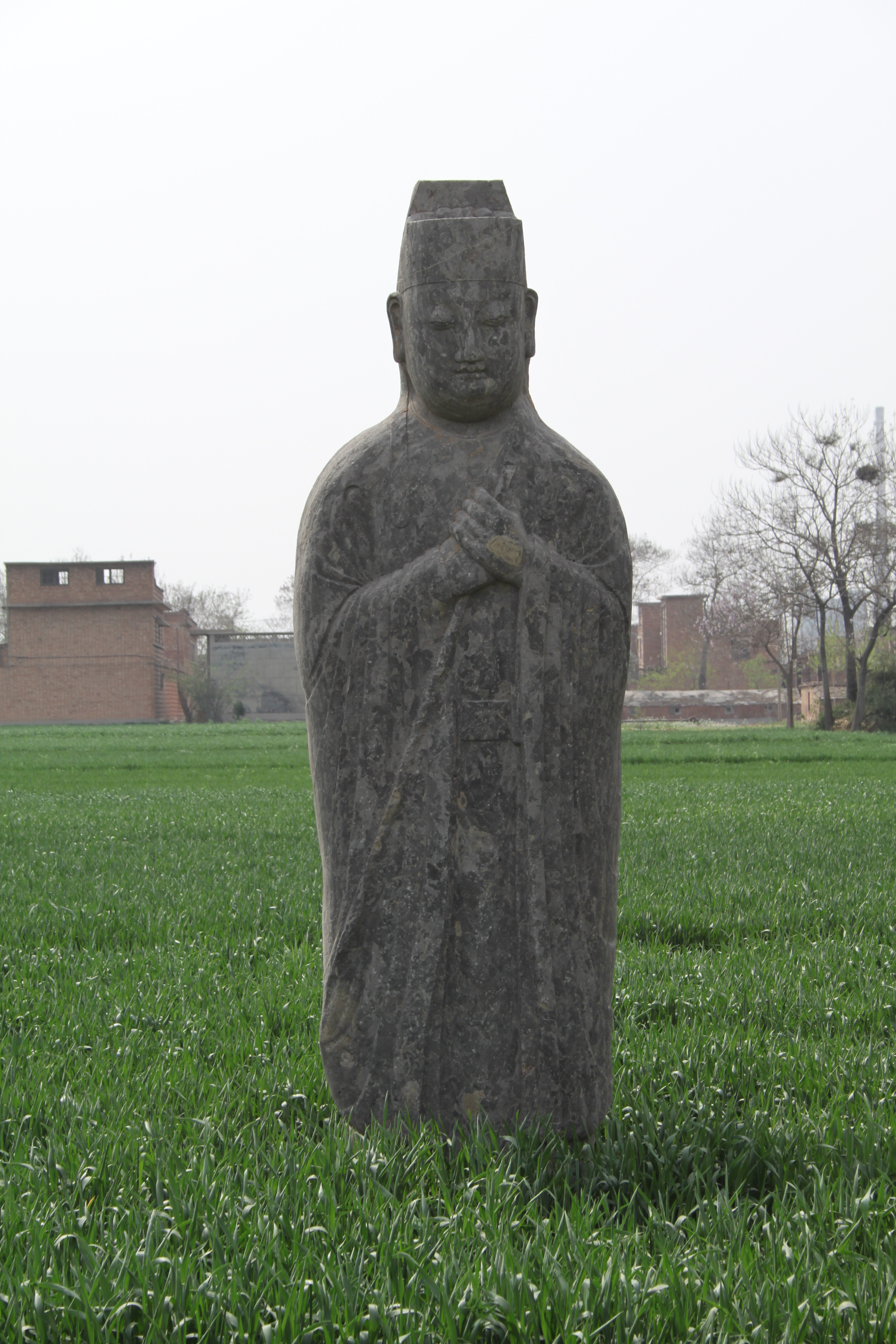
陵台前宫人石像（西）
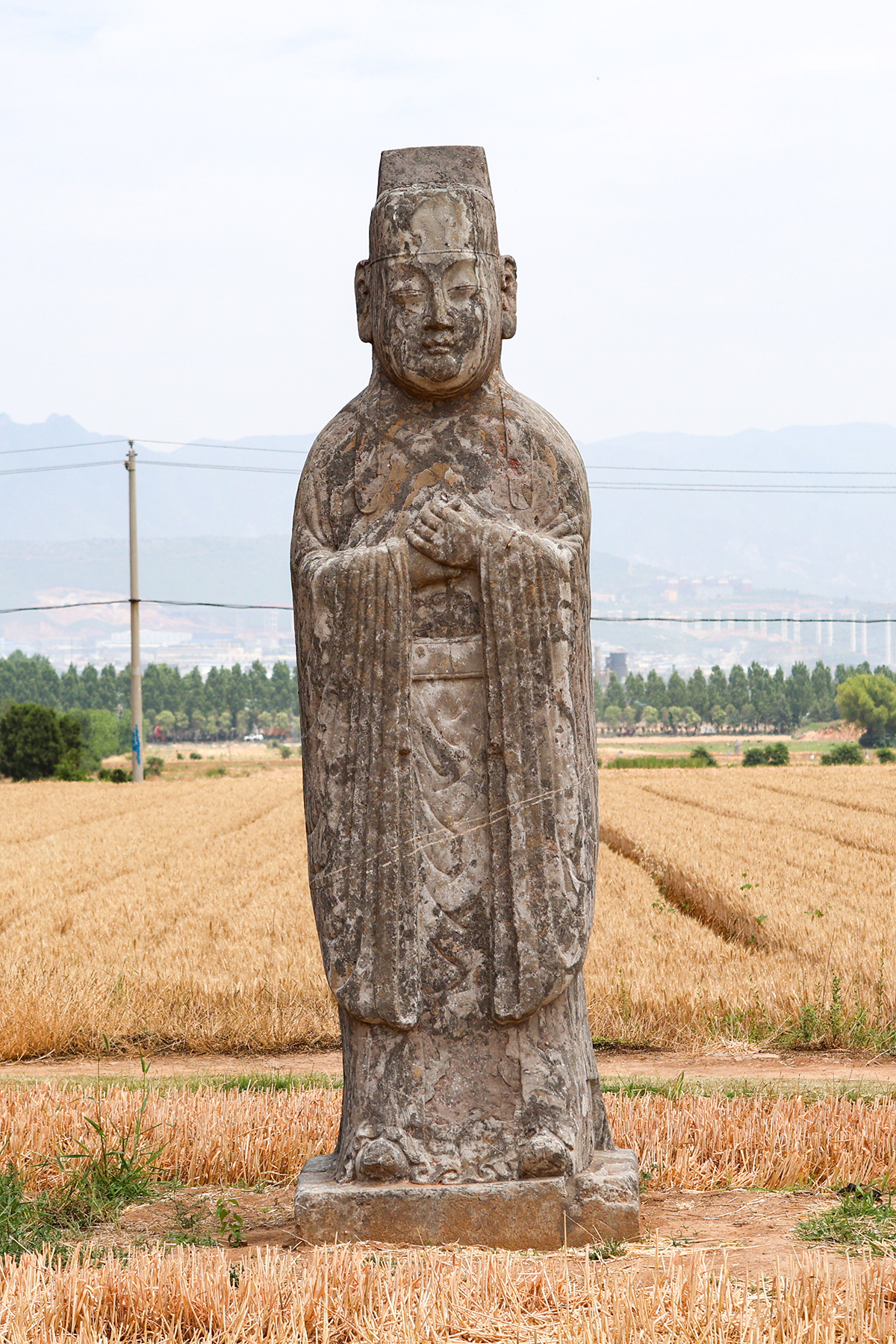
陵台前宫人石像（东）

除此之外，宫城的东、西、北三面神门外各有两件门狮，两狮的间距在8.4-8.7米。其中东西神门的门狮均为卷鬣，但东神门的为张口，西神门的则为合口。北神门的东狮为张口卷鬣，西狮则为合口披鬣。西神门的北狮颈上没有项圈，其他门狮则均在颈间佩戴项圈，并系有铃铛:83-84。

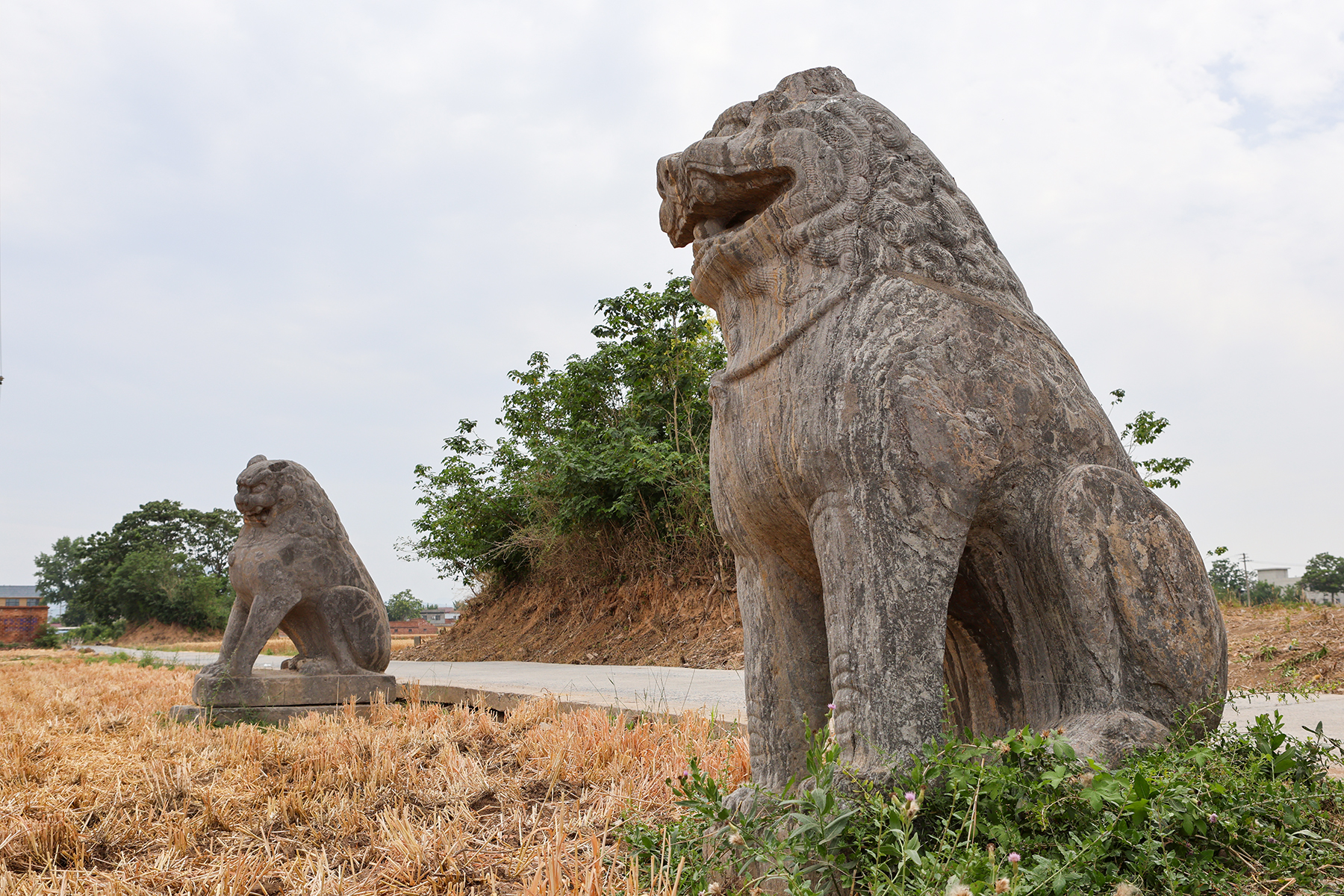
东神门石狮
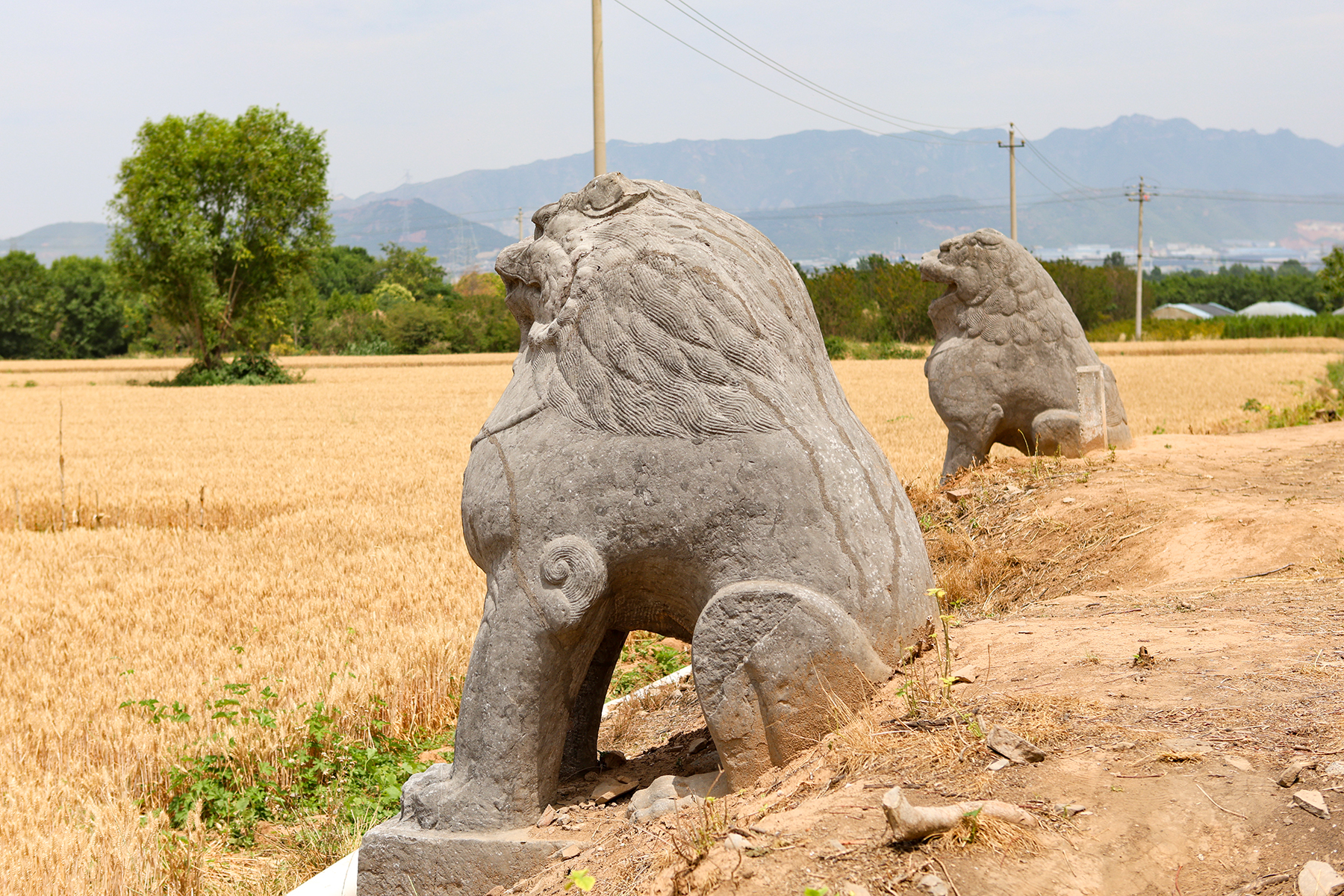
北神门石狮

### 下宫
永熙陵的下宫位于上宫西北，皇后陵以南，现仅存一对南门狮，位于上宫西北角阙的西北方向约75米处。两石狮之间的东西间距为7.7米，形态和大小均有所不同，东狮为合口批鬣，高188厘米，西狮为张口卷鬣，高172厘米。门狮以北为下宫遗址，经勘探，永熙陵下宫南北长约150米，东西宽约125米，比永昌陵下宫略小:104-105。

### 皇后陵
永熙陵祔葬元德李皇后、明德李皇后以及宋真宗章穆郭皇后后陵三座。

#### 元德李皇后陵
元德皇后李氏为宋真宗赵恒的生母，薨于太平兴国二年（977年），享年34岁。至道三年（997年）五月真宗继位后，追封为贤妃，十二月晋尊号为皇太后，咸平元年（998年）正月，上谥号元德。咸平三年（1000年），祔葬永熙陵。
元德李皇后陵位于永熙陵上宫西北约220米处，其鹊台位置位于下宫遗址北侧。陵园地面上保存有陵台、部分建筑基址和石像。现存陵台呈方形覆斗状，高8.1米，底部边长19-20米，顶部边长2.6-3米。根据陵园四周门狮和南神门内宫人的位置，实测得宫城边长为110米:87-89。
元德李皇后陵的石像现存30件，保存完整，包括一对望柱、一对马与控马官、两对虎、两对羊、一对武官、一对文官、一对宫人和四对门狮，大多数保存较好。除门狮外，石像生分列神道东西两侧，相距38米，每列的石像之间相隔3.5-5米，石像风格与永熙陵一致，较之其他皇后陵石像偏大:89-91。

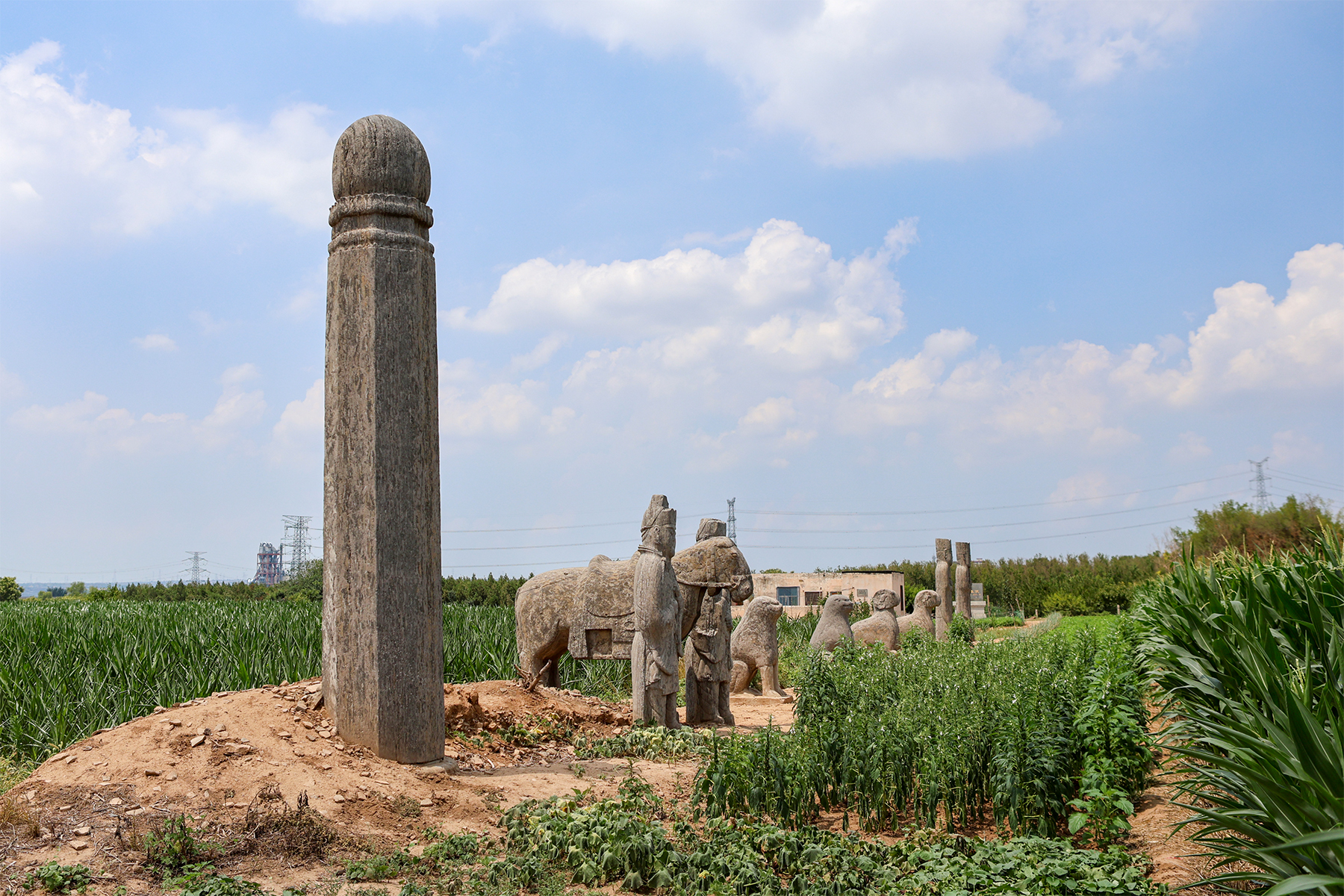
元德李皇后陵神道西侧的石像生
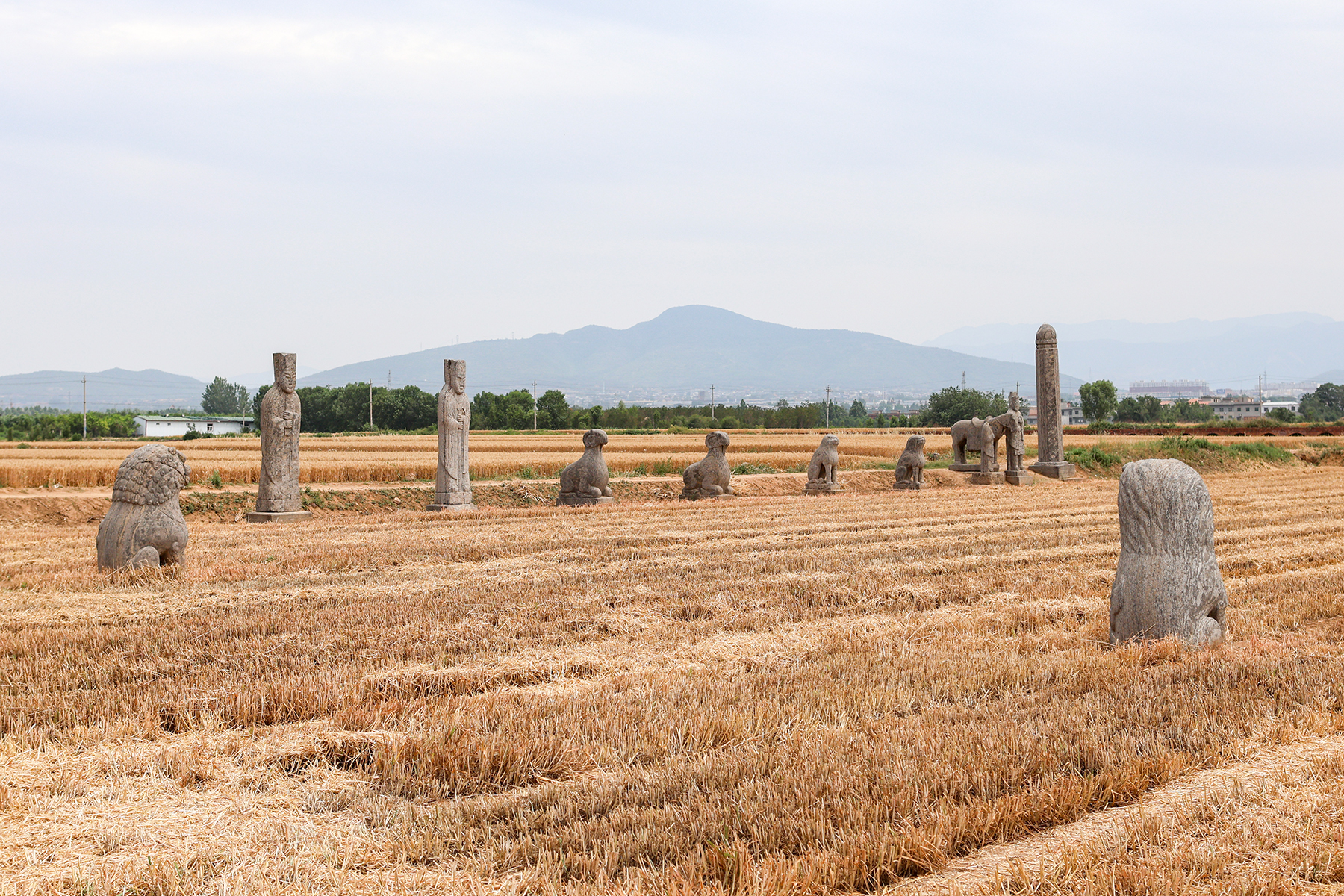
元德李皇后陵的南神门石狮与神道东侧的石像生
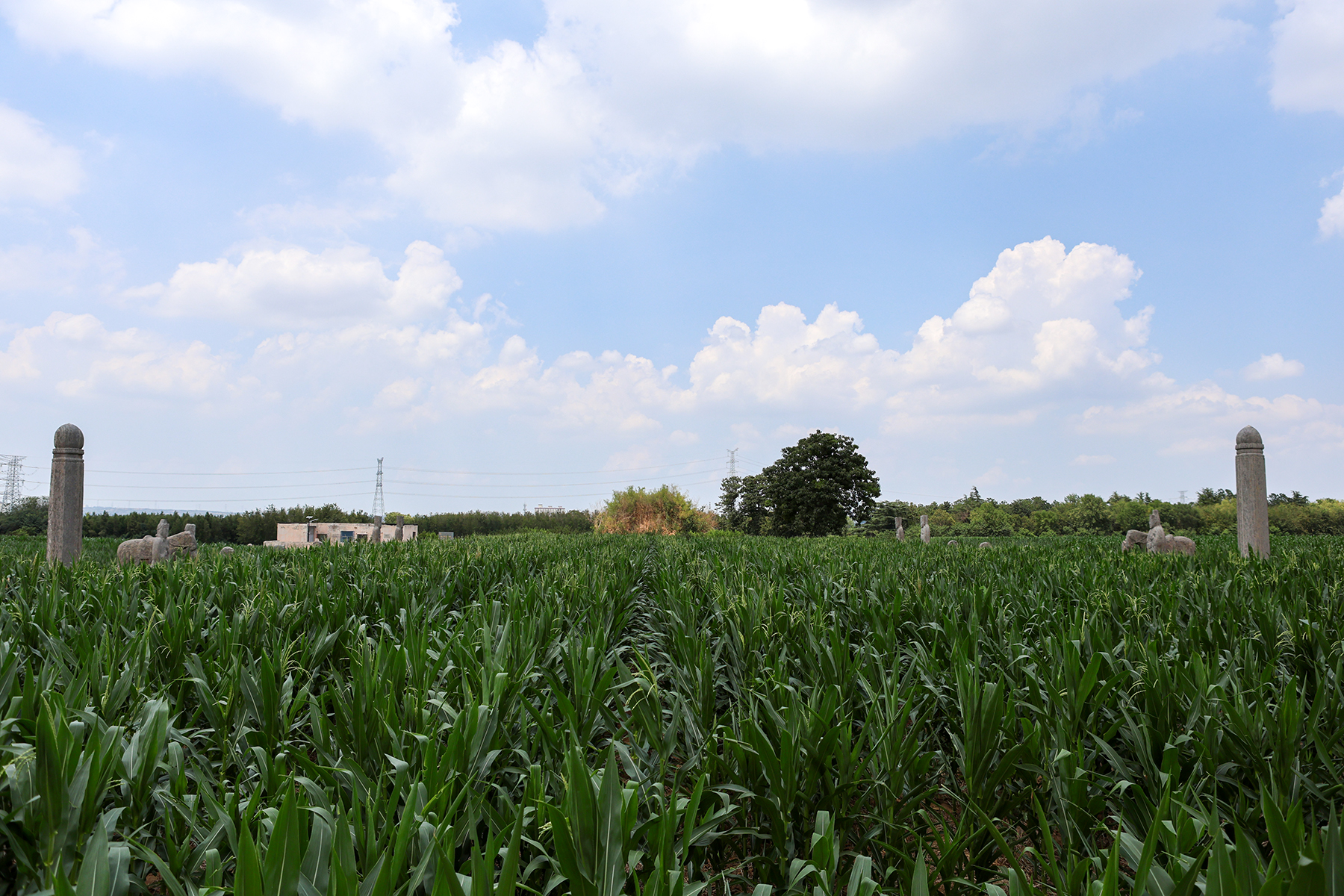
元德李皇后陵的神道与陵台
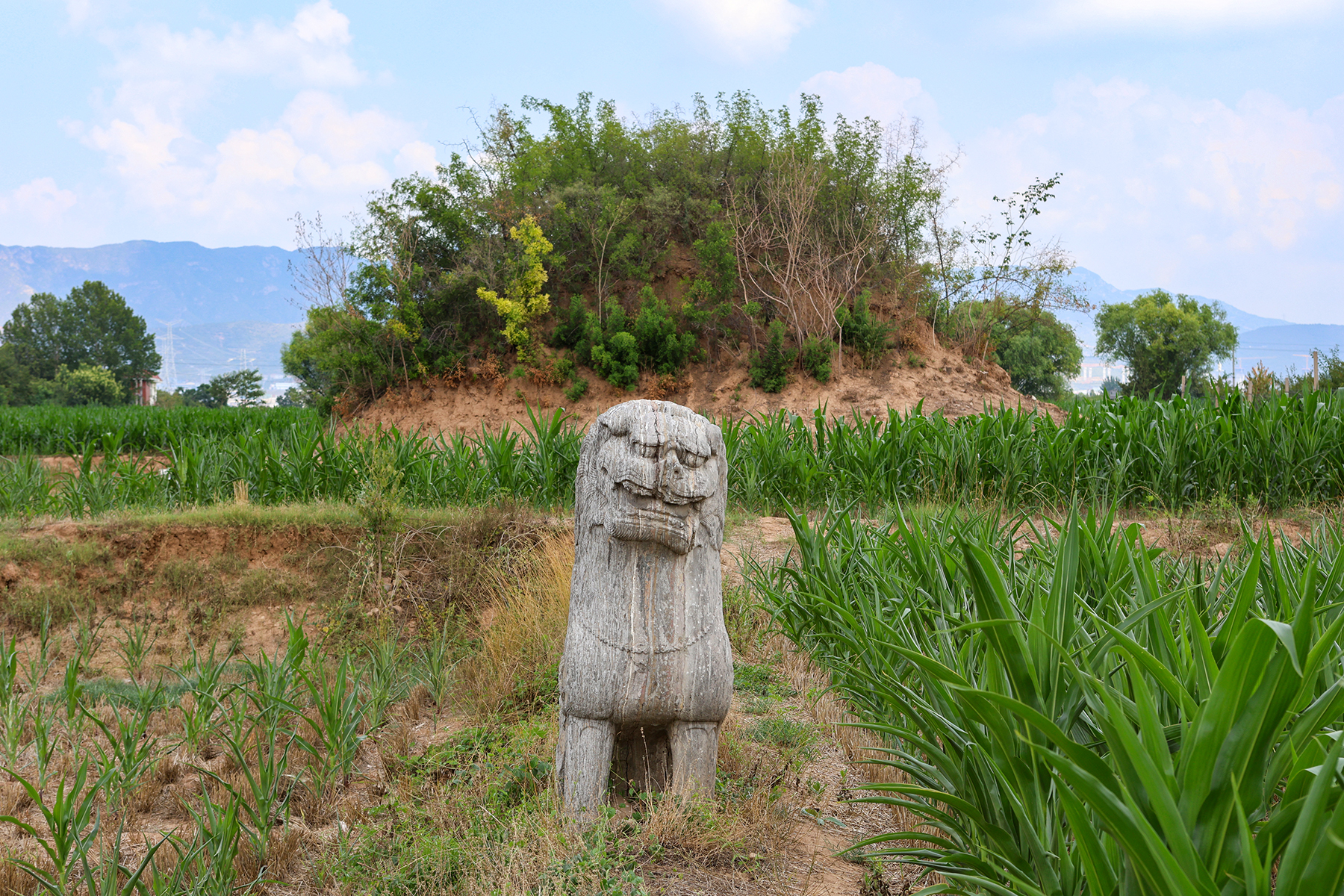
元德李皇后陵的西神门石狮与陵台

元德李皇后陵在20世纪50年代曾遭盗掘，1959年曾有考古学者由盗洞进入墓室调查。1981年，陵台南部由于连日暴雨而再次塌陷，使墓室的顶部暴露在外，经国家文物局批准，原河南省文物研究所和巩县文物保管所联合对该陵地宫进行了清理和发掘。1986年，在清理工作结束后，对该陵地宫进行了加固。该陵也成为宋陵中唯一一座对地宫进行考古发掘的皇后陵。该陵的地宫为砖砌的单墓室，由墓道、甬道和墓室三部分组成。墓道位于陵台南部正中，可分为南北两段。南段为斜坡，长33米，南端宽3.8米，北端宽2.85米；北段与甬道底部相齐平，长4.3米，宽2.5-2.6米，上距地表15米。甬道为砖券拱形顶，长9.1米，宽4.3米，高6米，墓门位于甬道中部偏南处，南距甬道口3.6米，为石质，两门扉上线刻有武士画像。甬道北端与墓室相连，墓室平面接近圆形，直径7.95米，墓顶为高12.26米的穹顶。墓壁上砌有高2.65米的抹角倚柱10根，略微隐出壁面，柱头有水磨砖砌成的仿木建筑的斗拱。砖砌立柱之间有11个壁面，上有砖雕的桌椅家具和门窗等装饰:308-314。

#### 明德李皇后陵
明德皇后李氏为宋太宗的第三任妻子，雍熙元年（984年）十二月被立为皇后。宋真宗即位后尊李皇后为皇太后。景德元年（1004年）三月李太后崩于万安宫，享年45岁，谥号明德，祔葬永熙陵。
明德李皇后陵位于元德李皇后陵以西略偏北处，两陵距离很近，该陵的东门狮与元德皇后陵的西门狮仅相距10米。地面上现存陵台、东南和西南角阙的台基和石像。现存陵台呈方形覆斗状，高7.5米，底部边长14-15米，顶部边长2-3米。根据陵园四周门狮和南神门内宫人的位置，测得宫城边长约为105米:91。
明德李皇后陵的石像现存20件，包括两件望柱、两件虎、三件羊、两件武官、两件文官、两件宫人和七件门狮。多数石像下半身均淤埋于地下，仅部分露出地面:91-99。

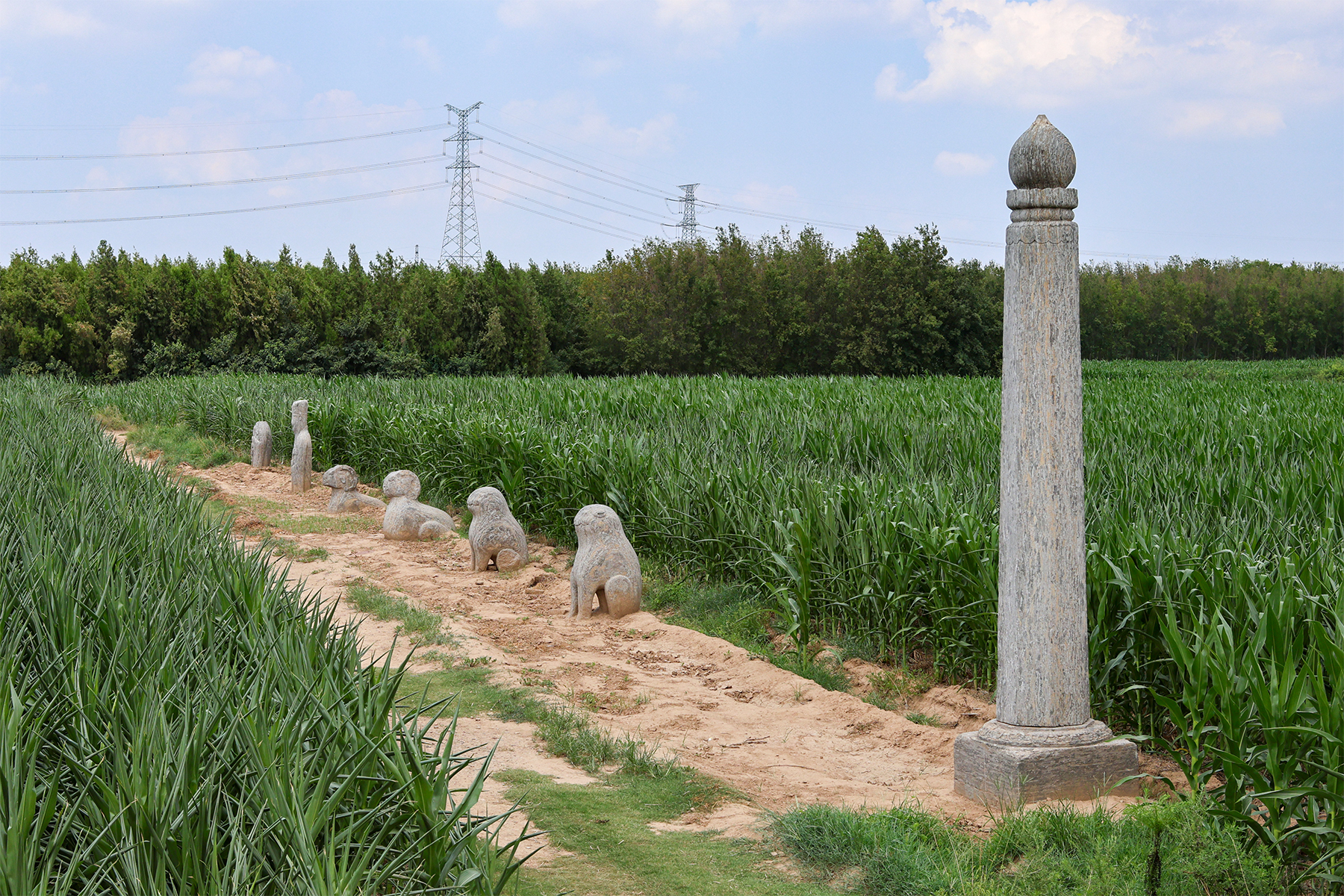
明德李皇后陵神道东侧的石像生
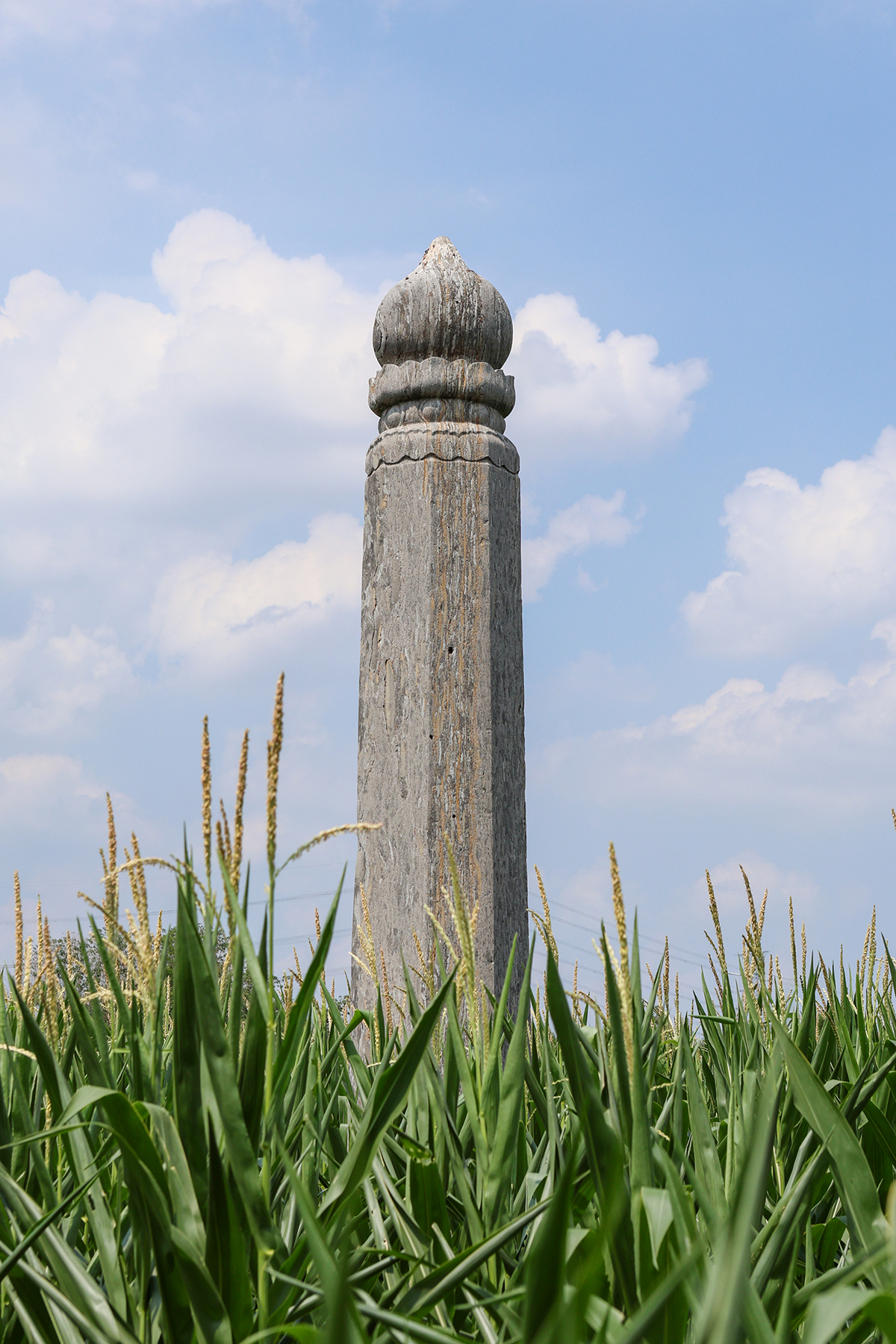
明德李皇后陵神道西侧的石望柱
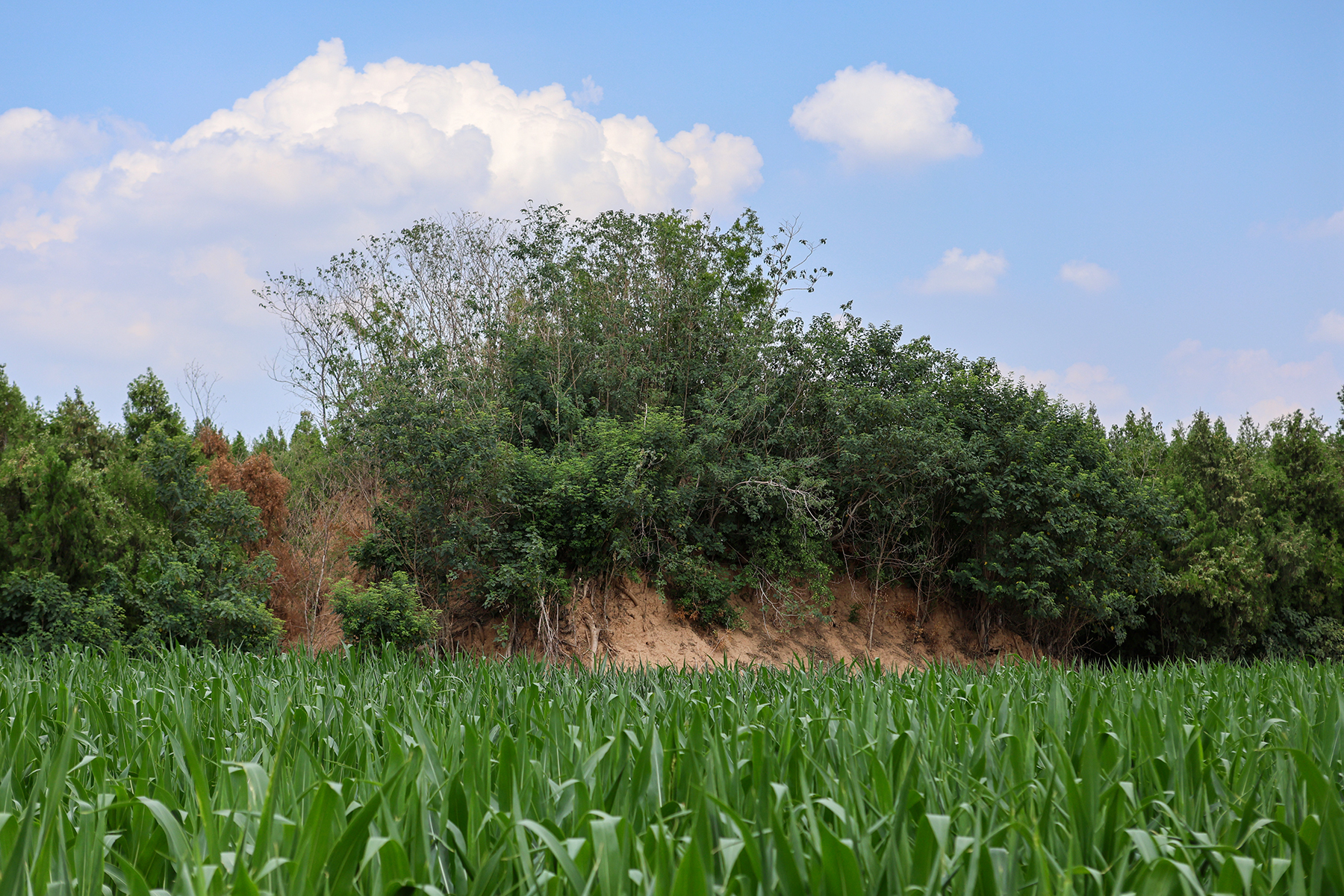
明德李皇后陵的陵台
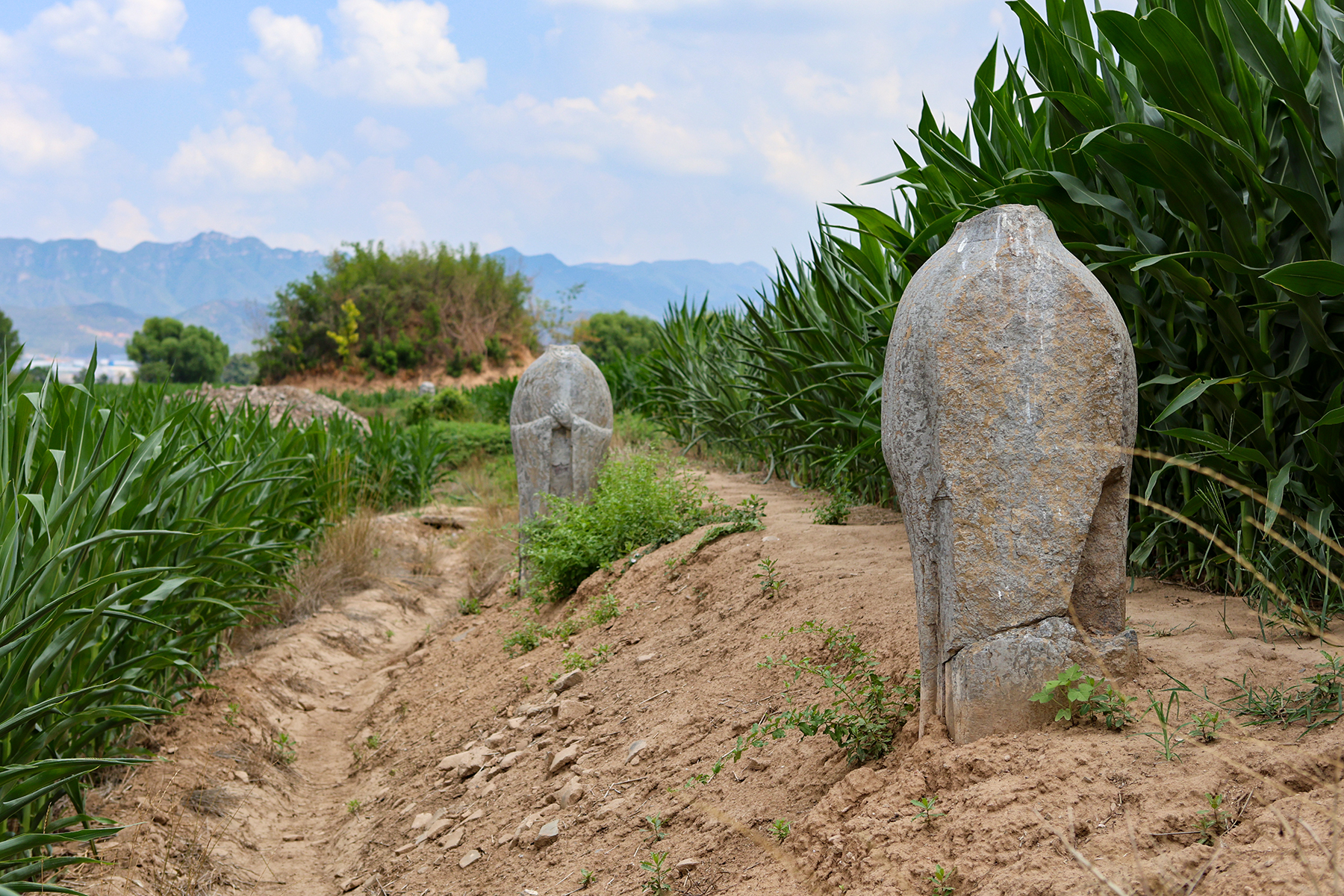
明德李皇后陵的宫人石像，背景处为元德李皇后陵的陵台

#### 章穆郭皇后陵
章穆皇后郭氏为宋真宗赵恒的第二任妻子，显德三年（997年）宋真宗即位后被封为皇后，景德四年（1007年）四月崩逝，享年32岁，祔葬于永熙陵。
章穆郭皇后陵位于元德皇后陵和明德皇后陵的北面，其乳台位于明德皇后陵北神墙以北约85米处。该陵地面上现存陵台、西乳台台基、西南和东北角阙台基和石像。现存陵台呈方形覆斗状，高8米，底部边长18米。地宫在20世纪30年代曾被盗掘，墓砖多被挖取建房，导致陵台北坡偏西处有一处塌坑。根据现存角阙和门狮的位置，测得宫城边长约为80米，较另两座后陵偏小，与史料记载相符:99。
章穆郭皇后陵的石像现存20件，包括两件望柱、两件马、两件控马官、四件虎、四件羊、一件武官、两件文官和三件门狮。神道东西两侧石像生相距25.3米，每列的石像之间相隔2.4-2.8米，亦明显小于另两座后陵:99-104。

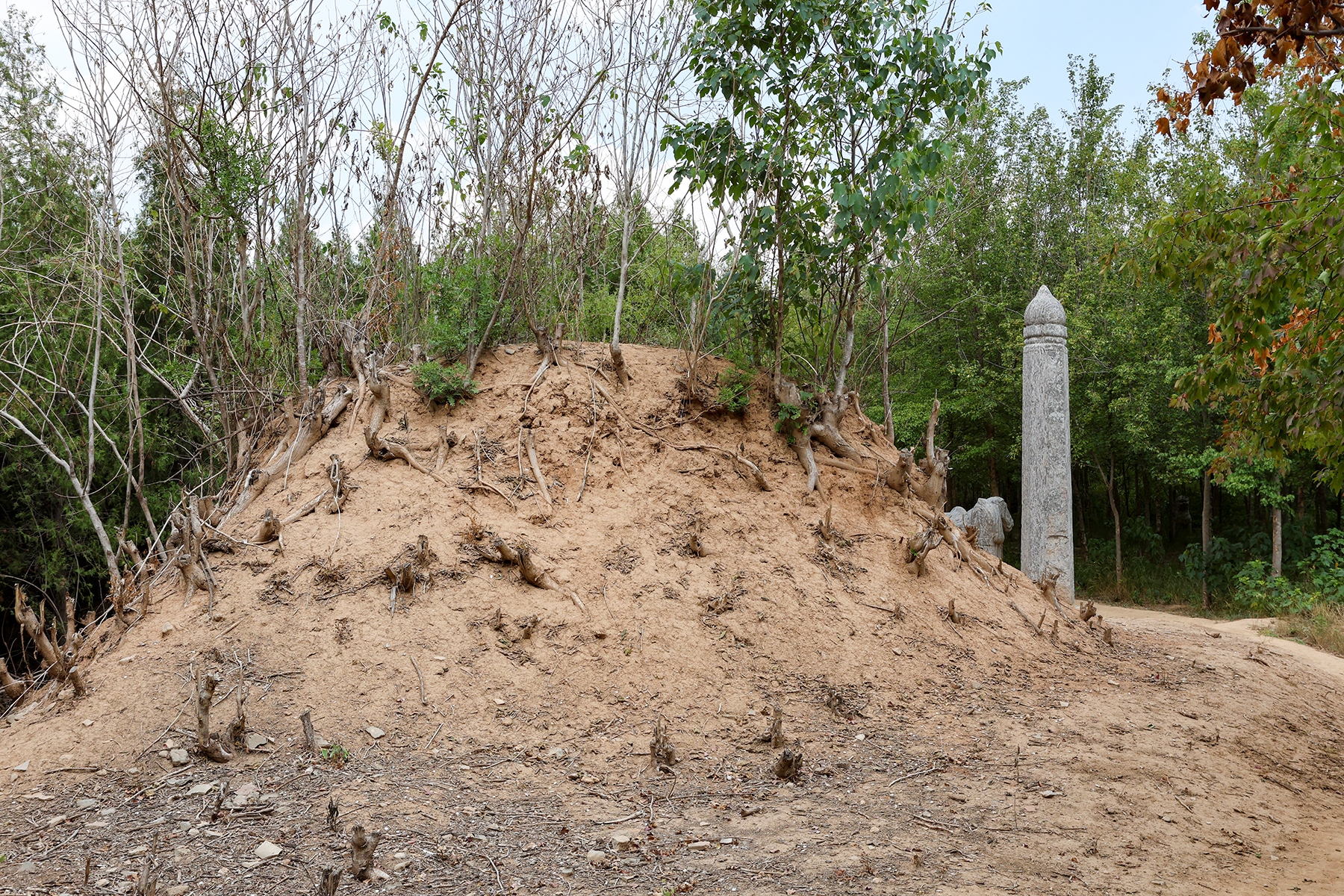
章穆郭皇后陵的西乳台基址
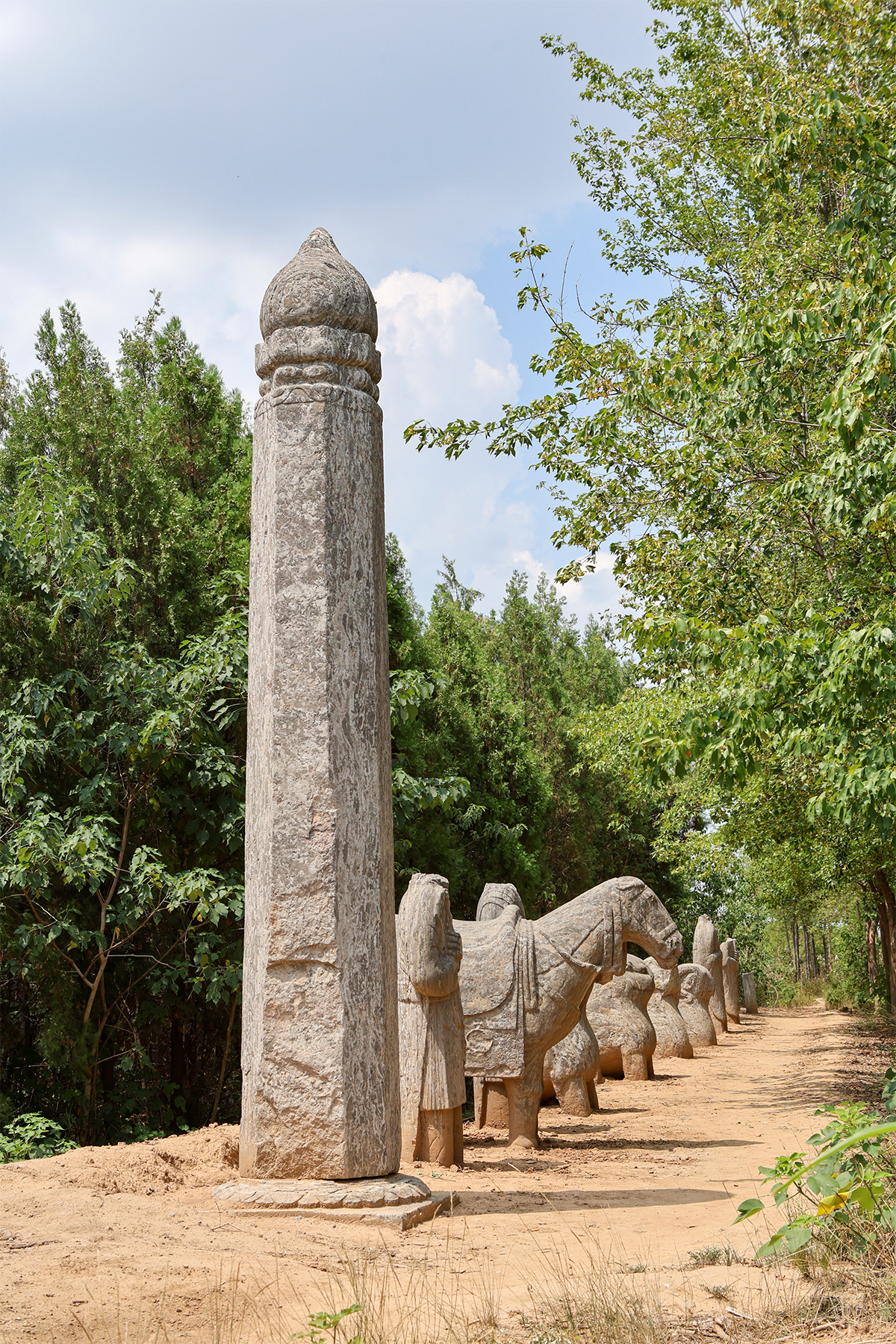
章穆郭皇后陵神道西侧的石像生
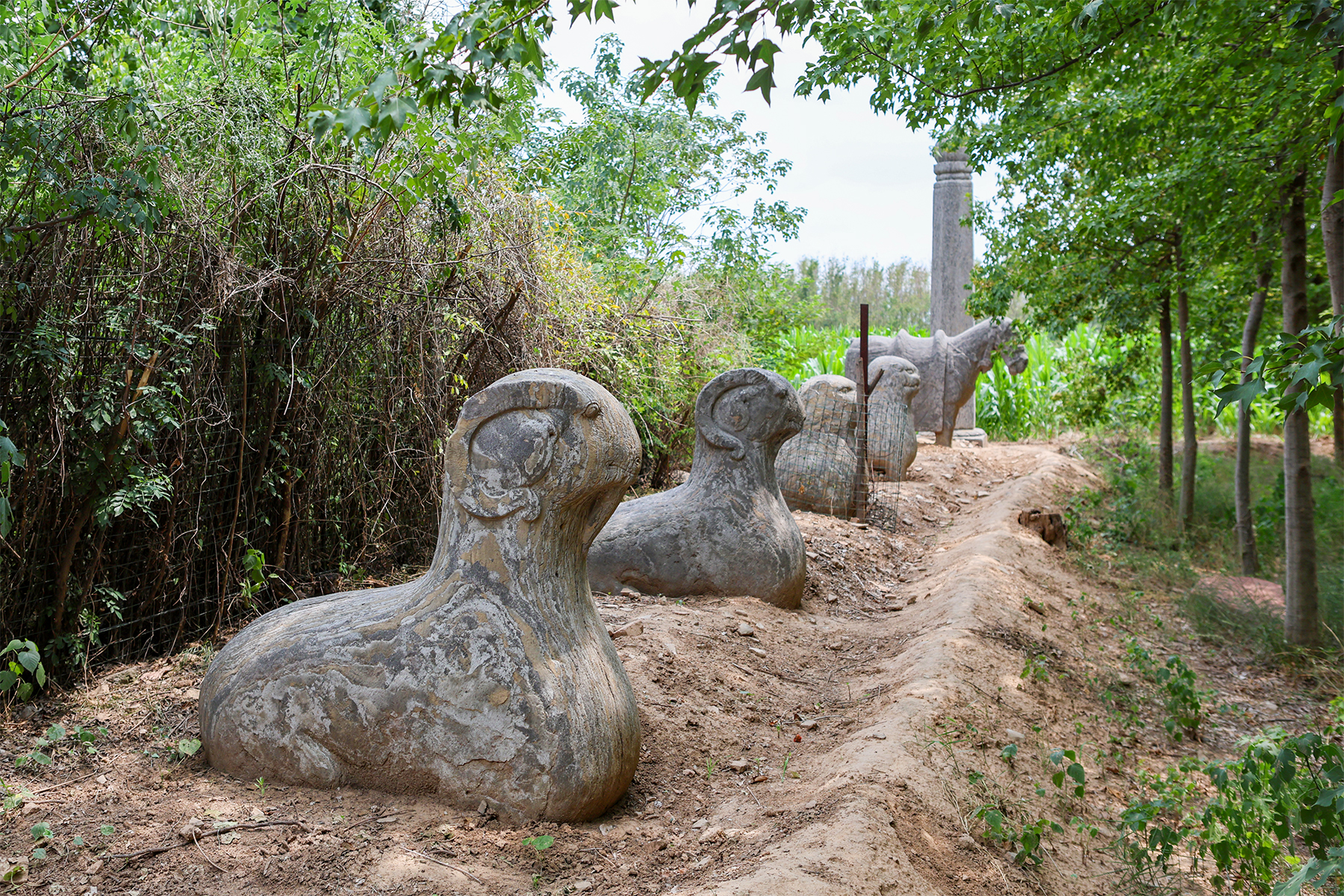
章穆郭皇后陵神道东侧的石像生
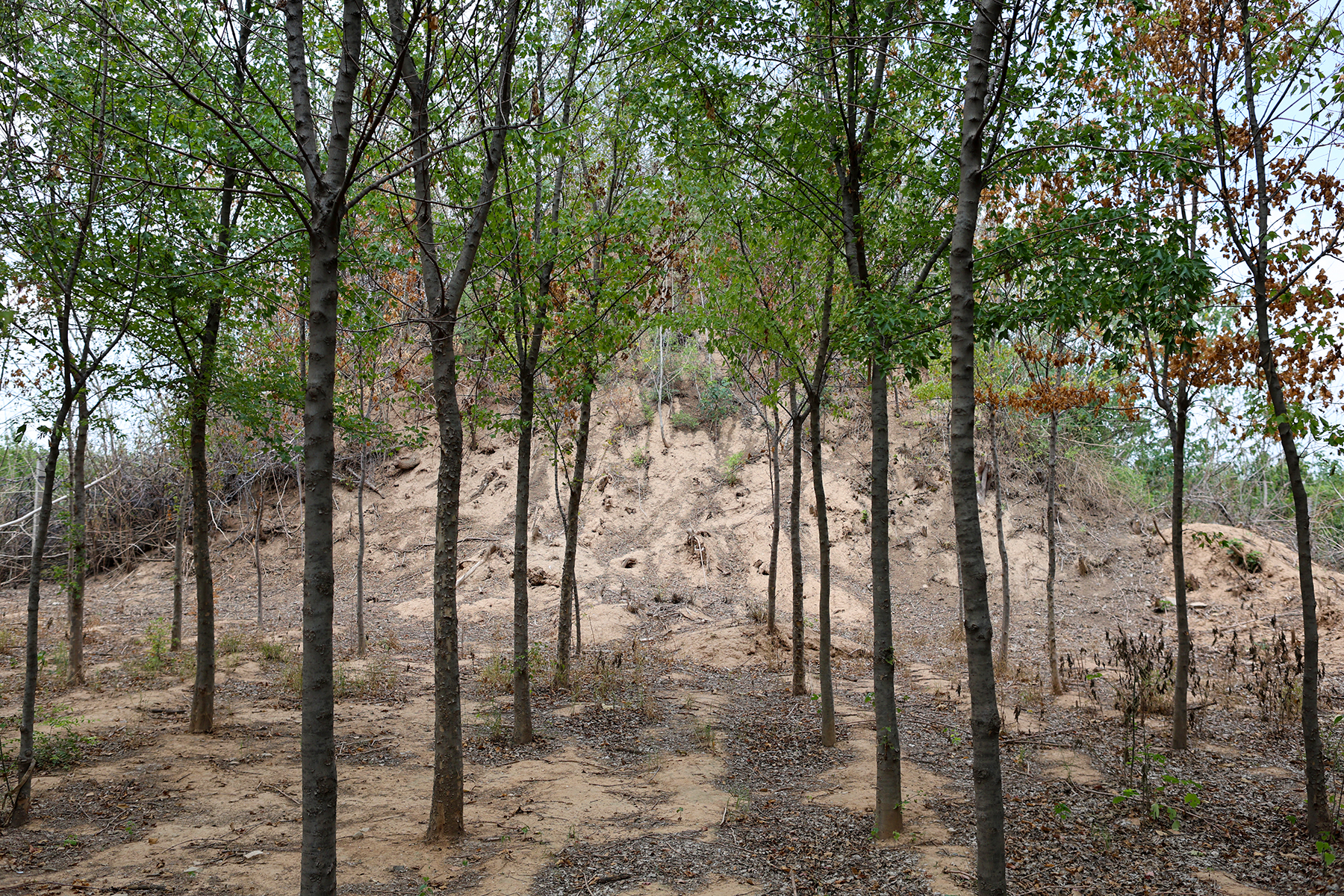
章穆郭皇后陵的陵台

### 陪葬墓

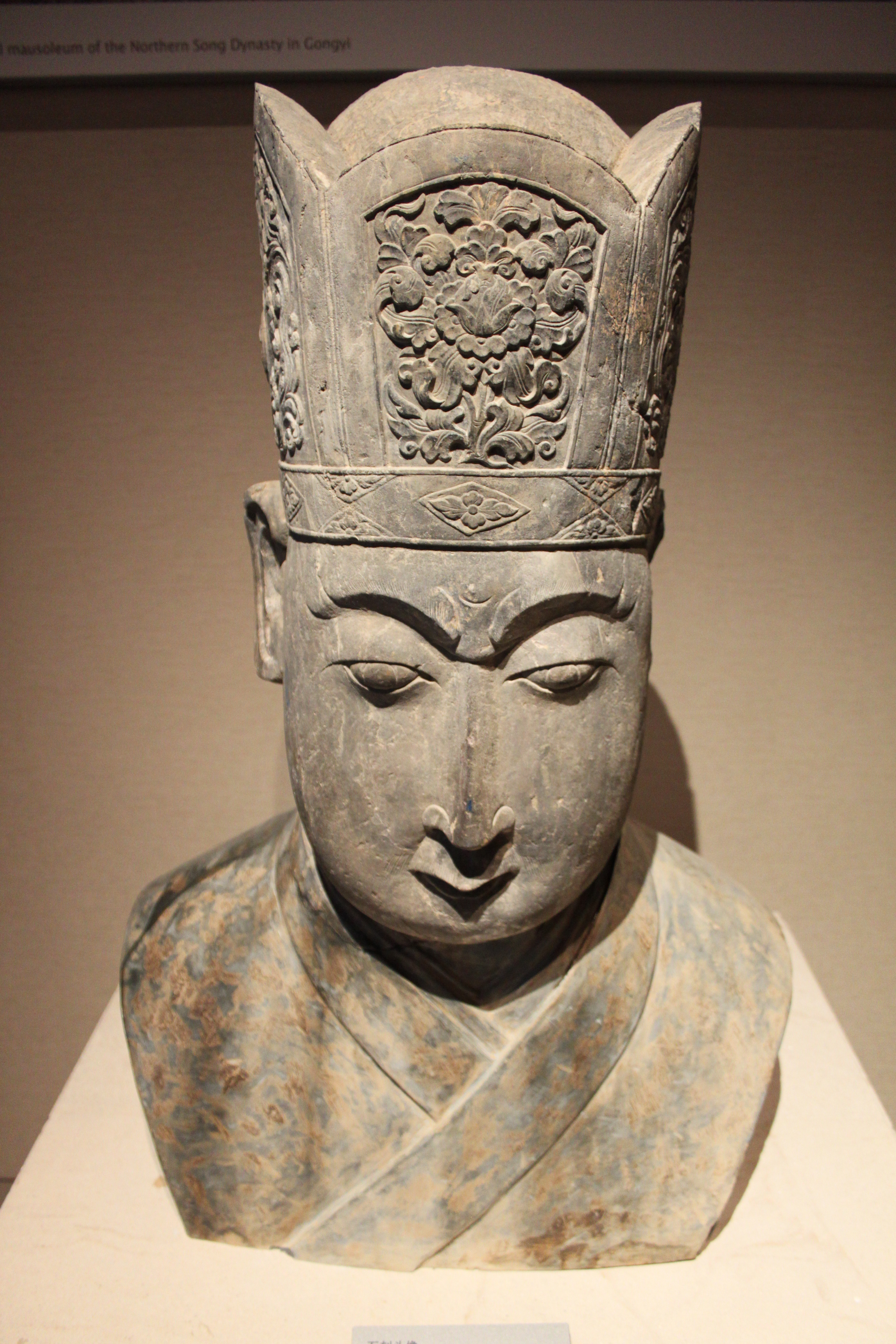
周王墓出土的石刻头像，现藏河南博物院

皇后陵的西北部为陪葬墓，但目前该处已成为天坡河河谷，多数陪葬墓已无存:58。目前仅发现宋真宗次子周王赵玄祐的墓，并进行了考古发掘，出土刻有“大宋故周王墓志铭”八字的石墓志，以及石刻头像及砖瓦等建筑构件。周王墓出土的石刻头像仅存胸部以上部分，左耳残缺，头戴雕花冠帽，应为原立于周王墓神道的文官石像。